# 中央本線
中央本線（ちゅうおうほんせん）は、東京都千代田区の東京駅から新宿区の新宿駅、長野県塩尻市の塩尻駅を経由して、愛知県名古屋市中村区の名古屋駅までを結ぶ鉄道路線（幹線）である。
このうち東京駅 - 塩尻駅間は東日本旅客鉄道（JR東日本）、塩尻駅 - 名古屋駅間は東海旅客鉄道（JR東海）の管轄となっている。なお、国土交通省鉄道局監修『鉄道要覧』上では、本路線のうち東京駅 - 神田駅の間は重複する東北本線の一部とされ、同様に代々木駅 - 新宿駅の間は重複する山手線の一部とされている。また、区間や系統別に「中央東線」「中央西線」「中央線快速」など、様々な呼称がある（詳細は後述）。
地域ごとの詳細については、以下の記事も参照。
- 中央線快速 （東京駅 - 高尾駅間）
- 中央・総武緩行線 （御茶ノ水駅 - 三鷹駅間）
- 中央線 (名古屋地区) （中津川駅 - 名古屋駅間）

## 概要
中央本線は、東京都心から西の多摩へ延びて山梨県へ入り、長野県中南部および南西部（中信と南信）と岐阜県東南部（東濃）を経由して、愛知県の名古屋までを結ぶ鉄道路線であり、東京都と山梨県や長野県、あるいは長野県と中京圏・京阪神を結ぶ重要な輸送ルートになっている。東京・名古屋の両都市から沿線の主要駅や信州地区を結ぶ特急列車が頻繁に運転されているほか、両都市圏では都心部への通勤輸送の役割も担う。また、日本貨物鉄道（JR貨物）による貨物列車も運転されている。
岡谷駅 - 塩尻駅間は塩尻峠から大城山にかけての山地を避け、辰野駅を経由する約28 kmの迂回ルートで開通したが、1983年（昭和58年）7月に全長約6 kmの塩嶺トンネルを抜けるみどり湖駅経由の短絡線が開通し、同駅間が約12 kmに短縮されたことで、大幅な時間短縮が実現した。どちらの線区も中央本線に属し、旧来の区間（辰野駅経由）は支線となっている。この支線は「辰野支線」または「辰野線」、あるいはみどり湖駅・塩嶺トンネル経由を「新線」と呼ぶのに対して「旧線」などと呼ばれる。また、この路線を伊藤大八という代議士が誘致したという話から大八廻りとも呼ばれた。飯田線の大半の列車がこの支線のうち岡谷駅 - 辰野駅間に乗り入れている（「運行形態」の節を参照）。
本路線の線路は全線独立しているが、国鉄分割民営化時に当時の運輸省に提出された事業基本計画、および国土交通省鉄道局監修『鉄道要覧』では、先行敷設路線との営業距離の重複計上を行わないようにするため、東京方面の東京駅 - 神田駅間は東北本線、代々木駅 - 新宿駅間は山手線となっている。他方、名古屋方面では、金山駅に東海道本線のホームが設けられたことで、金山駅 - 名古屋駅間は東海道本線と重複計上されている。
本路線は、同じように首都圏と中京圏を結ぶ東海道本線や東海道新幹線が太平洋沿岸を走るのと比較して山間部を走る路線であり、勾配もきつく距離も長いが、1964年（昭和39年）10月の東海道新幹線開業前は東海道本線のバイパスとしても利用されており、全線を走行する列車も存在していた。しかし、東海道新幹線開業後は、全線を通しての通過輸送はほとんど存在しなくなり、1982年（昭和57年）5月の塩尻駅位置移転以降、東京方面および名古屋方面どちらの列車も、大半が塩尻駅から篠ノ井線の松本駅方面に直通しているため、塩尻駅を跨いで東京方面と名古屋方面を直通する旅客列車は基本的にはなく、平時において前述のようなバイパス機能を果していない。ただし、貨物列車や団体臨時列車などの一部の列車は旧塩尻駅構内敷地（いわゆる塩尻大門。塩尻駅構内扱い）の両方面間直通用の単線線路（連絡線）を通り、塩尻駅のホームを経由せず塩尻駅自体を通過する形で両方面間を直通している（詳細は後述）。
なお、塩尻駅 - 名古屋駅間については、国鉄時代から、列車番号の付け方と駅構内の場内・出発信号機に記されている「上下」の標示が路線本来の上り・下りの方向とは逆となっており、名古屋駅から塩尻駅へ至る方向（距離標の数字が小さくなる方向）を下りとして列車番号には奇数を付け、信号機には「下」と標示している。このため、中央本線は東京駅 - 塩尻駅間も塩尻駅 - 名古屋駅間も塩尻駅・松本駅方面が下り列車であり、東京駅 - 塩尻駅間は原則通り東京駅方面が上り列車だが、塩尻駅 - 名古屋駅間は逆に名古屋駅方面が上り列車となる。

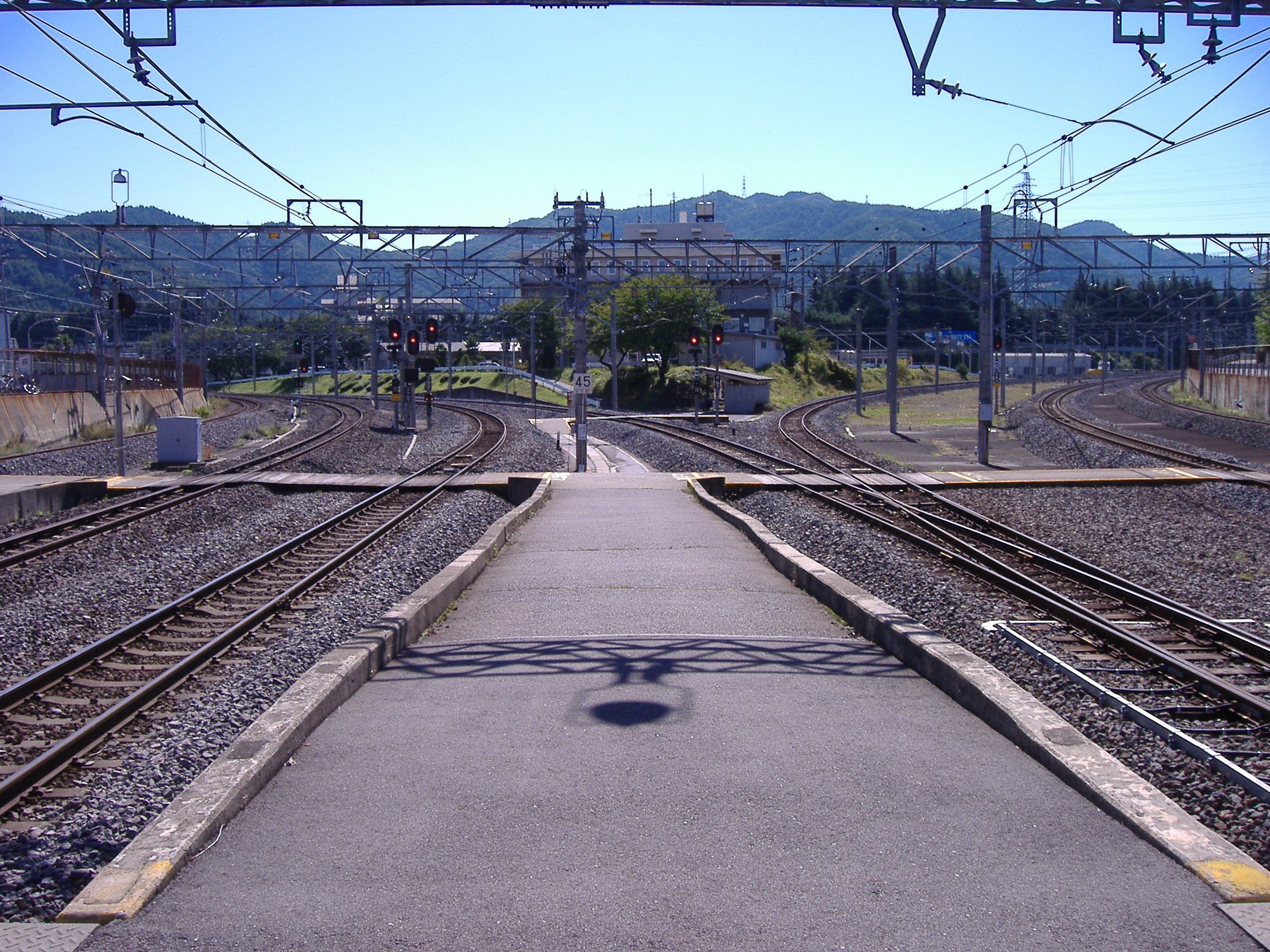
図1 塩尻駅南方にある中央本線の東西分岐。左が東京方面、右が名古屋方面。
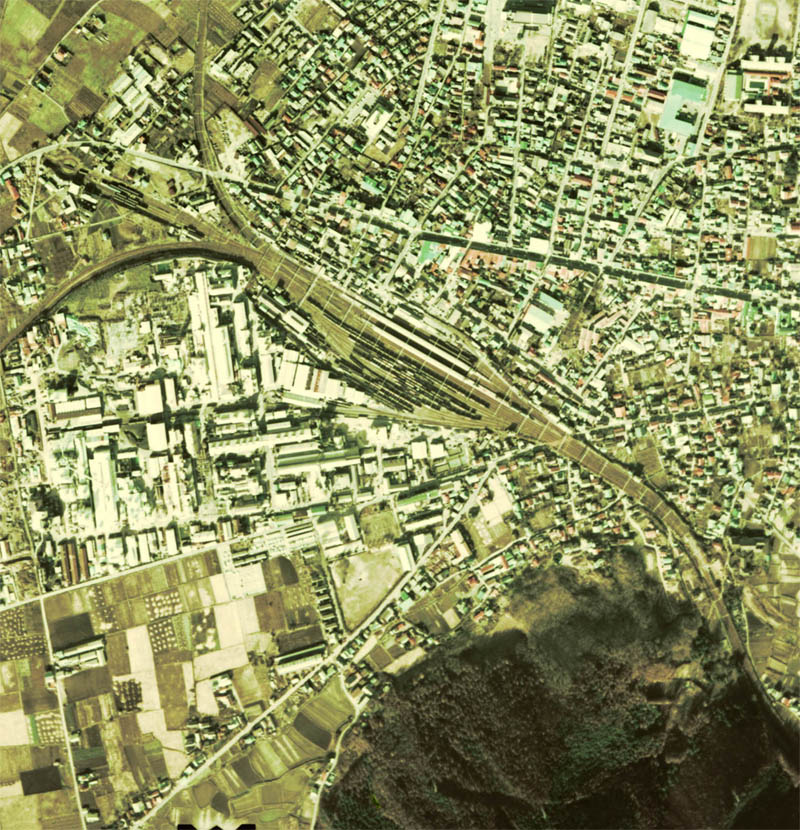
1975年当時の塩尻駅。国土交通省 国土地理院 地図・空中写真閲覧サービスの空中写真を基に作成。今日の塩尻駅は画像上部の篠ノ井線側に設置され、東京方面に向かう東線と名古屋方面に向かう西線はハの字に分岐している（図1参照）。右下へ延びる路線は今日の辰野駅経由の支線。

## 名称について
本路線は「中央線」と「中央本線」の2通りの名称で呼ばれており、国土交通省などによる公文書や『鉄道要覧』では「中央線」の名称が使用されることが多いが、JR各社を始めとする民間では、両方の名称が混用されている。また、松本駅に連絡する篠ノ井線との連絡駅であり、JR東日本とJR東海の境界駅でもある塩尻駅を境に東京駅 - 塩尻駅間を中央東線（ちゅうおうとうせん）、塩尻駅 - 名古屋駅間を中央西線（ちゅうおうさいせん）と呼び、区別することがある。
この複雑な使い分けの経緯は、1909年（明治42年）10月の『明治42年鉄道院告示第54号』によって公布された国有鉄道線路名称で、鉄道院に所属する鉄道路線は23部72路線に区分され、本路線は当時昌平橋駅 - 篠ノ井駅間を「中央東線」・名古屋駅 - 野尻駅間を「中央西線」として制定、またそれぞれを「中央東線の部」・「中央西線の部」として制定した（中央東線については歴史の節の「甲武鉄道国有化以降」および「塩尻駅 - 宮ノ越駅間」の節、中央西線は同節「木曽福島駅 - 名古屋駅間」を参照）。その後、1911年（明治44年）5月宮ノ越駅 - 木曽福島駅間の延伸開業に伴い、塩尻駅 - 篠ノ井駅間を篠ノ井線として分離、中央東線と中央西線は中央本線に統合され、中央東線の部および中央西線の部は廃止となり、中央本線と篠ノ井線は追加創設された「中央線の部」（略称：中央線）に組み込まれた。
この「中央線」という名称は、本路線（辰野支線も含む）とその系統路線（青梅線・五日市線など）を指す総称として使用され、国鉄分割民営化以降にJR各社に制定された「JR線路名称公告」においても、その扱いが引き継がれた。また、鉄道省（→日本国有鉄道）時代から本路線の東京近郊を走る通勤形電車（省電・国電）も「中央線」と呼ばれていた。しかし、民営化の際に策定された『日本国有鉄道の事業等の引継ぎ並びに権利及び義務の承継等に関する基本計画』（JR事業基本計画） において、本路線の名称が「中央線」とされたため、従来は中央本線と呼ばれていた本路線に対しても、公文書を中心にこの名称が使われるようになった。また、前述の線路名称制定時の名残で中央東線は東側（東京駅 - 塩尻駅間）を、中央西線は西側（塩尻駅 - 名古屋駅間）を指す通称名となった。
本路線の東京近郊を走る通勤形電車による運行系統については、各駅停車は「中央・総武線」（あるいは総武線）、快速電車は「中央線」と呼ばれ、「中央本線」とは呼ばれていない。ただし、これは路線の名称ではなく列車の名称として用いられているもので、特急形車両や近郊形車両による列車については同じ区間を走っていても、中央本線と呼ばれることがある。実例として、高尾駅・八王子駅・新宿駅では、列車線で運転される普通列車および特急列車を中央本線、電車線で運転される快速電車を中央線と明確に区別している。

## 歴史
新宿駅 - 八王子駅間はもともと生糸・石灰を運ぶ路線として作られた。中野や立川等、沿線の街が発展し、乗客も増えていった。その成功により、山手線西側には多数の私鉄が山手線に接続するように建設された。

### 年表

#### JR東日本管轄区間（中央東線）

##### 甲武鉄道
- 1889年（明治22年）

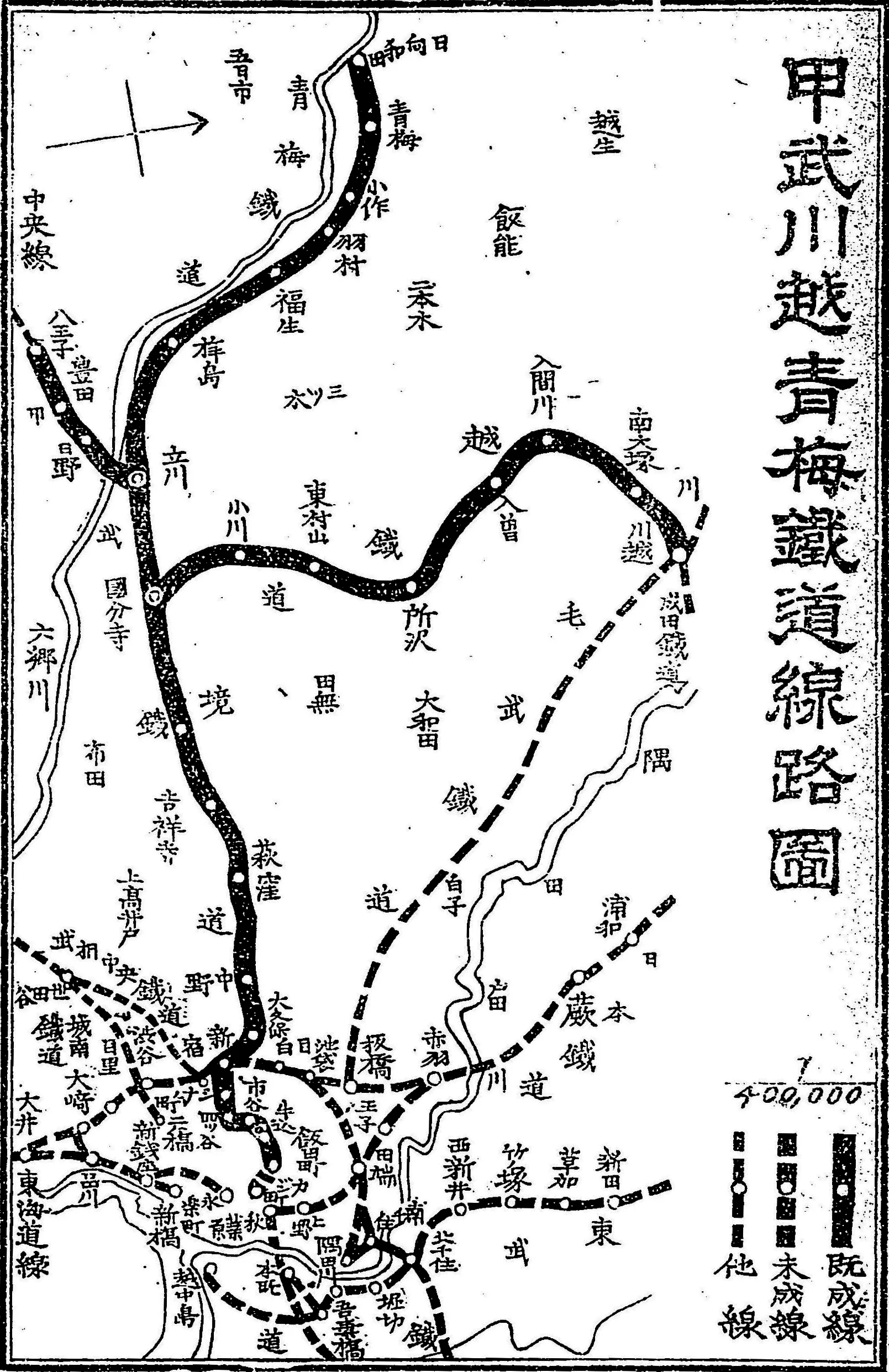
甲武鉄道 1903年の路線図

  - 4月11日：甲武鉄道 新宿駅 - 立川駅間（16M74C≒27.24 km）が開業[3]。中野駅・境駅（現在の武蔵境駅）・国分寺駅・立川駅が開業[3]。
  - 8月11日：立川駅 - 八王子駅間（6M3C≒9.72 km）が延伸開業[3]。八王子駅が開業[3]。
- 1890年（明治23年）1月6日：日野駅が開業。
- 1891年（明治24年）：立川駅 - 日野駅間に多摩川信号所が開設。
  - 12月21日：荻窪駅が開業。
- 1894年（明治27年）
  - 9月23日：陸軍省の軍用線として新宿駅 - 青山軍用停車場間が開業し[3]、管理を甲武鉄道が受託。青山軍用停車場が開業[3]。
  - 10月9日：牛込駅 - 新宿駅間（3M40C≒5.63 km）が延伸開業[3]。牛込駅・四ツ谷駅・信濃町駅の各駅が開業。
  - 川越鉄道（現在の西武国分寺線・新宿線の一部）と直通運転を開始
- 1895年（明治28年）
  - 3月6日：市ケ谷駅が開業。
  - 4月3日：飯田町駅 - 牛込駅間（40C≒0.80 km）が延伸開業[3]。飯田町駅が開業[3]。
  - 5月5日：大久保駅が開業。
  - 12月30日：飯田町駅 - 新宿駅間が複線化[3]。
- 1896年（明治29年）9月25日：軍用線の管理受託が終了[3]。
- 1897年（明治30年）2月2日：新宿駅 - 青山仮停車場間が開業[3]。青山仮停車場（初代）が開業。英照皇太后大葬の御柩列車の始発駅として1日限りの営業で、翌2月3日廃止[3]。
- 1899年（明治32年）12月30日：吉祥寺駅が開業。
- 1901年（明治34年）2月22日：豊田駅が開業。
- 1902年（明治35年）11月12日：営業距離の表示をマイル・チェーン表記からマイル表記のみに簡略化し、一部マイル程を修正（26M77C→27.0 M）。
- 1904年（明治37年）
  - 8月21日：千駄ケ谷駅が開業。飯田町駅 - 中野駅間が電化（直流600 V）[14]。
  - 12月31日：御茶ノ水駅 - 飯田町駅間（0.8M≒1.29 km）の電車線が延伸開業。御茶ノ水駅が開業[15]。
- 1906年（明治39年）
  - 4月：新宿駅 - 大久保駅間が複線化。
  - 6月14日：柏木駅（現在の東中野駅）が開業。
  - 9月：大久保駅 - 中野駅間が複線化。
  - 9月23日：代々木駅が開業。
  - 9月24日：水道橋駅が開業。

##### 八王子駅 - 塩尻駅間
- 1901年（明治34年）8月1日：官営鉄道として八王子駅 - 上野原駅間（14M0C≒22.53 km）が開業[3]。浅川駅（現在の高尾駅）・与瀬駅（現在の相模湖駅）・上野原駅が開業。
- 1902年（明治35年）
  - 6月1日：上野原駅 - 鳥沢駅間（7M0C≒11.27 km）が延伸開業[3]。鳥沢駅が開業[3]。
  - 10月1日：鳥沢駅 - 大月駅間（4M14C≒6.72 km）が延伸開業[3]。猿橋駅・大月駅が開業。
  - 11月12日：営業距離の表示をマイル・チェーン表記からマイル表記のみに簡略化（25M14C→25.2M）。
- 1903年（明治36年）2月1日：大月駅 - 初鹿野駅間（11.3M≒18.19 km）が延伸開業[3]。笹子駅・初鹿野駅（現在の甲斐大和駅）が開業。
  - 6月11日：初鹿野駅 - 甲府駅間（16.8M≒27.04 km）が延伸開業[16]。塩山駅・日下部駅（現在の山梨市駅）・石和駅（現在の石和温泉駅）・甲府駅が開業。
  - 12月15日：甲府駅 - 韮崎駅間（8.1M≒13.04 km）が延伸開業[3]。竜王駅・韮崎駅が開業。
- 1904年（明治37年）
  - 12月21日：韮崎駅 - 富士見駅間（21.5M≒34.60 km）が延伸開業[3]。日野春駅・小淵沢駅・富士見駅が開業。
- 1905年（明治38年）11月25日：富士見駅 - 岡谷駅間（17.1M≒27.52 km）が延伸開業[3]。青柳駅・茅野駅・上諏訪駅・下諏訪駅・岡谷駅が開業[注釈 7]。
- 1906年（明治39年）6月11日：岡谷駅 - 塩尻駅間（16.9M≒27.20 km）が延伸開業[4]。辰野駅・小野駅が開業。既開業の篠ノ井駅 - 塩尻駅間鉄道を編入し、八王子駅 - 篠ノ井駅間鉄道 (159.0M) となる。

##### 甲武鉄道国有化以降

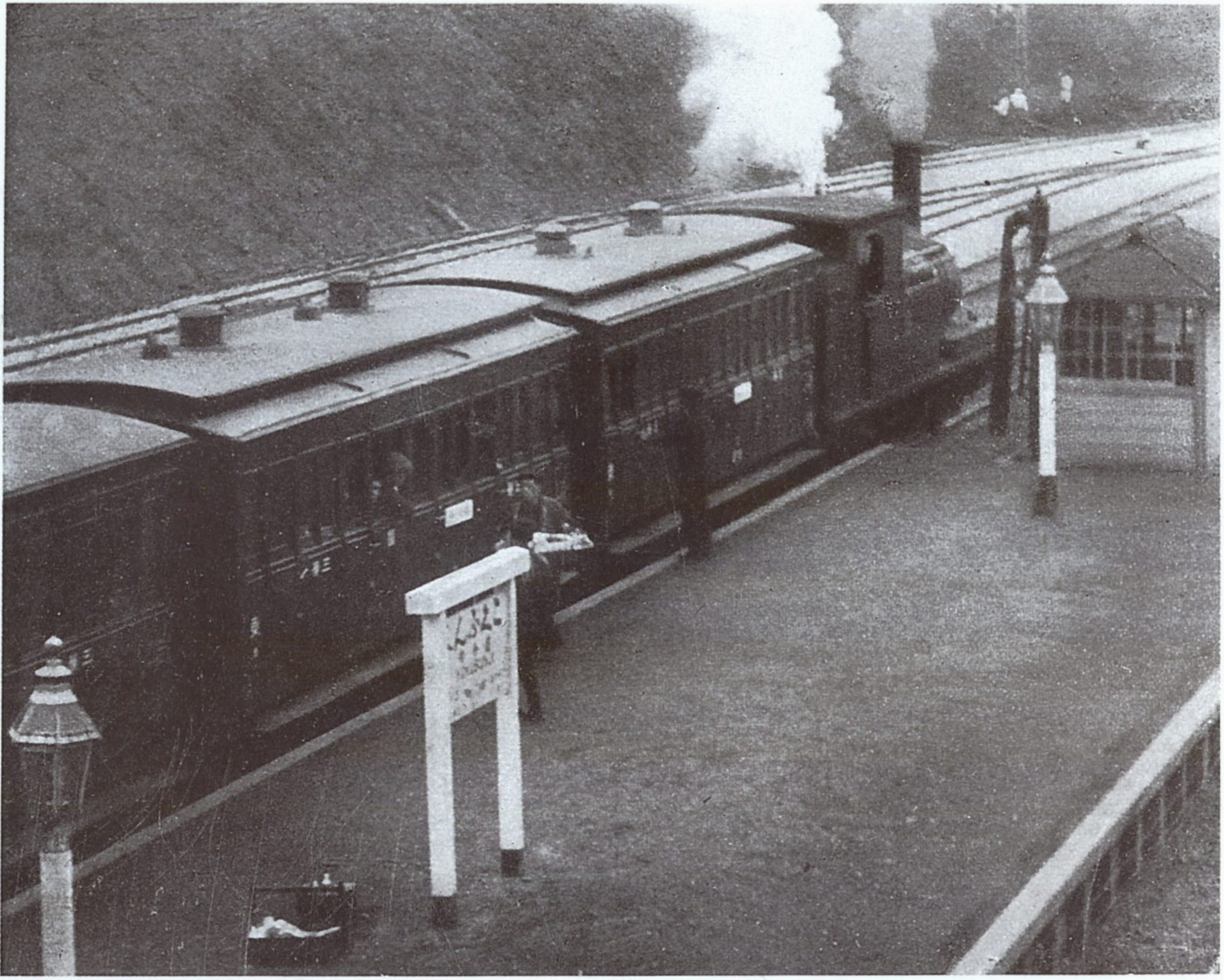
国分寺駅での中央線列車
(1915年4月21日)

- 1906年（明治39年）10月1日：甲武鉄道御茶ノ水駅 - 八王子駅間が鉄道国有法に基づき買収・国有化され、八王子駅 - 篠ノ井駅間鉄道に編入されて、御茶ノ水駅 - 篠ノ井駅間鉄道となる[4]。国有化に伴い川越鉄道との直通運転を中止。
- 1907年（明治40年）
  - 11月1日：下諏訪駅 - 岡谷駅間が改マイル（-0.1 M≒0.16 km）。
  - 12月26日：大月駅 - 笹子駅間に広河原仮信号所が開設。
- 1908年（明治41年）
  - 4月18日：御茶ノ水駅 - 水道橋駅間が改マイル (-0.1 M)。
  - 4月19日：昌平橋駅 - 御茶ノ水駅間（0.3 M≒0.48 km）の電車線が延伸開業[4]。昌平橋駅が開業[4]。広河原仮信号場が廃止。
  - 7月9日：大月駅 - 笹子駅間に初狩信号所が開設。
  - 12月17日：吉祥寺駅 - 国分寺駅間が複線化。
- 1909年（明治42年）
  - 10月12日：国有鉄道線路名称制定により、昌平橋駅 - 塩尻駅 - 篠ノ井駅間が中央東線となる[4]。
  - 12月1日：塩尻駅 - 奈良井駅間の延伸開業に伴い、塩尻駅 - 篠ノ井駅間が支線となる[4]。
- 1910年（明治43年）
  - 2月10日：初狩信号所が駅に変更され、初狩駅が開業。
  - 3月16日：中野駅 - 吉祥寺駅間が複線化。
  - 12月15日：四方津駅が開業。
- 1911年（明治44年）5月1日：宮ノ越駅 - 木曽福島駅間の延伸開業に伴い、塩尻駅 - 篠ノ井駅間を篠ノ井線として分離、中央西線を編入して昌平橋駅 - 塩尻駅 - 名古屋駅間が中央本線となる[4]。
- 1912年（明治45年）4月1日：万世橋駅 - 昌平橋駅間（0.2 M≒0.32 km）の電車線が延伸開業[4]。万世橋駅が開業[4]。昌平橋駅が廃止[4]。
- 1912年（大正元年）9月13日：千駄ケ谷駅 - 青山仮停車場間が開業[4]。青山仮停車場（2代目）が開業[4]。青山葬場殿で明治天皇の大喪が行われた[4]。2日間の営業で、9月15日廃止[4]。
- 1913年（大正2年）
  - 4月1日：初鹿野駅 - 塩山駅間に大日影信号所が開設。
  - 4月8日：大日影信号所が駅に変更され、勝沼駅（現在の勝沼ぶどう郷駅）が開業。
  - 8月1日：穴山駅が開業。
- 1916年（大正5年）3月3日：立川駅 - 多摩川原駅間の貨物支線（3.7 km。立川駅 - 多摩川信号場間は本線との重複区間）が開業。多摩川信号場・多摩川原駅が開業。
- 1917年（大正6年）
  - 1月1日：柏木駅が東中野駅に改称。
  - 4月5日：石和駅 - 甲府駅間に甲斐善光寺仮停車場が開業（現在の善光寺駅とは異なる）。
  - 6月4日：甲斐善光寺仮停車場が廃止。
- 1918年（大正7年）12月11日：長坂駅が開業。
- 1919年（大正8年）
  - 1月25日：中野駅 - 吉祥寺駅間が電化[4]。
  - 3月1日：東京駅 - 万世橋駅間（1.2 M≒1.93 km）が延伸開業[4]。神田駅が開業[4]。山手線と直通して中野駅 - 新宿駅 - 東京駅 - 品川駅 - 新宿駅 - 池袋駅 - 田端駅 - 上野駅間で「の」の字運転が開始[17]。
  - 7月1日：境駅が武蔵境駅に改称。
- 1920年（大正9年）5月26日：貨物支線（下河原線）国分寺駅 - 下河原駅間（4.2 M≒6.76 km）が開業[4]。下河原駅が開業。
- 1921年（大正10年）12月1日：下河原線 国分寺駅 - 下河原駅間が廃止され[4]、国分寺駅の貨物側線扱いに変更。下河原駅が廃止。
- 1922年（大正11年）
  - 4月1日：信号所が信号場に変更。
  - 7月15日：高円寺駅・阿佐ケ谷駅・西荻窪駅が開業
  - 11月20日：吉祥寺駅 - 国分寺駅間が電化[4]。
- 1923年（大正12年）10月28日：川岸駅が開業。
- 1924年（大正13年）
  - 4月4日：武蔵小金井仮乗降場が開業。
  - 7月21日：新宿駅の新しい電車線ホームが完成、青梅街道口と甲州街道口に分かれていた電車線ホームが統一される
- 1925年（大正14年）
  - 4月2日：代々木駅 - 新宿駅間の電車線と汽車線が完全分離され、複々線となる。
  - 11月1日：山手線との直通運転（「の」の字運転）を終了。
- 1926年（大正15年）
  - 1月15日：武蔵小金井仮乗降場が駅に変更され、武蔵小金井駅が開業。
  - 2月11日：酒折駅が開業。
  - 3月1日：国分寺駅 - 立川駅間に谷保信号場が開設。
  - 4月1日：谷保信号場を駅に変更して国立駅が開業。
- 1927年（昭和2年）
  - 東京駅 - 国分寺駅間の架線電圧を直流600 Vから直流1,200 Vに昇圧
  - 2月7日：信濃町駅 - 代々木駅間で新設工事中の汽車線を利用して代々木駅 - 新宿御苑駅間が開業[18]。新宿御苑仮停車場・東浅川仮停車場が開業[18]。新宿御苑仮停車場は大正天皇大喪列車のホームとして使用され、2月9日廃止[18]。
  - 3月1日：汽車線の増設により信濃町駅 - 代々木駅間が複々線化。
- 1928年（昭和3年）
  - 5月11日：電車線の増設により新宿駅 - 中野駅間が複々線化[18]。
  - 10月15日：国分寺駅 - 国立駅間が複線化。
  - 11月1日：信濃境駅が開業。
  - 11月15日：飯田橋駅が開業[18]。牛込駅が廃止[18]。飯田町駅の電車線ホームは通過扱いを経て廃止。
- 1929年（昭和4年）：東京駅 - 国分寺駅間の架線電圧を直流1,200 Vから直流1,500 Vに昇圧[19]。
  - 1月26日：吉祥寺駅 - 武蔵境駅間に三鷹仮信号場が開設。
  - 3月1日：国立駅 - 立川駅間が複線化。
  - 3月10日：国分寺駅 - 国立駅間が電化。
  - 3月16日：汽車線の増設により飯田町駅 - 信濃町駅間が複々線化[18]。なお、四ツ谷駅西方の御所トンネルは電車線下り専用として単線化、電車線上りと汽車線の3線は新御所トンネルを設けた。
  - 9月1日：三鷹仮信号場が三鷹信号場に変更。
  - 6月16日：国立駅 - 立川駅間が電化。
- 1930年（昭和5年）
  - 4月1日：営業距離の表示をマイル表記からキロメートル表記に変更（東京駅 - 名古屋駅間 255.0 M→412.9 km）。貨物支線 立川駅 - 多摩川信号場 - 多摩川原駅間 (3.7 km) が廃止され、同日再開業。新宿駅 - 飯田町駅間 (6.4 km) の複々線のうち複線を別線扱いに変更。本線 飯田町駅 - 四ツ谷駅間の貨物営業が廃止。
  - 6月25日：三鷹信号場が駅に変更され、三鷹駅が開業。
  - 12月20日：立川駅 - 浅川駅間が電化。
- 1931年（昭和6年）4月1日：浅川駅 - 甲府駅間が電化[18]。電気機関車で運転開始。
- 1933年（昭和8年）
  - 7月15日：汽車線の新宿駅 - 飯田町駅間の旅客営業が廃止。
  - 9月15日：御茶ノ水駅 - 飯田町駅間が複々線化[18]。
  - 10月4日：飯田町駅 - 新宿駅間複線の別線扱いが取りやめ (-6.4 km)。
- 1934年（昭和9年）
  - 4月2日：国分寺駅 - 東京競馬場前駅間 (5.6 km) の支線が開業・電化[18]。東京競馬場前駅が開業。
  - 11月6日：国分寺駅 - 東京競馬場前駅間に富士見仮信号場が開設。
- 1935年（昭和10年）12月1日 - ダイヤ改正に伴い、多客時に運転されていた新宿駅 - 甲府駅間の準急列車の運転区間を松本駅まで延長[20]。
- 1937年（昭和12年）6月1日：立川駅 - 豊田駅間が複線化。
  - 8月30日：武蔵境駅 - 武蔵小金井駅間に境仮信号場が開設。
  - 12月1日：境仮信号場が廃止。
- 1939年（昭和14年）
  - 3月31日：豊田駅 - 浅川駅間が複線化。
  - 4月1日：西八王子駅が開業。
  - 7月1日：小野駅 - 塩尻駅間に東塩尻信号場が開設。
- 1943年（昭和18年）
  - 7月15日：藤野駅が開業。
  - 11月1日：万世橋駅が休止（実質上廃止）[18]。
- 1944年（昭和19年）10月1日：支線 国分寺駅 - 東京競馬場前駅間が休止[18]。
- 1945年（昭和20年）
  - 6月10日：韮崎駅 - 穴山駅間に新府信号場が開設。
  - 8月5日：浅川駅（現在の高尾駅） - 与瀬駅（現在の相模湖駅）において、太平洋戦争下、米軍機による湯の花トンネル列車銃撃事件発生[18]。少なくとも49人以上が死亡。
- 1946年（昭和21年）6月1日：貨物支線 立川駅 - 多摩川信号場 - 多摩川原駅間 (3.7 km) が休止（実質上廃止）[18]。多摩川原駅が休止。多摩川信号場が廃止。
- 1947年（昭和22年）4月24日：支線 国分寺駅 - 東京競馬場前駅間の運転が再開[18]。
- 1949年（昭和24年）
  - 1月21日：富士見仮信号場が仮乗降場に変更され、富士見仮乗降場が開業。
  - 4月1日：梁川駅が開業。
- 1950年（昭和25年）
  - 6月10日：青柳駅-茅野駅間で土砂流出発生。その後、現場を差し掛かった新宿駅発上諏訪駅行きの列車が土砂に乗り上げて脱線。死者1人、負傷者4人[21]。
- 1951年（昭和26年）
  - 4月14日：支線[22] 三鷹駅 - 武蔵野競技場前駅間 (3.2 km) が開業。武蔵野競技場前駅が開業[23]。
  - 12月25日：塩崎駅が開業。
- 1952年（昭和27年）
  - 7月1日：貨物支線国分寺駅 - 北府中信号場 - 下河原駅間 (7.1 km) が開業[24]（国分寺駅 - 北府中信号場間は東京競馬場前駅への支線との重複区間）。富士見仮乗降場が廃止され、北府中信号場に変更。
  - 7月15日：浅川駅 - 与瀬駅間に小仏信号場が開設。
- 1954年（昭和29年）12月1日：別田駅（現在の春日居町駅）が開業。
- 1955年（昭和30年）4月1日：信濃川島駅が開業。
- 1956年（昭和31年）
  - 4月10日：与瀬駅が相模湖駅に改称。
  - 9月1日：北府中信号場が駅に変更され、北府中駅が開業[24]。貨物支線 国分寺駅 - 下河原駅間の起点が北府中駅に変更（-3.3 km、国分寺駅 - 東京競馬場前駅間の支線との重複解消）、支線 国分寺駅 - 北府中駅間の貨物営業が開始。
- 1957年（昭和32年）2月5日：東山梨駅が開業。
- 1959年（昭和34年）11月1日：支線三鷹駅 - 武蔵野競技場前駅間 (3.2 km) が廃止[24]。武蔵野競技場前駅が廃止[25]。
- 1960年（昭和35年）9月10日：東浅川仮停車場が廃止。
- 1961年（昭和36年）3月20日：浅川駅が高尾駅に改称。
- 1962年（昭和37年）
  - 1月15日：日下部駅が山梨市駅に改称。
  - 4月14日：高尾駅 - 小仏信号場間が複線化。
  - 5月21日：上諏訪駅 - 辰野駅間が電化[26]。
  - 12月1日：甲府駅 - 韮崎駅間が自動信号化[26]
  - 12月22日：滝ノ前信号場 - 小淵沢駅間が複線化[26]。長坂駅 - 小淵沢駅間に滝ノ前信号場が開設。
  - 12月25日：長坂駅 - 小淵沢駅間が自動信号化[26]。
- 1963年（昭和38年）9月30日：猿橋駅 - 大月駅間が複線化。韮崎駅 - 長坂駅間が自動信号化[26]
- 1964年（昭和39年）
  - 3月31日：小淵沢駅 - 塩尻駅間が自動信号化[26]。
  - 4月15日：甲府駅 - 塩尻駅間でATS-S形を導入[26]。
  - 9月10日：東小金井駅が開業。
  - 9月15日：甲府駅 - 上諏訪駅間が電化[26]。
  - 9月22日：中野駅 - 荻窪駅間が高架化。
  - 9月29日：小仏信号場 - 相模湖駅間が複線化。小仏信号場が廃止。
- 1965年（昭和40年）
  - 7月1日：辰野駅 - 塩尻駅間が電化[26][注釈 8]。
  - 9月29日：塩山駅 - 山梨市駅間が複線化。
- 1966年（昭和41年）
  - 3月25日：日野春駅 - 滝ノ前信号場間が複線化[26]。滝ノ前信号場が廃止。
  - 4月28日：中野駅 - 荻窪駅間が高架・複々線化[27]。
  - 9月26日：川岸駅 - 辰野駅間に平出信号場が開設[26]。
  - 11月22日：四方津駅 - 梁川駅間が複線化[28]。
  - 11月25日：別田駅 - 石和駅間が複線化[28]。
  - 11月28日：青柳駅 - 茅野駅間に木船信号場が開設。
  - 11月30日：大月駅 - 笹子駅間が複線化[29]。
  - 12月5日：青柳駅 - 木船信号場間が複線化[30]。
  - 12月12日：笹子駅 - 初鹿野駅間が複線化[27]。181系電車を使用して新宿駅 - 松本駅間で特急「あずさ」の運転を開始[27]。
- 1967年（昭和42年）
  - 9月22日：木船信号場 - 茅野駅間が複線化[31]。木船信号場が廃止。
  - 10月29日：荻窪駅 - 三鷹駅間が高架化[32]。
- 1968年（昭和43年）
  - 1月30日：山梨市駅 - 別田駅間が複線化[33]。
  - 8月27日：相模湖駅 - 上野原駅間が複線化。
  - 8月30日：初鹿野駅 - 塩山駅間が複線化。
  - 9月20日：梁川駅 - 猿橋駅間が複線化[34]。
  - 9月24日：上野原駅 - 四方津駅間が複線化[35]。
  - 9月28日：甲府駅 - 竜王駅間が複線化[35]。
- 1969年（昭和44年）
  - 1月28日：石和駅 - 酒折駅間が複線化。
  - 4月6日：荻窪駅 - 三鷹駅間が複々線化[27]。
  - 9月26日：富士見駅 - 青柳駅間が複線化[36]。
- 1970年（昭和45年）
  - 9月2日：茅野駅 - 普門寺信号場間が複線化[37]。
  - 9月16日：塩崎駅 - 韮崎駅間が複線化[38]。
  - 9月22日：韮崎駅 - 新府信号場間が複線化[38]。
  - 9月29日：酒折駅 - 甲府駅間が複線化[39]。
  - 12月1日：竜王駅 - 小淵沢駅間を長野鉄道管理局から東京西鉄道管理局に移管[40]。
- 1971年（昭和46年）
  - 9月8日：新府信号場 - 穴山駅間が複線化[41]。
  - 9月28日：穴山駅 - 日野春駅間が複線化[41]。
- 1972年（昭和47年）
  - 1月14日：甲府駅で普通列車の1両目と2両目の連結器が発車時に外れ、後ろ8両を残して発車して竜王駅まで走る事故。連結器は外されていた一方、ブレーキパイプのコックは閉じられており、何者かの手により意図的に発生した事故であることが示唆[42]。
  - 9月10日：新府信号場が駅に変更され、新府駅が開業。
- 1973年（昭和48年）4月1日：西国分寺駅が開業。支線 国分寺駅 - 北府中駅 - 東京競馬場前駅間 (5.6 km) 、東京競馬場前駅が廃止。北府中駅 - 下河原駅間 (3.8 km) の貨物支線は武蔵野線所属に移された後、1976年9月20日に廃止。
- 1980年（昭和55年）9月25日：信濃境駅 - 富士見駅間が複線化[43]。立場川橋梁を含む線路付け替えにより改キロ (-0.2 km)。
- 1982年（昭和57年）5月17日：塩尻駅移転[27]により小野駅 - 塩尻駅間が改キロ (+0.5 km)。
- 1983年（昭和58年）
  - 6月21日：小淵沢駅 - 信濃境間が複線化[44]。
  - 7月5日：岡谷駅 - みどり湖駅 - 塩尻駅間 (11.7 km) の新線が開業[27]。経路を新線経由に改め、岡谷駅 - 辰野駅 - 塩尻駅間を支線として分離。みどり湖駅が開業。
  - 10月12日：東塩尻信号場が廃止。
  - 11月15日：平出信号場が廃止。
- 1985年（昭和60年）10月31日：すずらんの里駅が開業。

##### 民営化以降
- 1987年（昭和62年）4月1日：国鉄分割民営化により神田駅 - 代々木駅間、新宿駅 - 塩尻駅間、岡谷駅 - 辰野駅 - 塩尻駅間を東日本旅客鉄道（JR東日本）が承継[45]。日本貨物鉄道（JR貨物）が飯田町駅 - 代々木駅間、新宿駅 - 塩尻駅間、岡谷駅 - 辰野駅 - 塩尻駅間の第二種鉄道事業者となる。東京駅 - 神田駅間、代々木駅 - 新宿駅間の重複区間解消。
- 1990年（平成2年）3月10日：201系電車の富士急行線乗り入れを開始。辰野駅 - 塩尻駅間で区間外直通列車を除き、ワンマン運転を開始[46]。
- 1993年（平成5年）
  - 4月1日：初鹿野駅が甲斐大和駅、勝沼駅が勝沼ぶどう郷駅、別田駅が春日居町駅、石和駅が石和温泉駅に改称。
  - 4月10日：東京圏ダイヤ改正に伴い「通勤特快」の運転開始[47]。
  - 12月23日：E351系電車の営業運転開始（当初は「あずさ」の一部に充当）[45]。
- 1994年（平成6年）12月3日：E351系電車を「スーパーあずさ」として本格的に運用開始[45]。
- 1996年（平成8年）
  - 3月16日：八高線八王子駅 - 高麗川駅間の電化に伴い、東京駅 - 高麗川駅間（青梅線経由）の直通列車を新設[45]。
  - 10月7日：下諏訪駅 - 岡谷駅間の一部が立体交差化[48]。
  - 12月14日：東京駅 - 甲府駅間で東京圏輸送管理システム (ATOS) を導入[49]。
  - 12月17日：小淵沢駅 - 塩尻駅間で列車集中制御装置 (CTC) を導入[50]。
- 1998年（平成10年）
  - 7月2日：『鉄道要覧』での線路名称の区間表示を基本計画に合わせて改正。
  - 12月29日：中央・総武緩行線で209系電車（500番台）の営業運転を開始[51]。
- 1999年（平成11年）
  - 中央・総武緩行線で209系電車（950番台）の営業運転を開始（2000年6月13日にE231系900番台へ改番）。
  - 3月9日：日本貨物鉄道の第二種鉄道事業（代々木駅 - 飯田町駅間 5.7 km）が廃止[45]。飯田町駅が廃止。
  - 4月8日：天皇夫妻およびルクセンブルク大公国大公夫妻の山梨訪問に伴い、1号御料車編成によるお召し列車を大月駅 → 原宿駅間で運転。EF58 61が牽引[注釈 9]。
- 2000年（平成12年）
  - 3月：中央・総武緩行線でE231系電車の営業運転を開始。
  - 4月24日：高尾駅 - 大月駅間でATS-Pを導入[52]。
- 2001年（平成13年）
  - 4月：中央・総武緩行線での103系電車の運転終了。
  - 11月18日：東京駅 - 大月駅間でICカード「Suica」が導入。
  - 12月1日：E257系電車の営業運転を開始し、「あずさ」「かいじ」を順次置き換え[45]。
- 2002年（平成14年）
  - 中央・総武緩行線での201系（カナリア色）・205系電車の運転終了。
  - 12月1日：「あずさ」「かいじ」のE257系電車への置き換えが完了（臨時列車については183・189系電車も引き続き使用）。
- 2003年（平成15年）5 - 7月：営団地下鉄（現在の東京メトロ）東西線直通用の103系・301系電車をE231系電車（800番台）へ置き換え。
  - この置き換えにより、営団地下鉄（現在の東京メトロ）で使用される車両は千代田線北綾瀬支線用の6000系電車3両を除く全てが回生制動車両となる。
- 2004年（平成16年）10月16日：東京近郊区間が拡大され、新たに大月駅 - 韮崎駅間がSuicaの利用エリアになる。
- 2005年（平成17年）9月1日：平日朝、新宿駅に7:30 - 9:30に到着する快速・通勤特快52本の先頭1号車を女性専用車とする。
- 2006年（平成18年）12月26日：E233系電車の営業運転開始、201系電車（オレンジ色）を順次置き換え[45]。
- 2007年（平成19年）
  - 3月18日：岡谷駅 - 辰野駅間で一部列車のワンマン運転を開始。
  - 7月1日：三鷹駅 - 国分寺駅間の下り線が高架化[45]。
- 2008年（平成20年）1月4日：相模湖駅 - 大月駅間でE233系電車に限り乗客用ドアを半自動化。
- 2009年（平成21年）
  - 1月11日：西国分寺駅 - 立川駅間の下り線が高架化され、連続立体交差事業区間である三鷹駅 - 立川駅間の下り線が全て立体交差化。
  - 12月6日：三鷹駅 - 国分寺駅間の上り線が高架化[45]。
- 2010年（平成22年）
  - 4月：高尾駅 - 相模湖駅間（下り）の新小仏トンネル、相模湖駅 - 藤野駅間（上り）の新与瀬トンネルで携帯電話不通区間が解消[JR東 1]。
  - 10月17日：201系電車が完全に撤退し、快速は全列車がE233系電車になる（定期運用からは14日に撤退）。
  - 11月7日：西国分寺駅 - 立川駅間の上り線が高架化され、三鷹駅 - 立川駅間の連続立体交差事業区間が全て立体交差化。
- 2011年（平成23年）
  - 4月：笹子駅 - 甲斐大和駅間（上り）の新笹子トンネル、岡谷駅 - みどり湖駅間（上下）の塩嶺トンネルで携帯電話不通区間が解消[JR東 1]。
  - 7月23日：節電・空調効率向上のため、高尾駅 - 小淵沢駅間で長時間停車する場合に限りドアの半自動扱いを開始[JR東 2]。
  - 11月13日：E655系（特別車両 E655-1 を連結した6両）による御乗用列車が、東京駅から甲府駅間に運転される（片道のみ）[53]。
- 2012年（平成24年）
  - 4月：高尾駅 - 相模湖駅間（上り）の小仏トンネルで携帯電話不通区間が解消[JR東 1]。
  - 10月6日：天皇・皇后の山梨県視察に伴うお召し列車が、E655系（特別車両 E655-1 を連結した6両）により東京駅 - 甲府駅間の往復で運転される[54]。
- 2013年（平成25年）6月：笹子駅 - 甲斐大和駅間（下り）の笹子トンネルで携帯電話不通区間が解消[JR東 1]。
- 2014年（平成26年）4月1日：韮崎駅 - 塩尻駅間でSuicaの一部サービスを開始。
- 2017年（平成29年）4月1日：韮崎駅 - 塩尻駅間でSuicaのサービスを拡大。
- 2019年（令和元年）
  - 10月12日：令和元年東日本台風（台風19号）による大雨の影響で、梁川駅 - 四方津駅間で土砂流入する被害を受け一部区間で運休となる[JR東 3]。この後、バス各社が甲府駅前と新宿駅前を結ぶ臨時バスを運行[55][56]。
  - 10月18日：全線で運転再開するも高尾駅 - 相模湖駅間は下り線を使用した単線運転で同区間の折り返し運転となり、10月27日まで本数は大幅削減となる[57][JR東 4]。
  - 10月28日：高尾駅 - 相模湖駅間の上り線の復旧に伴い、始発から全線で通常の本数での運転となる[JR東 5]。
- 2020年（令和2年）
  - 3月10日：鳥沢駅 - 猿橋駅間におけるトンネル内の携帯電話不通区間が解消[JR東 6]。
  - 3月14日：早朝・夜間帯の中央線快速用の電車による東京駅 - 御茶ノ水駅 - 中野駅間の各駅停車運転と中央・総武線各駅停車の三鷹以西への直通運転が廃止される。これにより中央線快速電車は終日運転となり、中央・総武線各駅停車は終日千葉駅 - 御茶ノ水駅 - 三鷹駅間の運転となる。
  - 3月20日：四方津駅 - 梁川駅間におけるトンネル内の携帯電話不通区間が解消[JR東 6]。
  - 3月23日：駅ナンバリングを小淵沢駅まで拡大[JR東 7]。
  - 3月31日：梁川駅 - 鳥沢駅間におけるトンネル内の携帯電話不通区間が解消[JR東 6]。
  - 4月9日：車内換気向上のため、相模湖駅 - 小淵沢駅間でドアの自動扱いを開始（ただし、小淵沢駅では甲府駅方面からの電車と小淵沢駅始発の電車は自動、塩尻駅方面からの電車は半自動扱い）[JR東 8]。
  - 7月31日：この日までに、高尾駅 - 四方津駅におけるトンネル内の携帯電話不通区間が解消[JR東 9]。
- 2021年（令和3年）4月13日 - 4月15日：辰野駅 - 塩尻駅間（辰野支線、小野駅経由）での昼間帯の保守工事実施に伴い、同区間の上下各3本の普通列車が運休[JR東 10]。
- 2023年（令和5年）6月1日：相模湖駅 - 小淵沢駅間で車内換気向上のため行われていたドアの自動扱いを取り止め、半自動扱いを開始[JR東 11]。
- 2025年（令和7年）2月：駅ナンバリングを塩尻駅まで拡大[JR東 12]。
- 2026年（令和8年）7月1日（予定） - 支社制から事業本部制への再編に伴い、管轄が以下の通りに変更[JR東 13]。

| 区間                                     | 支社 （変更前） | 事業本部 （変更後） |
| ---------------------------------------- | --------------- | ------------------- |
| 東京駅 - 神田駅間                        | 首都圏本部      | 東京事業本部        |
| 御茶ノ水駅 - 西荻窪駅間                  | 首都圏本部      | 新宿事業本部        |
| 吉祥寺駅 - 立川駅間 （西国分寺駅を除く） | 八王子支社      | 立川事業本部        |
| 西国分寺駅                               | 八王子支社      | 武蔵野事業本部      |
| 日野駅 - 藤野駅間                        | 八王子支社      | 八王子事業本部      |
| 上野原駅 - 小淵沢駅間                    | 八王子支社      | 山梨事業本部        |
| 信濃境駅 - 塩尻駅間 （辰野支線を含む）   | 長野支社        | 松本事業本部        |

#### JR東海管轄区間（中央西線）

##### 塩尻駅 - 宮ノ越駅間
この区間は当初、中央東線として延伸開業したが、中央本線となった全線開通以降は、この区間を含めて塩尻駅 - 名古屋駅間が中央西線と通称されることになる。
- 1909年（明治42年）12月1日：中央東線塩尻駅 - 奈良井駅間（13.2M≒21.24 km）が延伸開業。洗馬駅・贄川駅・奈良井駅が開業。
- 1910年（明治43年）
  - 10月5日：奈良井駅 - 藪原駅間（4.1M≒6.60 km）が延伸開業[4]。藪原駅が開業[4]。
  - 11月25日：藪原駅 - 宮ノ越駅間（3.5M≒5.63 km）が延伸開業[4]。宮ノ越駅が開業[4]。

##### 木曽福島駅 - 名古屋駅間
- 1900年（明治33年）7月25日：名古屋駅 - 多治見駅間（22M42C≒36.25 km）が開業[3]。千種駅・勝川駅・高蔵寺駅・多治見駅が開業。
  - この区間は建設ルートに選ばれた高蔵寺ルート（玉川ルート）のほか、小牧ルート（内津ルート）、瀬戸ルートが検討されていた[58]。
- 1902年（明治35年）
  - 11月12日：営業距離の表示をマイル・チェーン表記からマイル表記のみに簡略化（22M42C→22.5M）。
  - 12月21日：多治見駅 - 中津駅間（27.2M≒43.77 km）が延伸開業[3]。土岐津駅（現在の土岐市駅）・瑞浪駅・釜戸駅・大井駅（現在の恵那駅）・中津駅（現在の中津川駅）が開業。
- 1907年（明治40年）2月：名古屋駅 - 千種駅間に古渡信号所が開設。
- 1908年（明治41年）
  - 8月1日：中津駅 - 坂下駅間（6.1M≒9.82 km）が延伸開業[4]。坂下駅が開業[4]。
  - 10月27日：古渡信号所が廃止。
- 1909年（明治42年）
  - 7月15日：坂下駅 - 三留野駅間（5.7M≒9.17 km）が延伸開業[4]。三留野駅（現在の南木曽駅）が開業[4]。
  - 9月1日：三留野駅 - 野尻駅間 (5.7M) が延伸開業[4]。野尻駅が開業[4]。
  - 10月12日：国有鉄道線路名称制定により、名古屋駅 - 野尻駅間が中央西線となる[4]。
  - 12月1日：野尻駅 - 須原駅間（3.9M≒6.28 km）が延伸開業[4]。須原駅が開業[4]。
- 1910年（明治43年）
  - 10月5日：須原駅 - 上松駅間（7.1M≒11.43 km）が延伸開業[4]。上松駅が開業[4]。
  - 11月25日：上松駅 - 木曽福島駅間（4.6M≒7.40 km）が開業[4]。木曽福島駅が開業[4]。
- 1911年（明治44年）4月9日：大曽根駅が開業。

##### 全通後
- 1911年（明治44年）
  - 5月1日：宮ノ越駅 - 木曽福島駅間（5.2M≒8.37 km）の延伸開業により全通[4]。中央東線が中央西線を編入して、中央本線に改称[4]。
  - 6月1日：中津駅を中津川駅に改称。
- 1912年（明治45年）7月15日：千種駅 - 名古屋駅間に古渡聯絡所が開設。
- 1913年（大正2年）
  - 9月10日：坂下駅 - 中津川駅間に落合川仮信号所が開設。
  - 10月1日：洗馬駅 - 贄川駅間に日出塩信号所が開設。
- 1914年（大正3年）5月1日：上松駅 - 須原駅間に立町信号所が開設。
- 1917年（大正6年）
  - 11月25日：美乃坂本駅が開業。
  - 11月27日：落合川仮信号場が駅に変更され、落合川駅が開業。
- 1919年（大正8年）
  - 5月19日：多治見駅 - 高蔵寺駅間に玉野信号所が開設。
  - 11月25日：大井駅 - 釜戸駅間に竹折信号所が開設。
- 1920年（大正9年）8月15日：玉野信号所が仮停車場に変更され、定光寺仮停車場が開業。
- 1922年（大正11年）
  - 4月1日：信号所・聯絡所が信号場に変更。
  - 9月18日：三留野駅 - 坂下駅間に読書仮信号場が開設。
- 1923年（大正12年）7月1日：読書仮信号場が廃止。
- 1924年（大正13年）1月1日：定光寺仮停車場が駅に変更され、定光寺駅が開業。
- 1926年（大正15年）
  - 4月1日：竹折信号場が駅に変更され、武並駅が開業。
  - 12月21日：日出塩信号場が駅に変更され、日出塩駅が開業。
- 1927年（昭和2年）
  - 5月1日：勝川駅 - 大曽根駅間に守山信号場が開設。
  - 12月16日：鳥居松駅（現在の春日井駅)）が開業。
- 1928年（昭和3年）
  - 9月6日：鶴舞公園で行われた名古屋博覧会の旅客輸送用の臨時駅として、千種駅 - 名古屋駅間に鶴舞公園仮停車場が開業。
  - 12月1日：鶴舞公園仮停車場が廃止。
- 1929年（昭和4年）12月3日：野尻駅 - 三留野駅間に十二兼信号場、三留野駅 - 坂下駅間に田立信号場が開設。
- 1930年（昭和5年）6月5日：木曽平沢駅が開業。
- 1932年（昭和7年）7月10日：守山信号場が廃止。
- 1937年（昭和12年）
  - 2月1日：名古屋駅が移転し、同時に同駅付近の路線を東海道本線の東側から西側へ移設。
  - 4月21日：鶴舞駅が開業。
- 1940年（昭和15年）10月10日：多治見駅 - 定光寺駅間に池田信号場が開設。
- 1941年（昭和16年）8月26日：定光寺駅 - 高蔵寺駅間に高座仮信号場が開設。
- 1942年（昭和17年）1月27日：高座仮信号場が廃止。
- 1943年（昭和18年）10月1日：高蔵寺駅 - 鳥居松駅間に神領信号場が開設。
- 1946年（昭和21年）5月1日：鳥居松駅が春日井駅に改称。
- 1948年（昭和23年）9月1日：立町信号場・十二兼信号場・田立信号場がそれぞれ駅に変更され、倉本駅・十二兼駅・田立駅が開業。
- 1949年（昭和24年）7月12日：神領信号場が仮乗降場に変更され、神領仮乗降場が開設。
- 1951年（昭和26年）
  - 9月1日：大桑駅が開業。
  - 12月15日：神領仮乗降場が駅に変更され、神領駅が開業。
- 1952年（昭和27年）4月1日：池田信号場が駅に変更され、古虎渓駅が開業。
- 1955年（昭和30年）
  - 1月11日：中津川駅 - 名古屋駅間に気動車を投入[59]。
  - 4月21日：原野駅が開業。
- 1961年（昭和36年）9月1日：千種駅が移転（改キロなし）。
- 1962年（昭和37年）
  - 1月25日：古渡信号場を移設して駅に変更され、金山駅が開業。
  - 9月21日：大曽根駅 - 千種駅間が複線化。
  - 9月27日：千種駅 - 金山駅間が複線化および高架化。
  - 10月10日：金山駅 - 名古屋駅間に山王信号場を開設、山王信号場 - 名古屋駅間は東海道本線貨物支線（名古屋港線）と共用の複線となる。
- 1963年（昭和38年）11月1日：大井駅が恵那駅に改称。
- 1964年（昭和39年）
  - 3月2日：金山駅 - 山王信号場間が複線化。
  - 3月10日：勝川駅 - 大曽根駅間が複線化。
  - 3月14日：神領駅 - 勝川駅間が複線化。
  - 3月28日：高蔵寺駅 - 神領駅間が複線化。
  - 4月1日：新守山駅が開業。
- 1965年（昭和40年）
  - 7月1日：土岐津駅が土岐市駅に改称。
  - 8月26日：木曽福島駅 - 田立駅間が自動信号化[60]。
- 1966年（昭和41年）
  - 3月8日：多治見駅 - 古虎渓駅間が複線化[61]。
  - 3月10日：下畑信号場 - 瑞浪駅間が複線化[61]。釜戸駅 - 瑞浪駅間に下畑信号場が開設[61]。
  - 3月12日：古虎渓駅 - 定光寺駅間が複線化[62]。
  - 3月17日：瑞浪駅 - 土岐市駅間が複線化[62]。
  - 3月20日：福島駅 - 上松駅間に中平信号場が開設[60]。
  - 3月22日：定光寺駅 - 高蔵寺駅間が複線化[62]。
  - 3月24日：土岐市駅 - 多治見駅間が複線化[62]。
  - 3月28日：与ヶ根信号場 - 美乃坂本駅 - 二軒屋信号場間が複線化[61]。中津川駅 - 美乃坂本駅間に与ヶ根信号場が、美乃坂本駅 - 恵那駅間に二軒屋信号場が開設[61]。
  - 3月30日：大羽根信号場 - 釜戸駅間が複線化[61]。武並駅 - 釜戸駅間に大羽根信号場が開設[61]。
  - 5月14日：多治見駅 - 名古屋駅間が電化[63]。
  - 7月1日：瑞浪駅 - 多治見駅間が電化。
  - 9月25日：小野ノ滝信号場 - 倉本駅間が複線化[64]。上松駅 - 倉本駅間に小野ノ滝信号場が開設。
  - 9月27日：藪原駅 - 山吹山信号場間が複線化[64]。藪原駅 - 宮ノ越駅間に山吹山信号場が開設。
- 1967年（昭和42年）7月9日：高蔵寺駅 - 定光寺駅間で普通電車10両編成のうち7両が脱線、2両が転覆。同月11日にかけて不通となる[65]。
- 1968年（昭和43年）
  - 7月19日：中津川駅 - 与ヶ根信号場間が複線化[66]。与ヶ根信号場が廃止。
  - 7月26日：武並駅 - 大羽根信号場間が複線化[66]。大羽根信号場が廃止。
  - 7月31日：釜戸駅 - 下畑信号場間が複線化[66]。下畑信号場が廃止。
  - 8月3日：二軒屋信号場 - 恵那駅間が複線化[66]。二軒屋信号場が廃止。
  - 8月16日：中津川駅 - 瑞浪駅間が電化。
  - 9月20日：洗馬駅 - 日出塩駅間が複線化[34]。
  - 9月25日：坂下駅 - 落合川駅間が複線化[35]。
  - 9月30日：山吹山信号場 - 宮ノ越駅間が複線化[35]。山吹山信号場が廃止。
  - 10月1日：三留野駅を南木曽駅に改称。キハ181系気動車を使用して名古屋駅 - 長野駅間に特急「しなの」が運転開始。
- 1969年（昭和44年）
  - 3月31日：恵那駅 - 武並駅間が複線化。
  - 6月24日：上松駅 - 小野ノ滝信号場間が複線化[64]。小野ノ滝信号場が廃止。
  - 7月3日：十二兼駅 - 南木曽駅間が複線化[64]。
  - 9月29日：奈良井駅 - 藪原間駅が複線化[36]。
- 1970年（昭和45年）9月29日：原野駅 - 木曽福島駅間が複線化[67]。
- 1973年（昭和48年）
  - 3月26日：落合川駅 - 中津川駅間が複線化[68]。
  - 4月20日：田立駅 - 坂下駅間が複線化[69]。
  - 5月25日：南木曽駅 - 田立駅間が複線化[70]。田立駅が移転。
  - 5月27日：塩尻駅 - 中津川駅間が電化[71]。
  - 7月10日：特急「しなの」を381系に置き換え開始（1975年置き換え完了）。
  - 7月30日：塩尻駅 - 十二兼駅間に列車集中制御装置 (CTC) が導入[72]。
- 1974年（昭和49年）8月20日：十二兼駅 - 中津川駅間に CTC が導入。
- 1975年（昭和50年）2月25日：塩尻駅 - 洗馬駅間が複線化[73]。
- 1978年（昭和53年）9月14日：日出塩駅 - 贄川駅間が複線化[74]。
- 1979年（昭和54年）10月15日：木曽福島駅 - 中平信号場間が複線化[75]。
- 1980年（昭和55年）3月23日：80系電車のさよなら運転が行われ、名古屋地区の新性能化完了。
- 1982年（昭和57年）
  - 5月17日：塩尻駅移転により塩尻駅 - 洗馬駅間が改キロ (-0.1 km)。
  - 9月29日：中平信号場 - 上松駅間が複線化[76]・改キロ (-0.2 km) 。中平信号場が廃止。

##### 民営化以降
- 1987年（昭和62年）4月1日：国鉄分割民営化により、塩尻駅 - 名古屋駅間を東海旅客鉄道が承継[45]、日本貨物鉄道が同区間の第二種鉄道事業者となる。
- 1988年（昭和63年）
  - 3月13日：JR発足後初のダイヤ改正で211系のJR東海仕様新造車を導入。
  - 8月2日：十二兼駅 - 中津川駅間に CTC 導入[77]。
- 1989年（平成元年）7月9日：東海道本線金山駅開設により金山駅 - 名古屋駅間が重複区間となる。
- 1992年（平成4年）12月6日：中津川駅 - 名古屋駅間に CTC 導入[78]。
- 1996年（平成8年）12月1日：特急「しなの」を381系電車から383系電車に置き換え[45]（臨時列車については381系も引き続き使用される）。383系充当列車は「（ワイドビュー）しなの」となる。
- 1997年（平成9年）10月1日：急行「ちくま」を客車から383系に置き換え[79]。
- 1999年（平成11年）
  - 5月6日：313系電車の営業運転を開始。
  - 12月4日：定員制列車「セントラルライナー」（名古屋駅 - 中津川駅間）の運転開始[80]。
- 2000年（平成12年）3月11日：塩尻駅 - 中津川駅間の一部列車でワンマン運転開始[80]。
- 2003年（平成15年）10月1日：急行「ちくま」を臨時列車に格下げ、車両も381系電車に変更。
- 2005年（平成17年）3月1日 - 9月30日：2005年日本国際博覧会（愛・地球博）来場客輸送のためエキスポシャトルを運転[45]。
- 2006年（平成18年）
  - 9月23日：勝川駅付近下り線が高架化。
  - 11月25日：中津川駅 - 名古屋駅間でICカード「TOICA」が導入。
- 2008年（平成20年）5月：JR東海所属の381系電車の営業運転が終了。
- 2009年（平成21年）10月23日：勝川駅付近上り線が高架化。
- 2013年（平成25年）3月16日：「セントラルライナー」廃止。
- 2014年（平成26年）7月9日：大雨の影響で南木曽駅 - 十二兼駅間の橋りょうの橋桁が流出、中津川駅 - 上松駅間が不通となる[JR海 1]。7月11日に中津川駅 - 坂下駅間が[JR海 2]、7月14日に野尻駅 - 上松駅間が復旧[JR海 3]、8月6日に坂下駅 - 野尻駅間が復旧し全線運転再開[JR海 4]。
- 2016年（平成28年）3月26日：特急「しなの」の大阪駅乗り入れが廃止され、「しなの」の定期列車はすべて名古屋駅 - 長野駅間の運転となる。
- 2018年（平成30年）3月：JR東海管轄区間でラインカラー及び木曽福島駅 - 名古屋駅間で駅ナンバリングを導入。当路線の路線コードは「CF」、ラインカラーは青色。なお木曽福島駅 - 中津川駅間では、木曽福島駅・上松駅・南木曽駅・中津川駅のみに付番されるが、付番されない駅も数えて付番される[JR海 5]。
- 2022年（令和4年）
  - 3月5日：中津川駅 - 名古屋駅間で315系電車の営業運転を開始[JR海 6]。同区間の快速・普通列車が8両編成に統一。
  - 4月：全列車8両統一により、各駅の余分となった9・10両目の乗車位置番号、および4・6・10両の停止位置目標などが取り除かれた。
- 2023年（令和5年）度中：中津川駅 - 名古屋駅間で特急・ホームライナーを除く全ての列車を315系電車に統一[JR海 6]。
- 2024年（令和6年）4月1日：山王信号場が廃止[要出典]。

### 東京の複々線区間
輸送力の増強を計る目的で当初万世橋駅 - 中野駅の複々線化計画が存在しており、関東大震災後に利用度が更に増加したため、復興計画の一環として御茶ノ水駅 - 中野駅で複々線が建設され、1933年に完成した。また、一部時間帯に急行電車（現在の快速電車）を運行させた。また、この計画と同時に総武本線両国駅 - 御茶ノ水駅間についても高架鉄道として建設され、この結果、東京始発のものを一部の時間帯は急行電車として運転することとなり、各駅に停車する列車は一部の時間帯は総武本線に乗り入れることとなった。
第二次世界大戦後、俗に言う「通勤五方面作戦」で中野駅以西の輸送力の増強を計ることになり、1966年に中野駅 - 荻窪駅間の複々線化が完成し、中央緩行線電車と営団地下鉄東西線乗り入れの列車がこの区間に運行されている。1969年には複々線区間が三鷹駅まで延長された。
1999年3月より三鷹駅 - 立川駅間の連続立体交差化に着手している。この工事は、既存の複線の路線を主に高架にすることで道路との立体交差を実現し、踏切を解消することが目的であるため、この工事が完成しても複々線にはならない。本来は高架敷地捻出のために設置した仮線部分が複々線用地であったが、用地取得を行っている1980年代に国民の環境意識が大きく変化し、日照権や騒音問題に関する環境基準が著しく厳しくなった。このため、高架を建設する際には一定幅の緩衝帯を設置しなければならなくなり、中央線高架の完成後も、仮線跡は側道や緑地帯に転用される見通しである。三鷹駅 - 国分寺駅間が2009年12月、国分寺駅 - 立川駅間が2010年11月に完成した。

### 大八廻り
現在は支線となっている辰野駅経由のルートは、塩嶺トンネルの開業以前は本線であり、「大八廻り」と呼ばれていた。この区間については以下のようなエピソードがある。
中央本線の敷設時、諏訪付近から名古屋までの路線を木曾谷を通すか伊那谷を通すかで論争となり、結局木曾谷側が勝ってこちらに線路を敷くことになった。しかし、これで納得しなかった伊那谷出身の代議士で鉄道局長の伊藤大八が、下諏訪から塩尻峠をトンネルで抜けて塩尻へ向かう案を撤回させて、伊那谷の入口である辰野を経由させるようにした。そのため、この辰野を通るための迂回部分は、伊藤の名前を取って「大八廻り」とも呼ばれることとなった。
ただし、当時の技術力では塩尻峠を貫く長いトンネルを掘れなかったので、塩尻峠を避けるために天竜川や横川川に沿って迂回させただけであるという説もある。実際、この区間にトンネルを開削すると約6 kmの長さになり、当時日本一の長さであった同線の笹子トンネル（長さ4,656 m）を凌ぐものになる上、糸魚川静岡構造線を跨ぐことから地盤も悪く、難工事になることは想像に難くなかった。この区間にトンネルが開通するのは、1983年（昭和58年）の塩嶺トンネル（総延長5,994 m）の完成を待つこととなる。

### 中央東・西線直通列車
この路線は1911年5月1日に全通（東京駅乗り入れは1919年3月1日）して以降、東京駅 - 塩尻駅 - 名古屋駅間を通しで運行された列車は、東京側の列車発車駅であった飯田町駅 - 名古屋駅間を1938年まで運行された夜行普通列車701・702列車（列車番号は何度か変更され、末期は813 - 410列車・423 - 324列車と塩尻駅でそれが変わり、さらに名古屋行きは甲府始発で、いずれも松本・長野方面の列車と塩尻駅まで併結していた）が唯一の例とされている。
ただし、東京側からの東西直通運転自体は、第二次世界大戦期間中の一時中断（1938年 - 1945年6月）を経て始発駅を飯田町駅から新宿駅に変更して1956年ごろまで続いた。また、1954年から1961年には準急「きそ」の一部の車両が名古屋駅 - 新宿駅間を直通運転していた。だが、1964年の東海道新幹線開業以降は、この路線を経由して東名間を直通する列車は臨時列車も含めて全く運転されなくなった。
その後、1965年ごろから1974年ごろの毎年夏季に名古屋駅 - 茅野駅もしくは小淵沢駅間（一部の列車は小海線や飯田線に直通）で東・西線直通運転を実施しており、このころから途中の観光地への直通を主眼に置くようになる。
1982年5月17日に塩尻駅の改修を行い、東京方向と名古屋方向と直通する形から、東京・名古屋方向と篠ノ井線方向へ直通する形となった。その後は、貨物・団体専用列車を除き東西直通運転される定期列車は存在しない。なお、東西直通運転を行った臨時列車は以下の通り。
- 1986年7月運行
  - 急行「たてしな」（名古屋駅 - 小淵沢駅間）
    - 定期列車としては、1964年から1978年に新宿駅（上野駅から発車する列車もあった） - 上諏訪駅（後に岡谷駅まで延長）間で運転された急行列車の名称であった。
- 2001年9月運行
  - 特急「あずさ木曽」（東京駅 - 上松駅間）
- 2017年7 - 9月運行
  - 特急「木曽あずさ」（新宿駅 - 南木曽駅間）[JR東 14][注釈 10]
  - 特急「諏訪しなの」（名古屋駅 - 茅野駅間）[JR東 14]
- 2018年7 - 9月運行
  - 特急「木曽あずさ」（新宿駅 - 南木曽駅間）[JR東 15][注釈 10]
  - 特急「諏訪しなの」（名古屋駅 - 小淵沢駅間）[JR東 15]
- 2019年9月運行
  - 特急「諏訪しなの」（名古屋駅 - 富士見駅間）[81]

### その他列車の沿革
下記各項目を参照のこと。
- 「あずさ」「かいじ」 中央東線の昼行優等列車
- 「みすず」 中央東線および支線の快速列車、飯田線直通列車
- 「ムーンライト信州」 中央東線の夜行快速・普通列車
- 「しなの」 中央西線の昼行優等列車
- 「ちくま」 中央西線の夜行列車
- 「ナイスホリデー木曽路」 中央西線の臨時快速列車

## 運行形態
車両形式・系列は特記なければ電車。

### 広域輸送
中央本線として全線を通して運行する列車は臨時列車のみである。「中央東・西線直通列車」の節を参照。

#### 中央東線（JR東日本）
特急「あずさ」が、新宿駅（ほか千葉駅、東京駅始発の「あずさ」がある）を起点に塩尻駅から篠ノ井線に乗り入れ、松本駅や、大糸線白馬駅まで運転されている（土・休日や多客期には増発される。上り「あずさ」には東京・千葉行きがある）ほか、これを補完する形で新宿駅（一部は東京駅）からの特急「かいじ」が途中の甲府駅（一部は竜王駅）まで運転されている。このほか、速達タイプの特急「スーパーあずさ」が運転されていたが、2019年3月16日のダイヤ改正で「あずさ」に統一され、使用車両が「あずさ」「かいじ」の全列車ともE353系に統一された。またこの改正で、新宿駅 - 富士急行線河口湖駅間直通の特急「富士回遊」が新設された。首都圏で朝と夕夜間の通勤時間帯に運転されていた東京駅 - 八王子駅間の「中央ライナー」、東京駅 - 青梅駅間の「青梅ライナー」にそれぞれ代わる特急として、「はちおうじ」「おうめ」が設定されたが、中央線快速電車でのグリーン車営業開始に伴い2025年3月14日をもって廃止された。
また、長野県内の広域輸送として、信越本線長野駅と飯田線飯田駅、または天竜峡駅とを結ぶ快速「みすず」が、みどり湖駅を経由して塩尻駅 - 辰野駅間（途中の岡谷駅で方向転換）で運転されている。

#### 中央西線（JR東海）
名古屋駅から篠ノ井線を経由して、信越本線長野駅まで特急「しなの」が運転されている。また、臨時「しなの」の一部は大糸線白馬駅まで乗り入れる列車もある。2020年までは名古屋駅 - 中津川駅間運行の定期列車の延長で塩尻駅まで快速「ナイスホリデー木曽路」が運転されていた。また、平日に「ホームライナー瑞浪」が2往復運転されている。
また、主な臨時列車として、以下の列車がある。
- 快速「きそスキーチャオ」（名古屋駅 - 藪原駅間）

### 地域輸送
本節では、「JR東日本管内」と「JR東海管内」の区間毎の輸送形態を記述する。 

#### JR東日本管内

##### 東京駅 - 高尾駅 （大月駅） 間
東京都市圏輸送区間であり、通勤電車が高頻度で運転されている。御茶ノ水駅 - 三鷹駅間は複々線であり、緩急分離運転が行われている。線路は「緩行線」「急行線」と呼ばれ、緩行線を各駅停車の電車（中央・総武緩行線、旅客案内上は「中央・総武線各駅停車」）が、急行線を快速電車（中央線快速電車）が走行する。
各駅停車は、御茶ノ水駅から総武本線の緩行線に乗り入れ、千葉駅まで相互直通運転を行っている。中野駅 - 三鷹駅間では、東京メトロ東西線との相互直通運転も実施されている。
快速電車は、東京駅から高尾駅までが旧来からの運転区間であるが、都市圏の拡大により大月駅まで運転する本数が増加した。さらに一部は、大月駅から富士山麓電気鉄道富士急行線（大月線・河口湖線）に乗り入れ、河口湖駅まで直通運転を行っている。また、立川駅からは青梅線青梅駅まで直通運転を行っている。かつては八高線高麗川駅・五日市線武蔵五日市駅・青梅線青梅駅以西奥多摩駅方面へも直通運転を行っていたが、八高線への直通運転は2022年3月のダイヤ改正で廃止され、五日市線への直通運転と青梅線青梅駅以西奥多摩駅方面への直通運転も2023年3月のダイヤ改正で廃止された。
なお、2020年3月14日のダイヤ改正において、緩行線各駅へのホームドア設置に伴い、東京駅を発着する列車は全て快速以上の優等列車のみとなり、各駅停車は終日、千葉駅 - 御茶ノ水駅 - 三鷹駅間のみの運転となった。これにより、早朝と深夜の各駅停車の東京駅発着での運転や、総武本線との直通運転で一部運行されていた武蔵小金井駅・国分寺駅・立川駅発着の列車は廃止された。

##### 高尾駅（立川駅・八王子駅） - 塩尻駅間
中距離列車を中心に運転される区間である。飯田線直通の「みすず」の一部や朝の大糸線からの直通列車を除き、全列車が普通列車で運転区間内の全駅に停車する。高尾駅（一部立川駅・豊田駅・八王子駅）から甲府駅を経て塩尻駅・篠ノ井線松本駅まで一体的に運転される。甲府・小淵沢・富士見・上諏訪発や飯田線直通の列車の中には松本駅からさらに篠ノ井線を進み、信越本線長野駅まで運転される列車や、大糸線と直通運転する列車もある。岡谷駅 - 塩尻駅間は先述のとおり原則的に本線（みどり湖駅）を経由して運転されており、支線区間（後述）とは半ば分断されている。支線区間へは、飯田線への直通列車（茅野・上諏訪・岡谷・塩尻・松本・長野発）と一部の辰野駅経由の列車のみが直通運転する。
立川駅・高尾駅発着列車は6両編成が基本であるが、山梨・長野県内で完結する列車については3両編成やE127系2両編成（主に篠ノ井線松本方面への直通）の運用もある。この区間で使用されていた115系は冬季のみドアが駅停車時に乗客自身が開閉できる半自動になった（厳密には、高尾駅 - 小淵沢駅間は特急列車の待ち合わせなど長時間停車する場合のみ半自動とし、小淵沢駅 - 塩尻駅間はドア扱いが半自動であった）。211系・E127系・快速電車用のE233系のドア扱いは通年半自動である。1時間あたりの運転本数は高尾駅 - 大月駅では2 - 4本、大月駅 - 甲府駅 - 小淵沢駅間では1 - 4本、小淵沢駅 - 塩尻駅間では飯田線直通列車を除いて概ね1本である。
当区間の中距離列車とは、いわゆる旧形国電で運行されていた急行電車（現・快速）の運行上の終点である高尾駅を越える客車列車で、のちに70系電車が充当された（のちに115系電車、2014年からは211系電車を使用）。新宿駅始発の定期列車であった普通列車の停車駅は高尾駅までは立川駅と八王子駅のみであり、当時の急行電車（のちの快速・特別快速）より停車駅が少なかった。1985年（昭和60年）3月14日のダイヤ改正で日中の新宿発着列車がなくなり、朝と夕方以降のみとなった。1986年（昭和61年）11月1日に三鷹駅にも停車するようになり、のちに立川駅発着の列車は西八王子駅（1996年〈平成8年〉12月に日野駅・豊田駅も追加）に停車をするようになった。その後、快速の201系電車による大月駅までの定期列車乗り入れと、富士急行線河口湖駅への乗り入れ拡大と引き換えに、徐々に新宿駅発着の普通の本数が削減され、最終的に残っていた朝晩の下り3本、上り1本の新宿発着の列車が1993年（平成5年）12月1日のダイヤ改正で廃止され、新宿駅 - 立川駅間を走行する定期の中距離列車は姿を消し、再び立川駅・高尾駅発着のみとなった。その名残で現在でもJTBなどの旅客向け時刻表における「中央本線」のページの新宿駅 - 立川駅間では、特急だけではなく、高尾駅以西に直通する快速も三鷹駅のみ時刻が掲載されている。なお、2020年3月13日以前には、夜間大月駅発の中央線快速電車の一部に、中央緩行線直通各駅停車東京駅行きが存在していた。
また、主な過去の立川以東に直通する臨時の中距離列車として、以下の列車が運転されていた。
- 「ホリデー快速ビューやまなし」（（総武本線千葉駅 - ）新宿駅 - 小淵沢駅間）：使用車両の215系が運用を終了したことに伴い2021年3月13日のダイヤ改正で廃止された。
- 「ホリデー快速富士山」（（総武本線千葉駅 - ）新宿駅 - 大月駅 - 富士急行河口湖線河口湖駅間）：2019年3月16日のダイヤ改正で特急「富士回遊」が新設されたことに伴い廃止された[84]。

##### 支線区間（辰野支線）
支線区間では辰野駅で運行系統がほとんど分断されており、全区間通して運転される定期列車はわずかしか設定されていないが、地元住民には必要な生活の足となっている。
岡谷駅 - 辰野駅間を走る列車の大半は飯田線に直通する。この区間はJR東日本の管轄であるが、飯田線はJR東海の管轄のため、飯田線直通列車は辰野駅で乗務員交代が行われる。一部は岡谷駅から茅野駅や上諏訪駅まで直通する。みどり湖駅を経由して松本駅・長野駅に直通する列車もある（飯田線直通列車には、小野駅経由の松本方面発着列車はない）。また、一部列車ではE127系やJR東海の313系によるワンマン運転が行われる。1時間に1本程度の運転である。
辰野駅 - 塩尻駅間は、中央本線の中では優等列車も含めた運転本数が最も少ない区間であり、普通列車が1 - 3時間に1本程度運転されるのみである。2024年3月16日のダイヤ改正で、それまで2時間に1本間隔であった日中の辰野駅 - 塩尻駅間の列車が減便された。
地元では「辰野線」と呼称され、この区間外から乗り入れる列車（主に篠ノ井線直通列車）は「小野経由」と案内されることが多い（前述の通り、飯田線直通列車として塩尻駅からみどり湖駅・岡谷駅を経由して辰野駅へ至る列車もある）。ほとんどの列車がこの区間のみの折り返し運転となっているが、朝夕は松本駅または岡谷駅まで直通する列車が設定されている。全列車がE127系によるワンマン運転である。
なお、辰野駅以遠（宮木方面）と塩尻駅以遠（広丘または洗馬方面）の相互発着となる普通乗車券・回数乗車券は選択乗車が可能であり、小野駅経由の乗車券でも川岸駅・みどり湖駅経由で乗車することが出来る（逆も可能。ただしいずれの場合も券面表示区間以外での途中下車は不可）。また、岡谷駅以遠（下諏訪方面）から辰野支線を経由し、塩尻駅以遠（広丘方面または洗馬方面）に直通する急行列車の料金および特別車両料金は辰野支線内で途中下車しない場合、みどり湖駅経由で料金計算される。また、運賃および乗車券の券面の経由表示もみどり湖駅経由となる場合がある。

#### JR東海管内

##### 塩尻駅 - 中津川駅間
塩尻駅から南木曽駅までの間は、普通列車の運転本数は少なく、日中は2時間に1本程度の運転、南木曽駅 - 中津川駅間は区間列車も合わせて1時間あたり1本程度の運転である。基本的に313系2両編成によるワンマン列車で、1往復を除いて篠ノ井線松本駅まで乗り入れている。なおワンマン運転区間はJR東海（中央本線）の区間のみでJR東日本（篠ノ井線 塩尻駅 - 松本駅間）の区間は車掌が乗務する。また、一部の列車は313系の4両編成やJR東日本長野総合車両センター所属の211系3両編成で運行されており、これらの場合は全区間車掌が乗務する。一部には松本駅 - 木曽福島駅・上松駅間および中津川駅 - 坂下駅・南木曽駅間の区間運転列車も設定されている（かつては南木曽・坂下駅発の名古屋駅行きや名古屋駅発坂下駅行き、神領駅発松本駅行きの直通列車も存在した（後述）。）。全列車が運転区間内の全駅に停車する。この区間の普通列車は上松駅や木曽福島駅などで上下列車の交換や特急の接続・通過待ちなどで長時間停車することがあるが、一部の列車は塩尻駅から中津川駅まで後続の特急に抜かされない。
運用される313系は1999年の投入当初はセミクロスシート仕様の3000番台であったが、2011年から転換クロスシート仕様の1300番台に置き換えられている。

##### 中津川駅 - 名古屋駅間

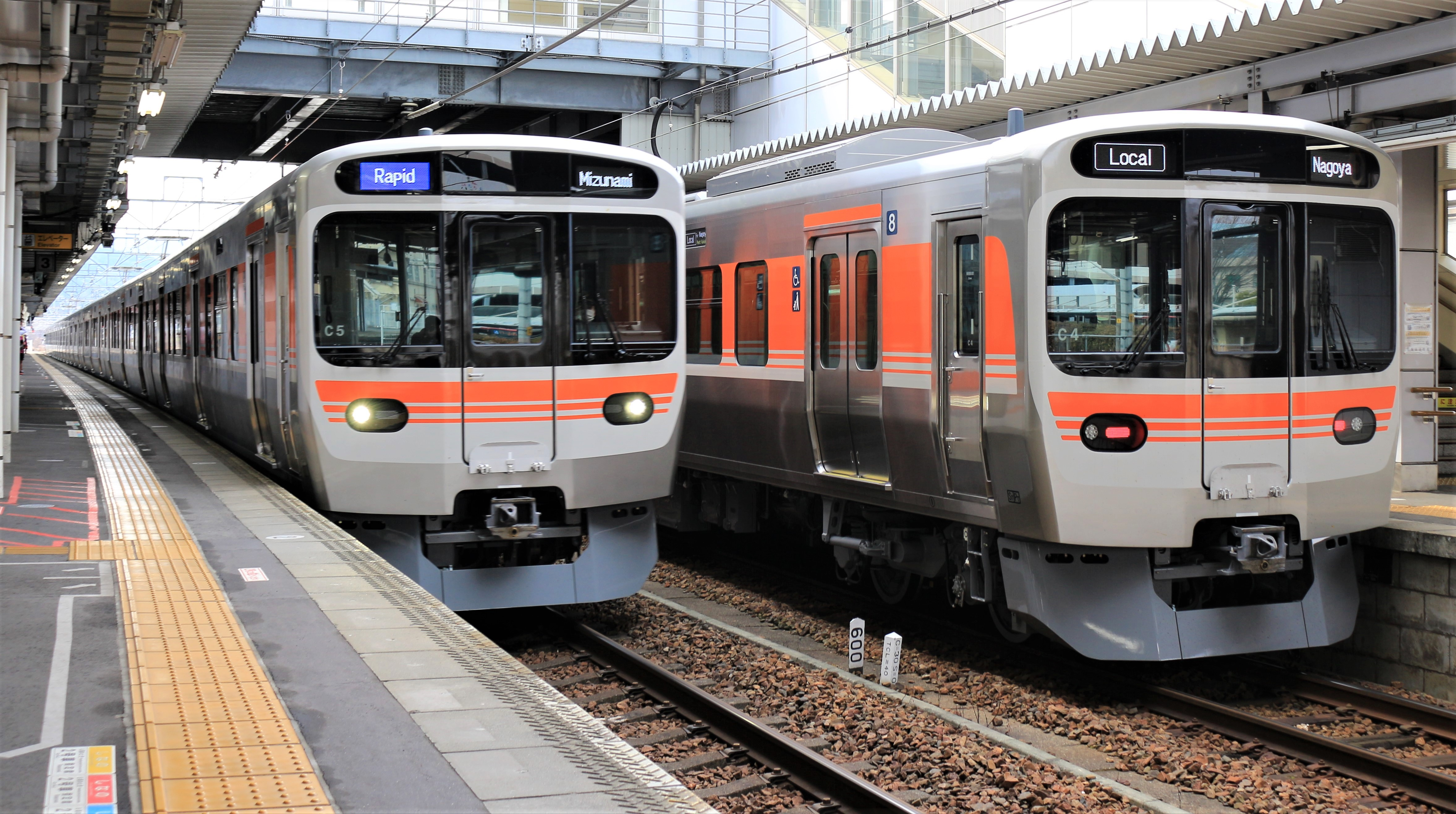
2022年から運用を開始したJR東海315系電車（多治見駅）

中津川駅から名古屋駅までは、名古屋圏の通勤路線として快速のほか、「ホームライナー瑞浪」が運転されている。
名古屋駅には昼間1時間あたり区間快速3本・普通3本が発着するが、高蔵寺駅・多治見駅・瑞浪駅で折り返す列車が多く、名古屋駅 - 中津川駅間の直通は昼間時間帯で区間快速が2本（定光寺駅・古虎渓駅は通過）となる。2022年の改正によって中津川駅にて系統分離が図られたため、上下線ともに中津川駅を越えて運行する列車は存在しなくなった。また、8両編成に統一された。
この区間では座席指定制の「セントラルライナー」も毎時1本運転されていたが、2013年3月16日のダイヤ改正で廃止された。
この区間を走る快速・普通列車は、2023年度中に全て315系に統一された。
2005年の愛知万博の開催時には、名古屋駅から高蔵寺駅経由で愛知環状鉄道線万博八草駅（現在の八草駅）まで直通する「エキスポシャトル」が運行された。

### 貨物輸送
貨物列車の運行系統は、関東地方から南松本方面と、稲沢駅から南松本方面の2つに分かれている。定期貨物列車は、東線国立駅 - 塩尻駅間、西線塩尻駅 - 名古屋駅間である。2009年3月改正までは、辰野支線塩尻駅 - 辰野駅間でも貨物列車が運行されていた。
コンテナ輸送も行われており、寒冷地の山梨県・長野県へは石油（灯油・重油・ガソリンなど）の輸送が盛んである。石油は、京葉地区や京浜地区、中京地区にある製油所から内陸の油槽所へ送られている。輸送の高速化のために、タキ1000形貨車で編成された高速貨物列車も設定されている。なお、中京地区からの石油輸送が行われている背景には、タンクローリーが中央自動車道の恵那山トンネルを通れない（延長5000m超のため、危険物積載車両通行禁止）という事情もある。
また、春日井にある製紙工場の製品を輸送する、コンテナ車を連結する専用貨物列車も稲沢駅 - 春日井駅間に設定されている。かつてはワム80000形有蓋車の運用も設定されていたが、2012年3月の有蓋車全廃に伴って廃止された。
中央線の定期貨物列車が発着する駅は、八王子駅・竜王駅・多治見駅・春日井駅である。

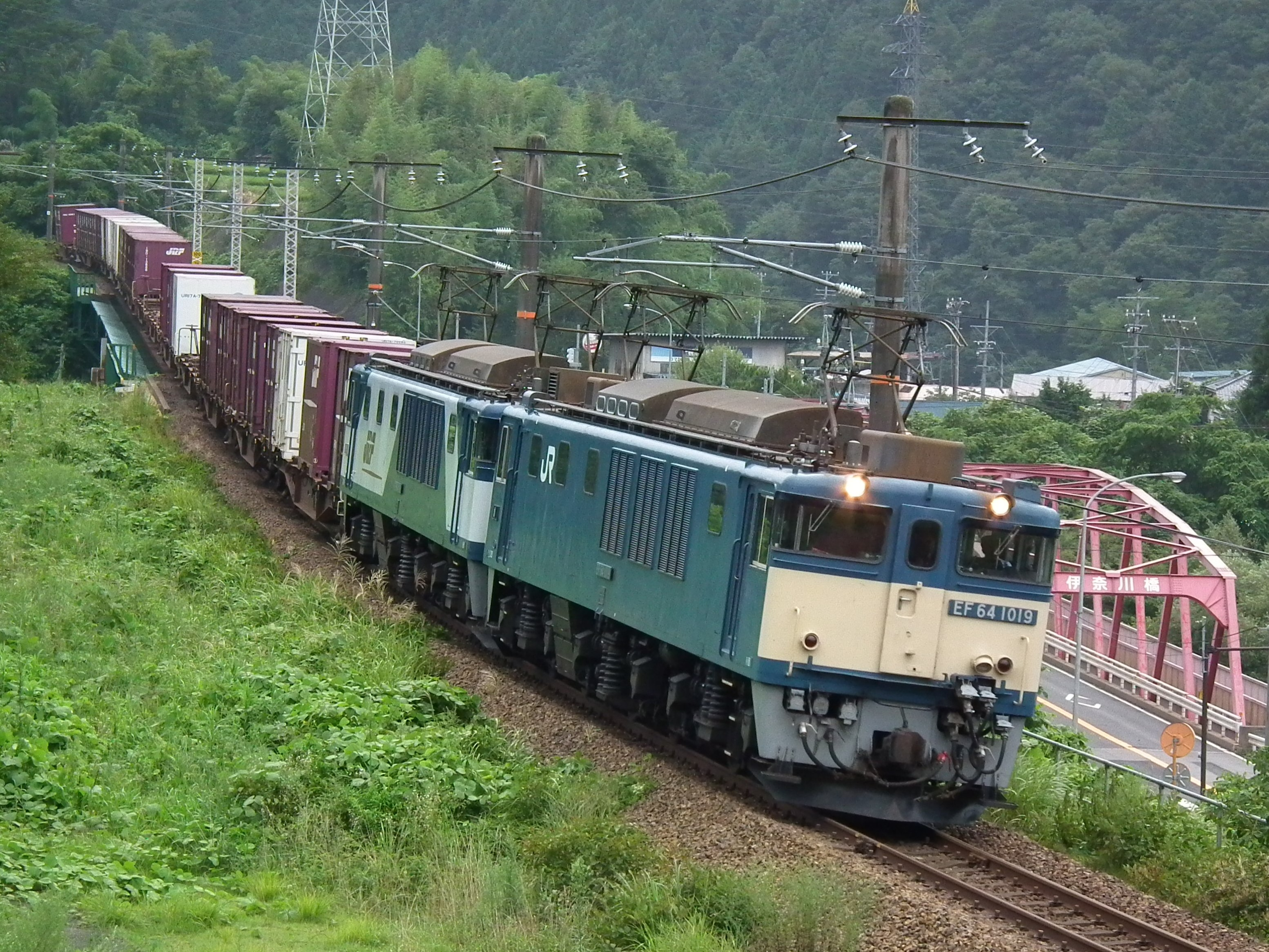
西線でのEF64形電気機関車によるコンテナ貨物輸送 （大桑駅 - 須原駅間 2010年8月20日）
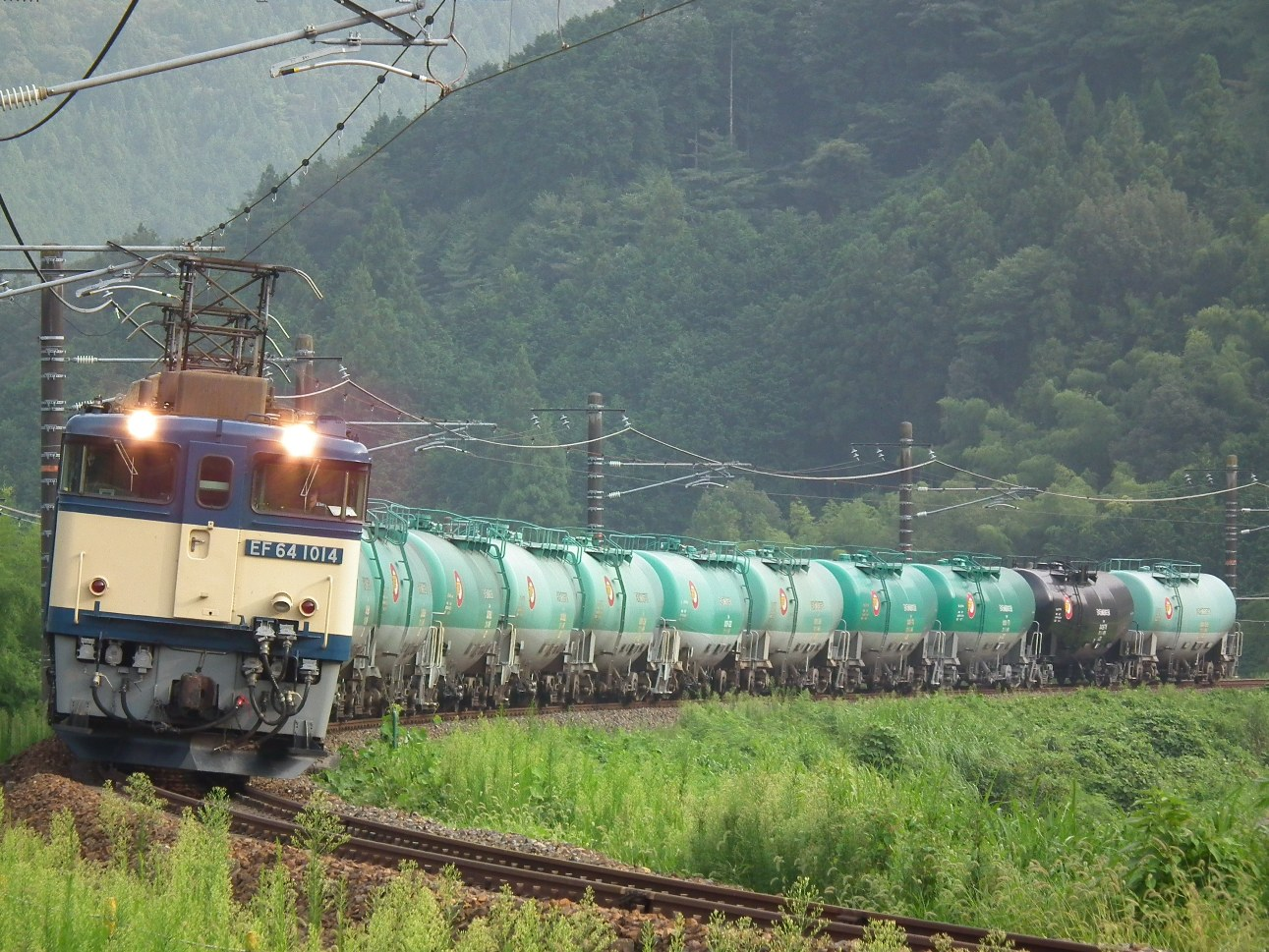
西線でのEF64形電気機関車による長野県向け石油輸送 （落合川駅 - 坂下駅間 2010年8月26日）
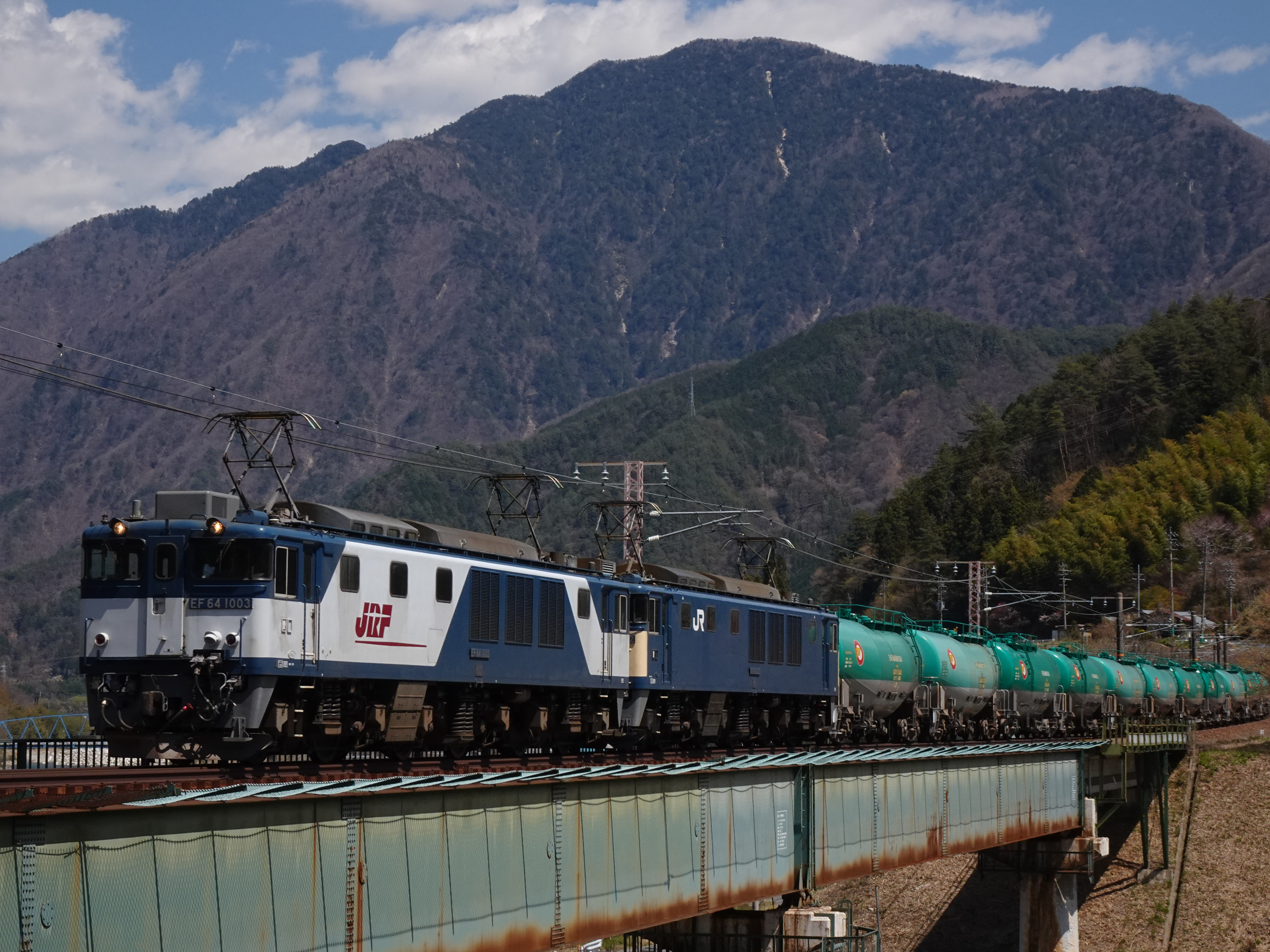
伊奈川を渡るEF64-1003牽引の石油輸送列車（2021年4月撮影 須原駅 - 大桑駅間）

## 使用車両
団体専用列車用車両（ジョイフルトレイン）は除く。「キハ」とあるのは気動車、客車などの車種が記されていないものは全て電車である。

### 中央東線
中央東線は後述する制約があることや高尾駅以東の混雑が激しいことから、JR東日本では山手線や常磐線とともに新形式が最初に導入される路線の一つになっている。

#### 現在の車両
- 中央線快速
- 中央・総武線各駅停車
- 武蔵野線からの直通（むさしの号運用）
  - 209系500番台：京葉車両センター所属
  - E231系0番台・900番台：京葉車両センター所属
- 甲信地区普通列車
  - 211系：長野総合車両センター所属（立川駅以西）
  - E127系：松本車両センター所属（小淵沢駅以西）
  - E233系：豊田車両センター所属（大月駅以東、ただし諏訪湖祭湖上花火大会・全国新作花火競技大会各当日のみ塩尻駅まで運用[注釈 13]）
  - 213系：JR東海大垣車両区所属（主に飯田線直通列車）
  - 313系：JR東海大垣車両区所属（主に飯田線直通列車）
- 特急あずさ・かいじ、はちおうじ・おうめ
  - E353系：松本車両センター所属
  - E257系5000番台（臨時あずさ・かいじ）：大宮総合車両センター所属
- 特急富士回遊
  - E353系：松本車両センター所属
  - E257系5500番台（93号・94号、2021年度から）：大宮総合車両センター所属
- 臨時列車
  - E257系5000番台：大宮総合車両センター所属

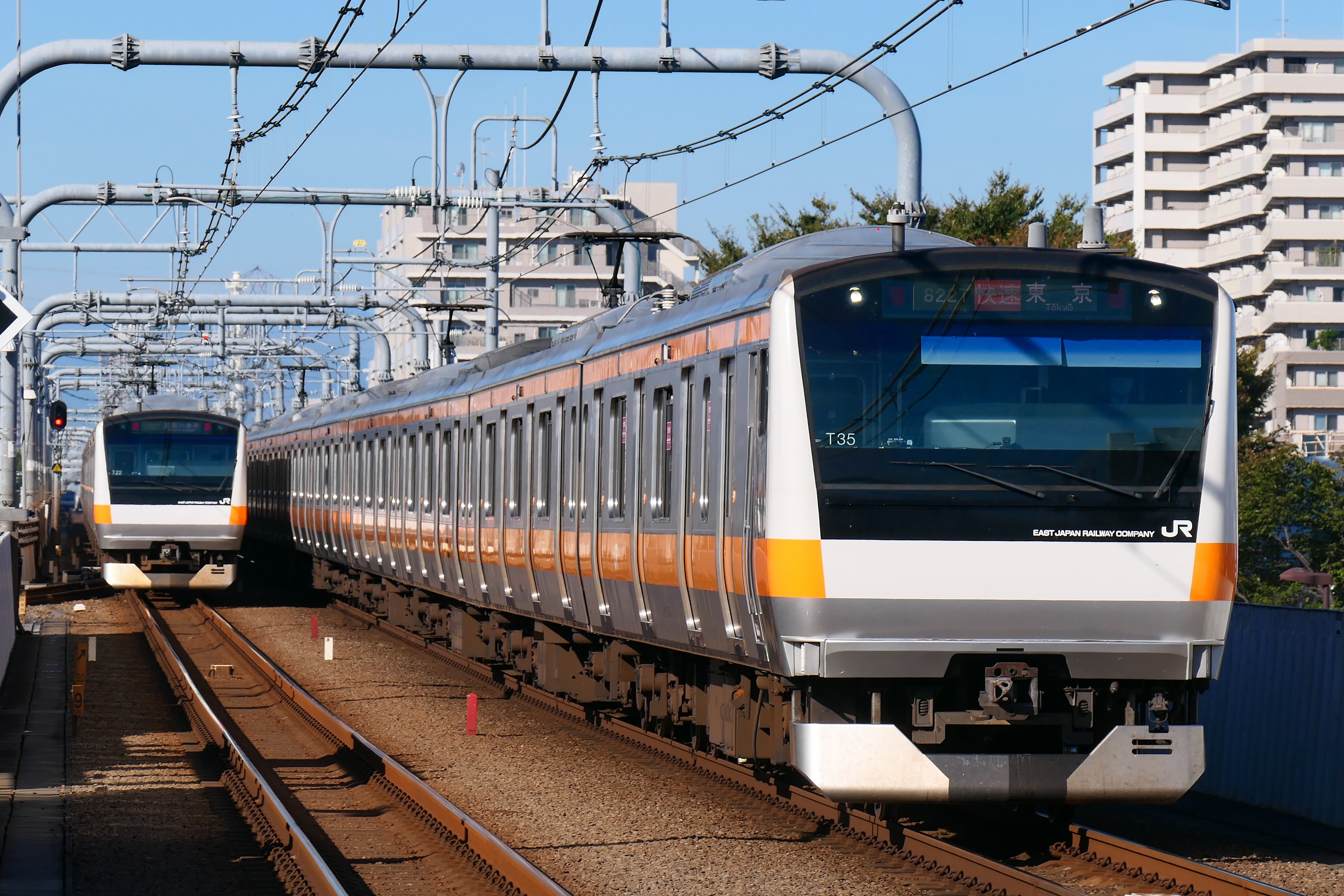
E233系0番台
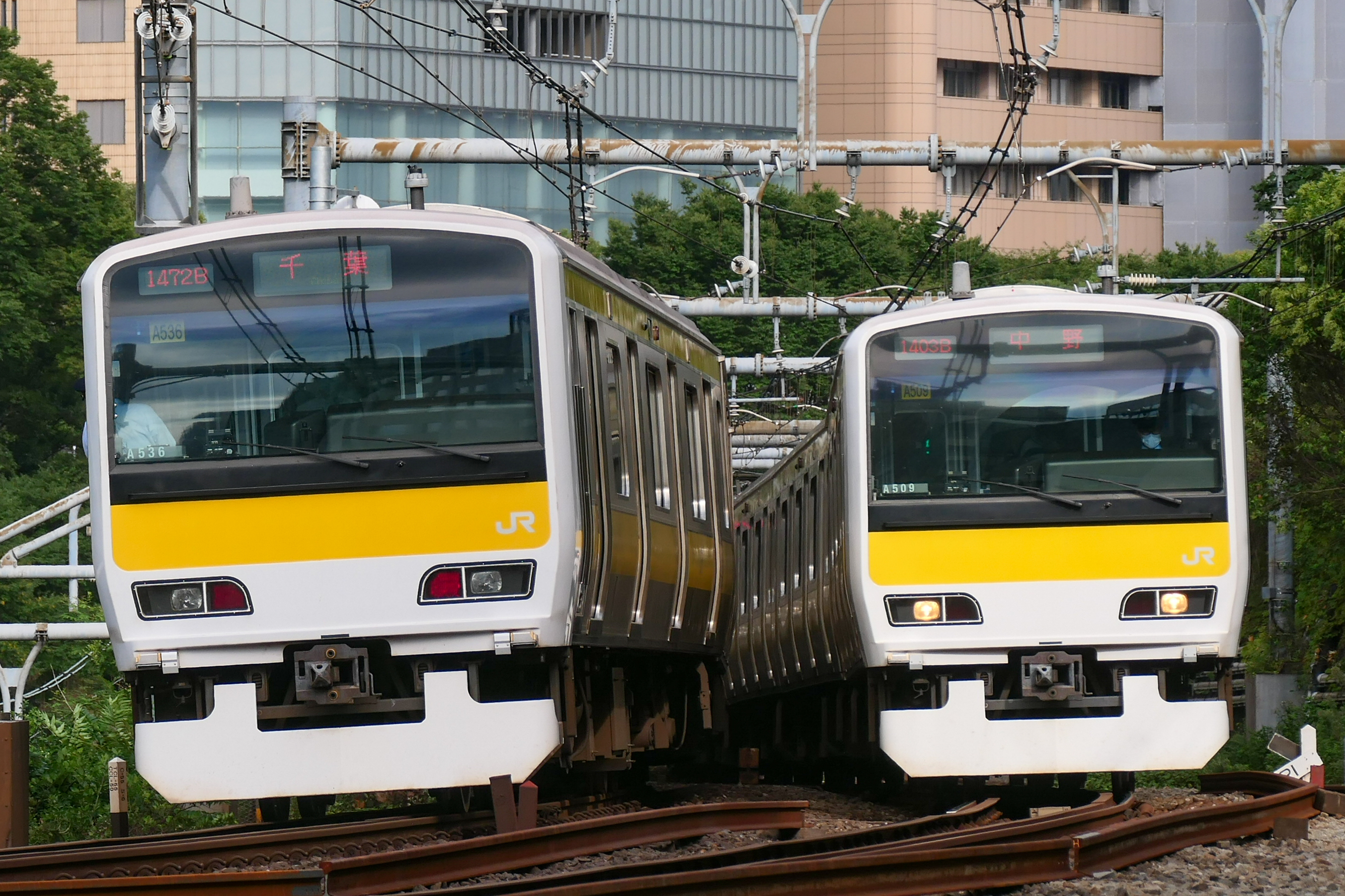
E231系500番台 （中央・総武線各駅停車）
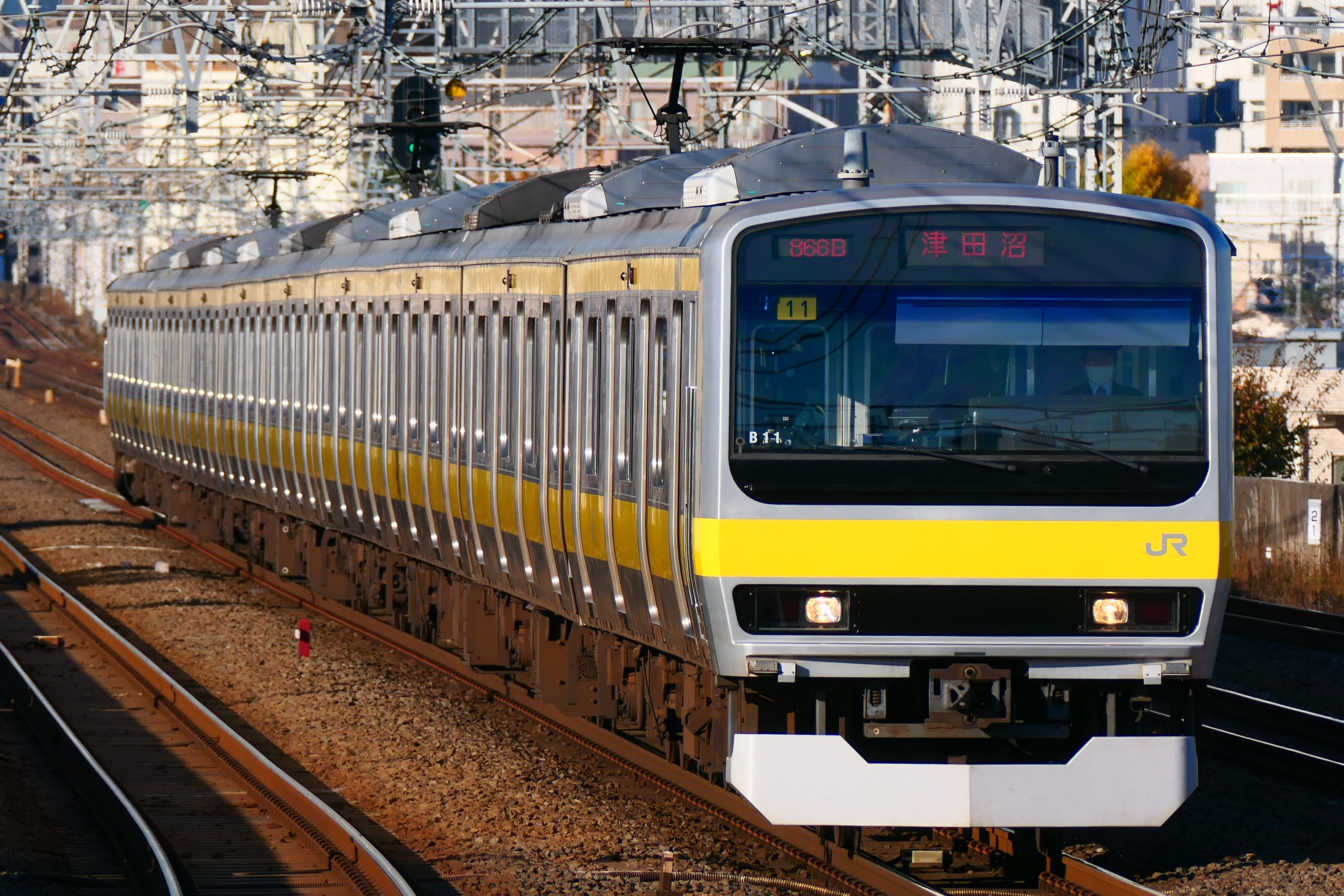
E231系0番台 （中央・総武線各駅停車）
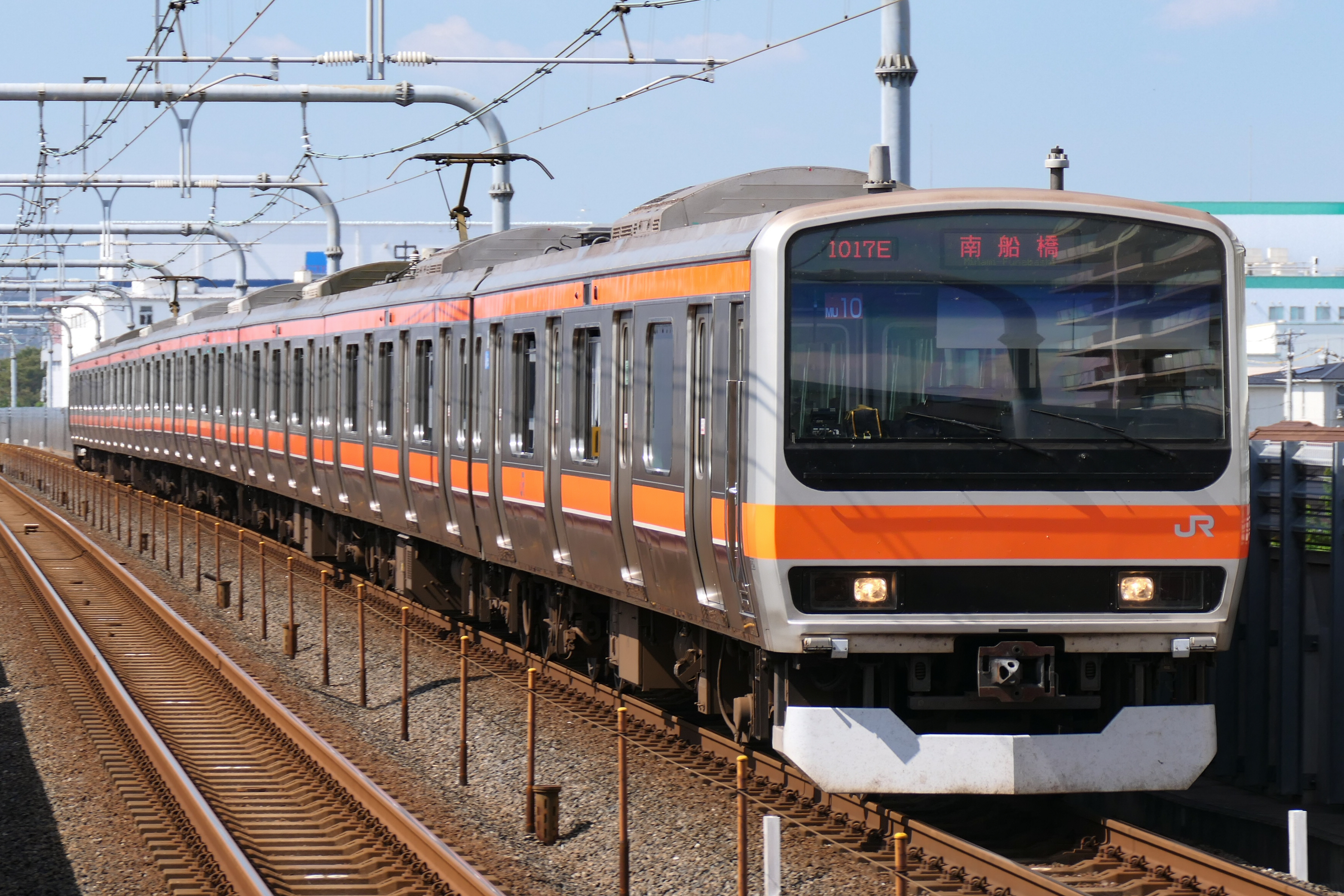
E231系0番台（武蔵野線）
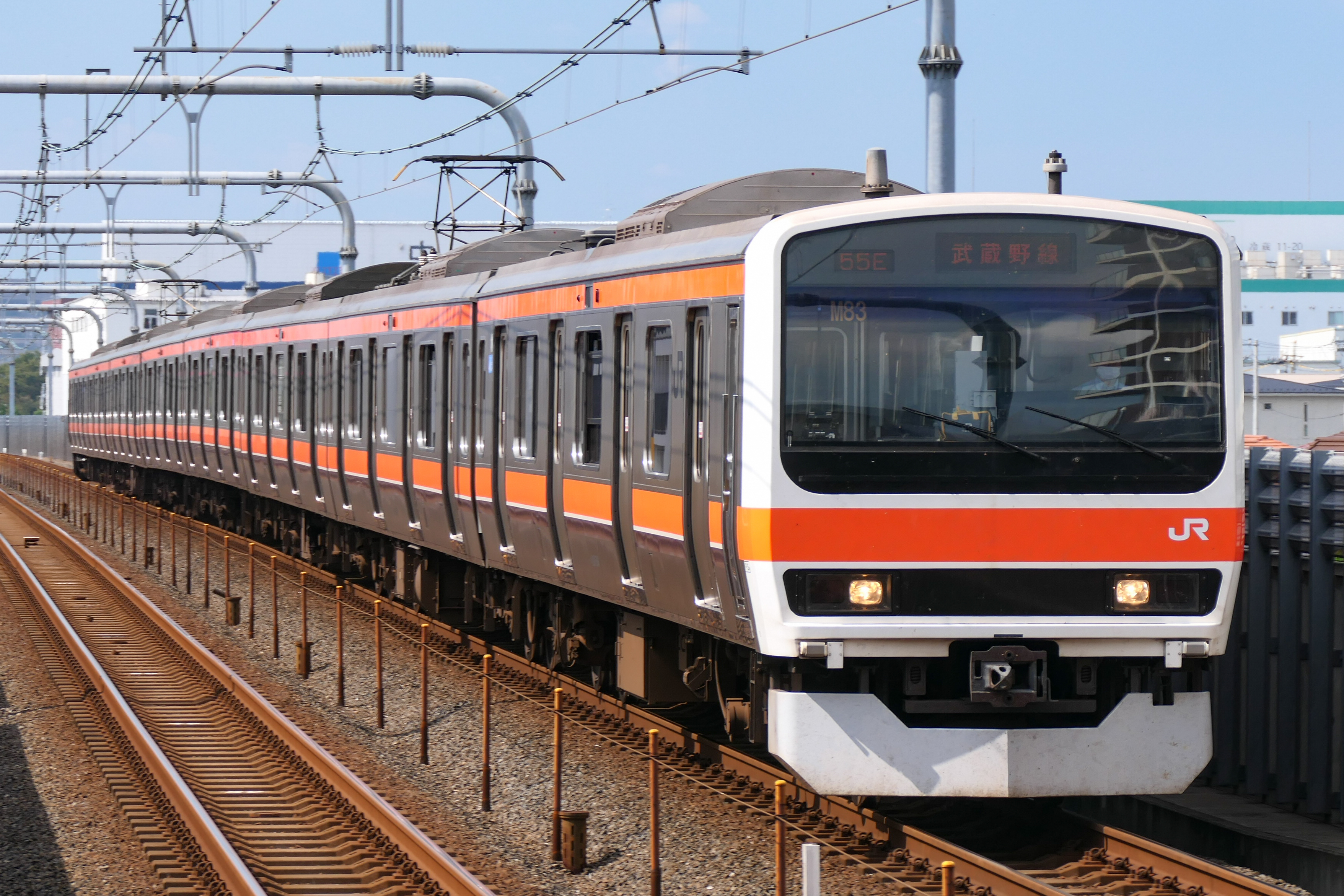
209系500番台（武蔵野線）
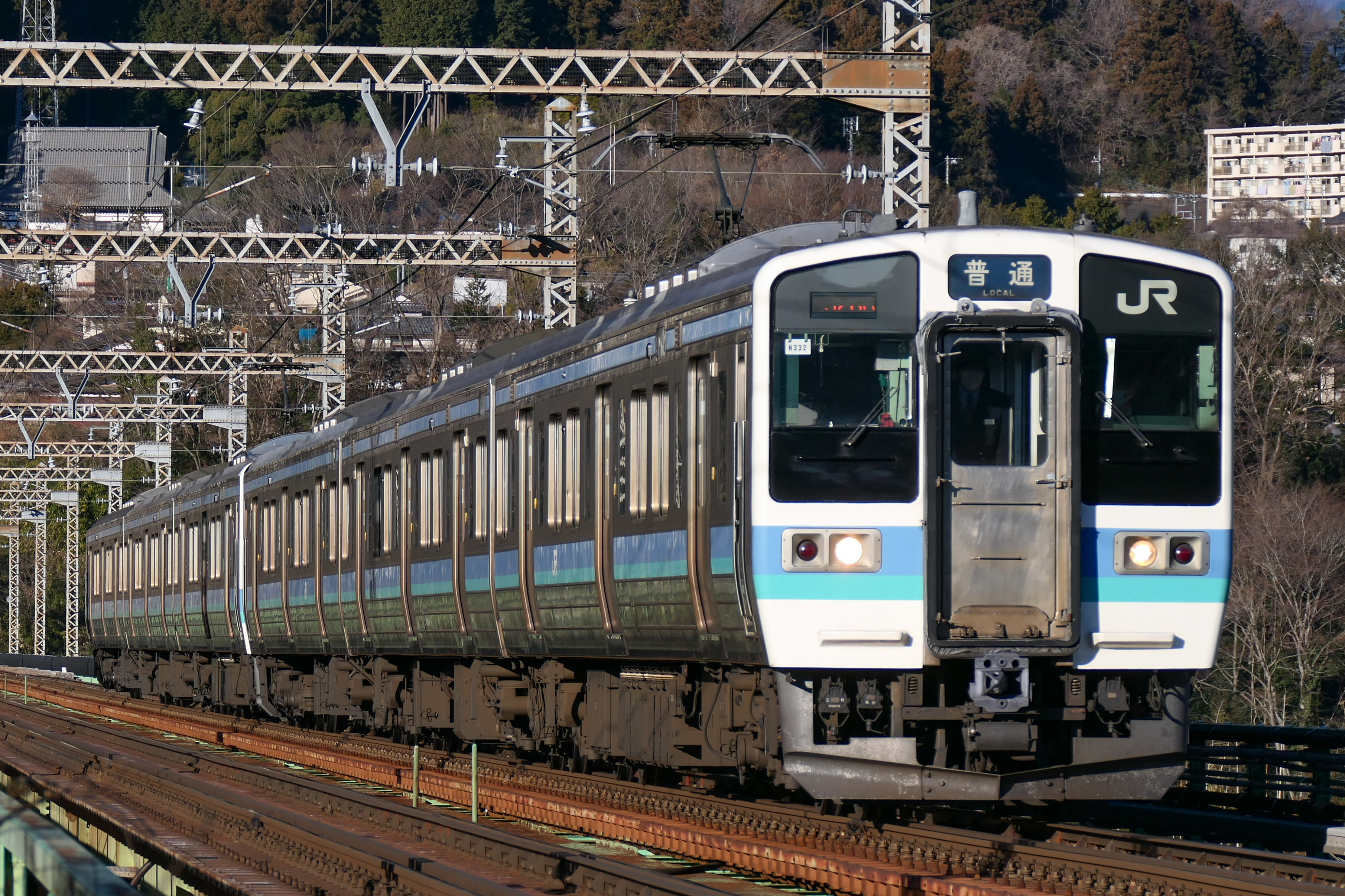
211系
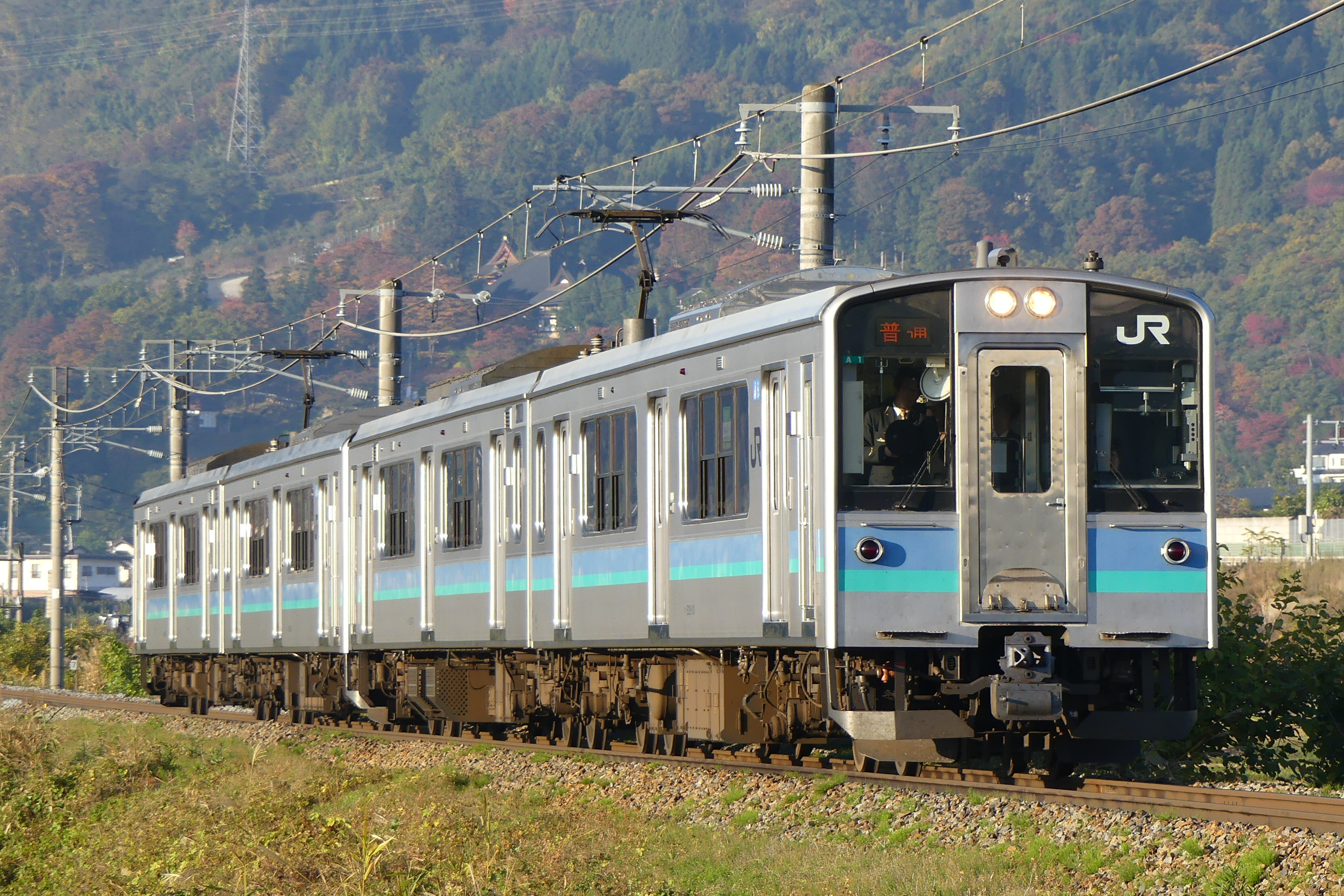
E127系100番台
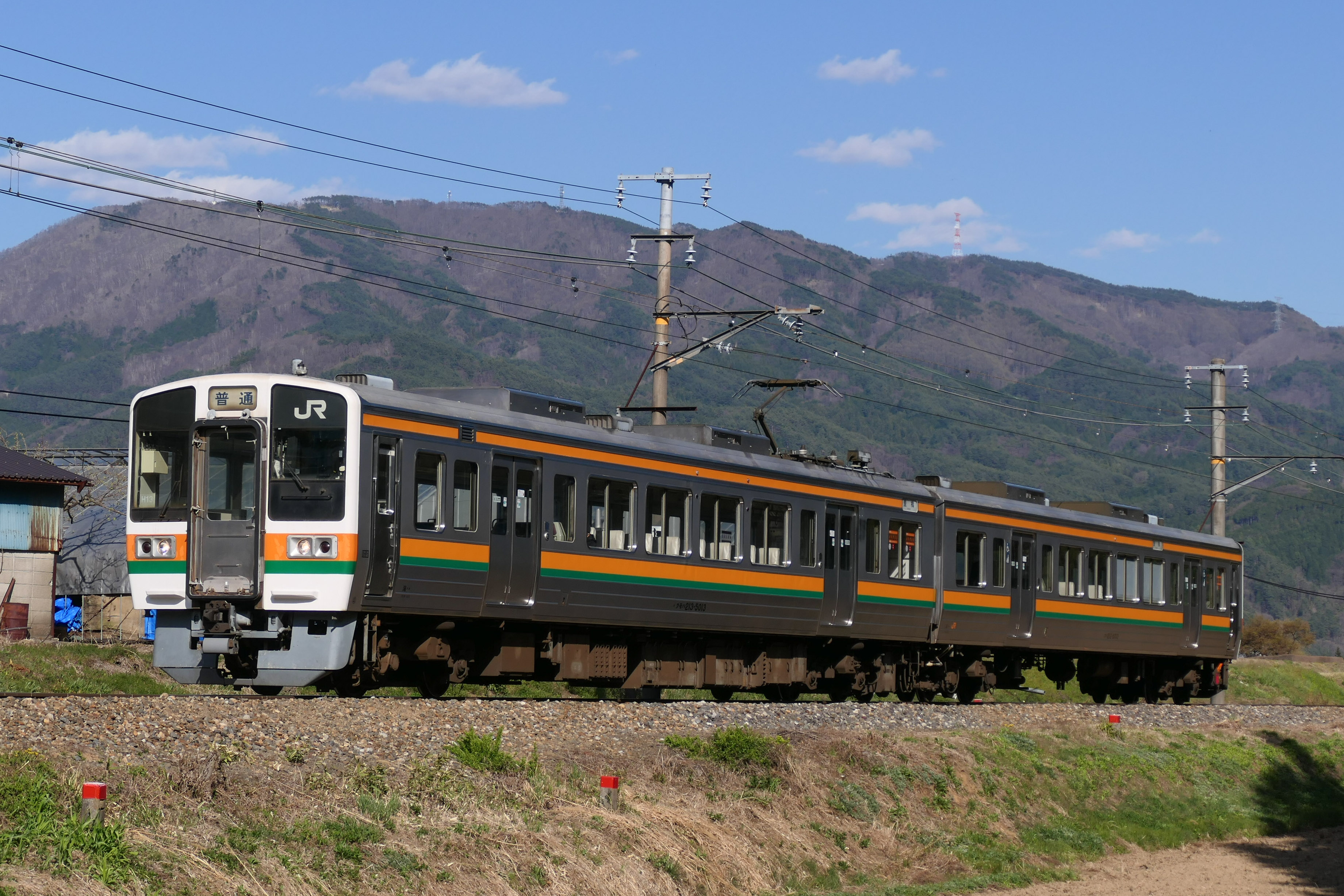
213系5000番台
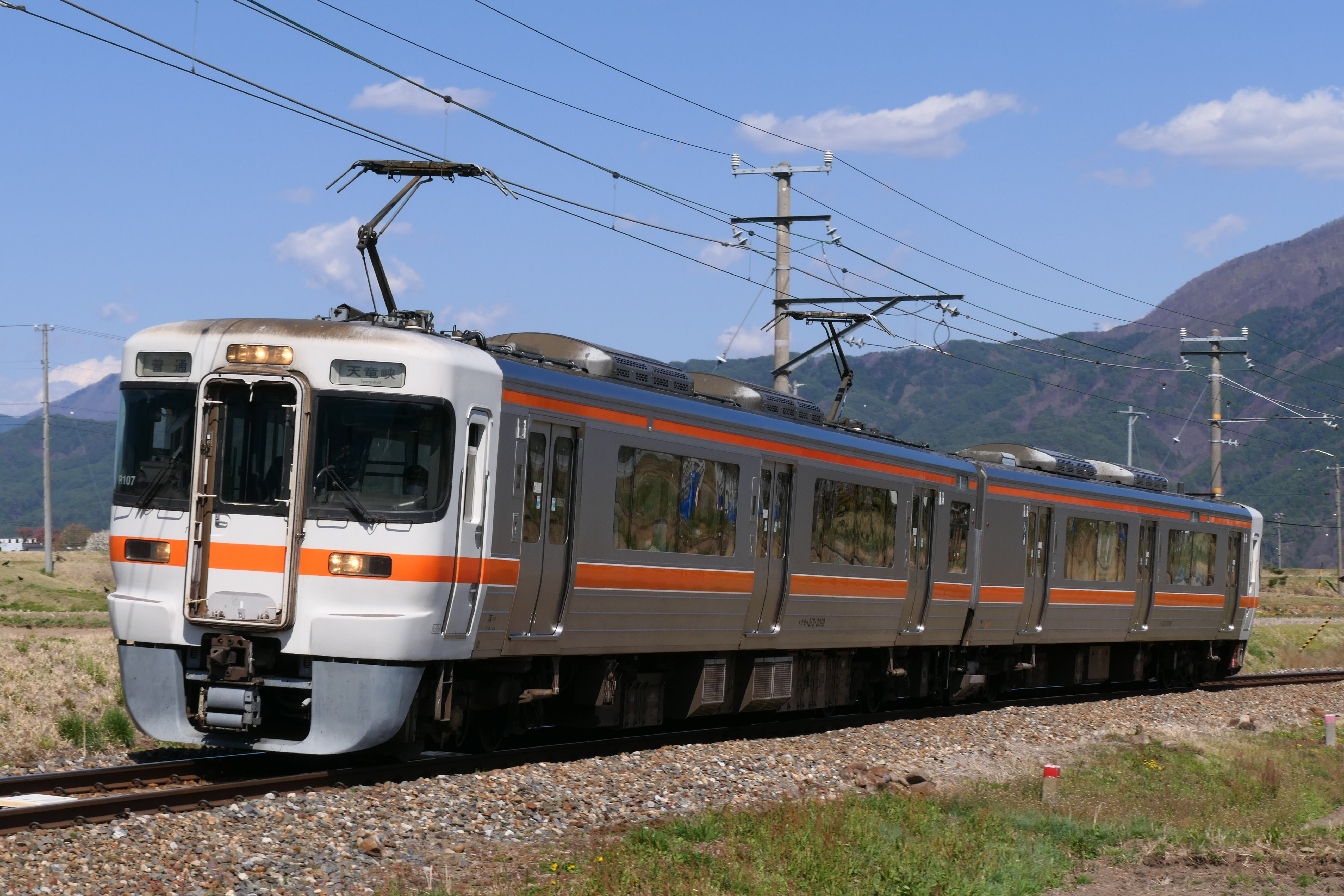
313系
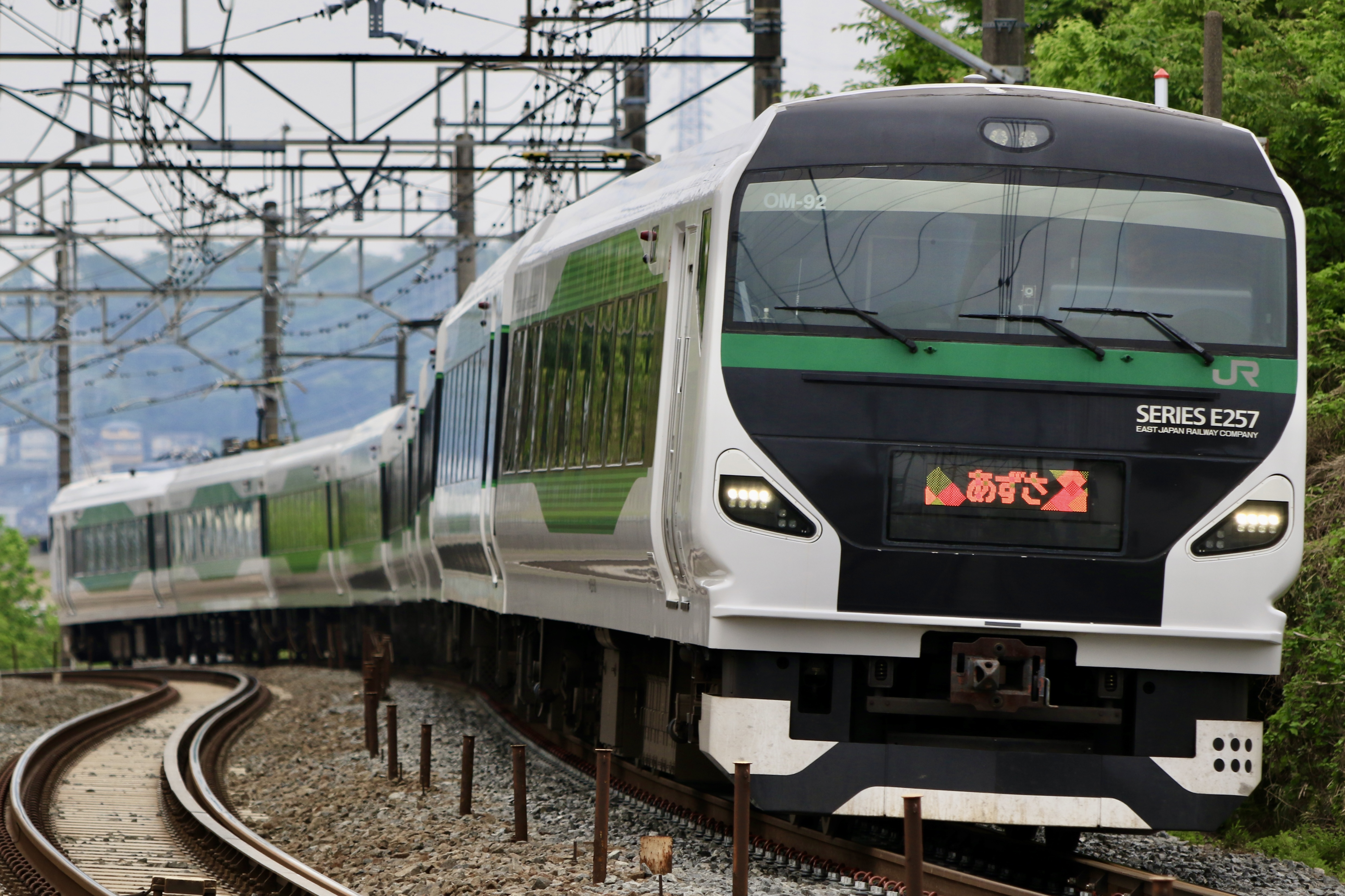
E257系5000番台
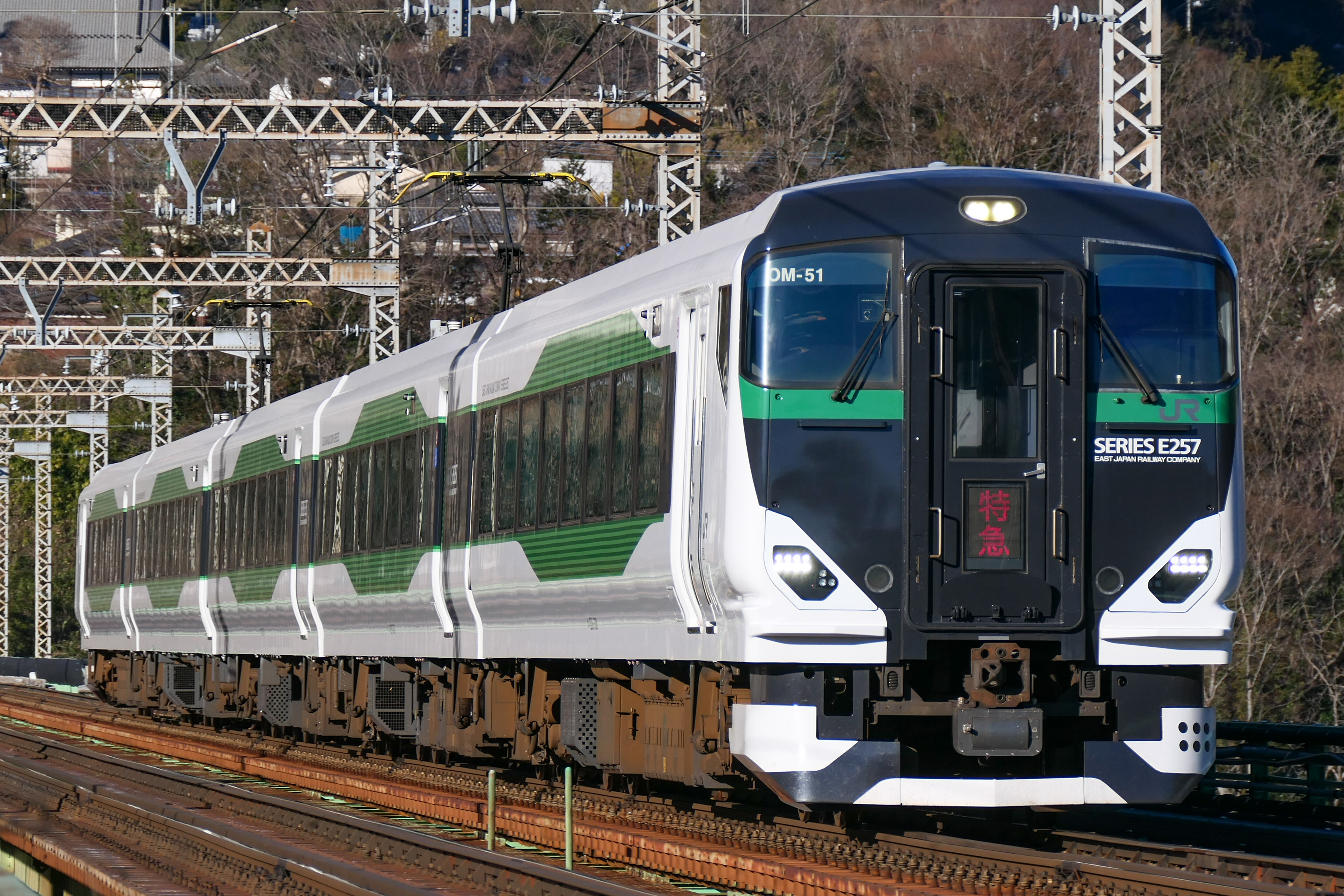
E257系5500番台
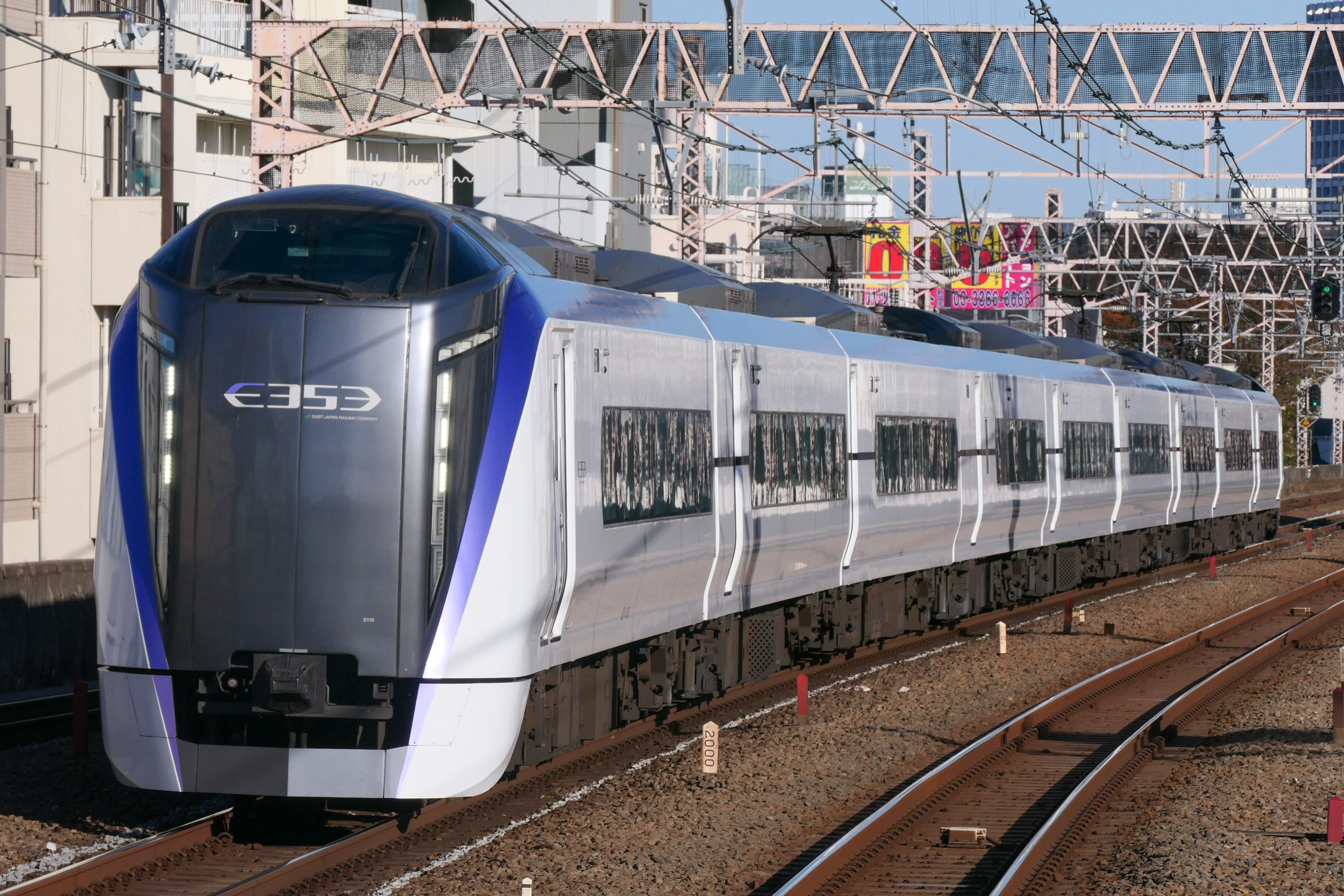
E353系

#### 過去の車両
101系以後の定期運用があった系列は以下のとおり。甲府電化以降の旧形車両では72系・70系・80系電車や、EF64形やさらにはEF13形、ED16形などの電気機関車にけん引された客車列車があった。
- 中央線快速
- 中央・総武線各駅停車
- 武蔵野線からの直通（2010年以降のむさしの号運用）
  - 205系0番台・5000番台：京葉車両センター所属
- 甲信地区普通列車
  - 119系：JR東海大垣車両区所属
  - 123系：松本車両センター所属
  - 115系：豊田車両センター、長野総合車両センター所属
- 急行列車（各列車の詳細はあずさを参照）
  - 183・189系：アルプス
  - 165系（169系も混用）：アルプス・上高地・白馬・たてしな・かいじ・かわぐち・みのぶ・天竜・赤石・こまがね・かもしか・伊那
  - 80系：伊那・天竜
  - キハ58系：アルプス・上高地・白馬・甲斐駒・八ヶ岳・のべやま・すわ・天竜・赤石・こまがね
  - 富士急行キハ58系：かわぐち
- 特急「あずさ」「かいじ」、「中央ライナー」「青梅ライナー」
  - 183・189系：2002年12月に中央本線の定期特急運用から撤退。
  - E257系：2019年3月に中央本線の定期特急運用から撤退。
- 特急「あずさ」
  - 181系：1975年12月に中央本線の定期特急運用から撤退。
- 特急「スーパーあずさ」
  - E351系：2018年3月に中央本線の定期特急運用から撤退。
- 特急「成田エクスプレス」
  - 253系：2010年6月末に成田エクスプレスから撤退。
  - E259系：鎌倉車両センター所属 2024年3月に成田エクスプレスの中央本線乗り入れ運用が無くなった事による撤退。
- 特急「はまかいじ」
  - 185系：大宮総合車両センター所属
- 快速「むさしの」「ホリデー快速むさしの」
  - 165系・169系：三鷹電車区所属
  - 115系：豊田車両センター所属
- ホリデー快速「ビューやまなし」
  - 215系：国府津車両センター所属 2020年11月末に運行終了。

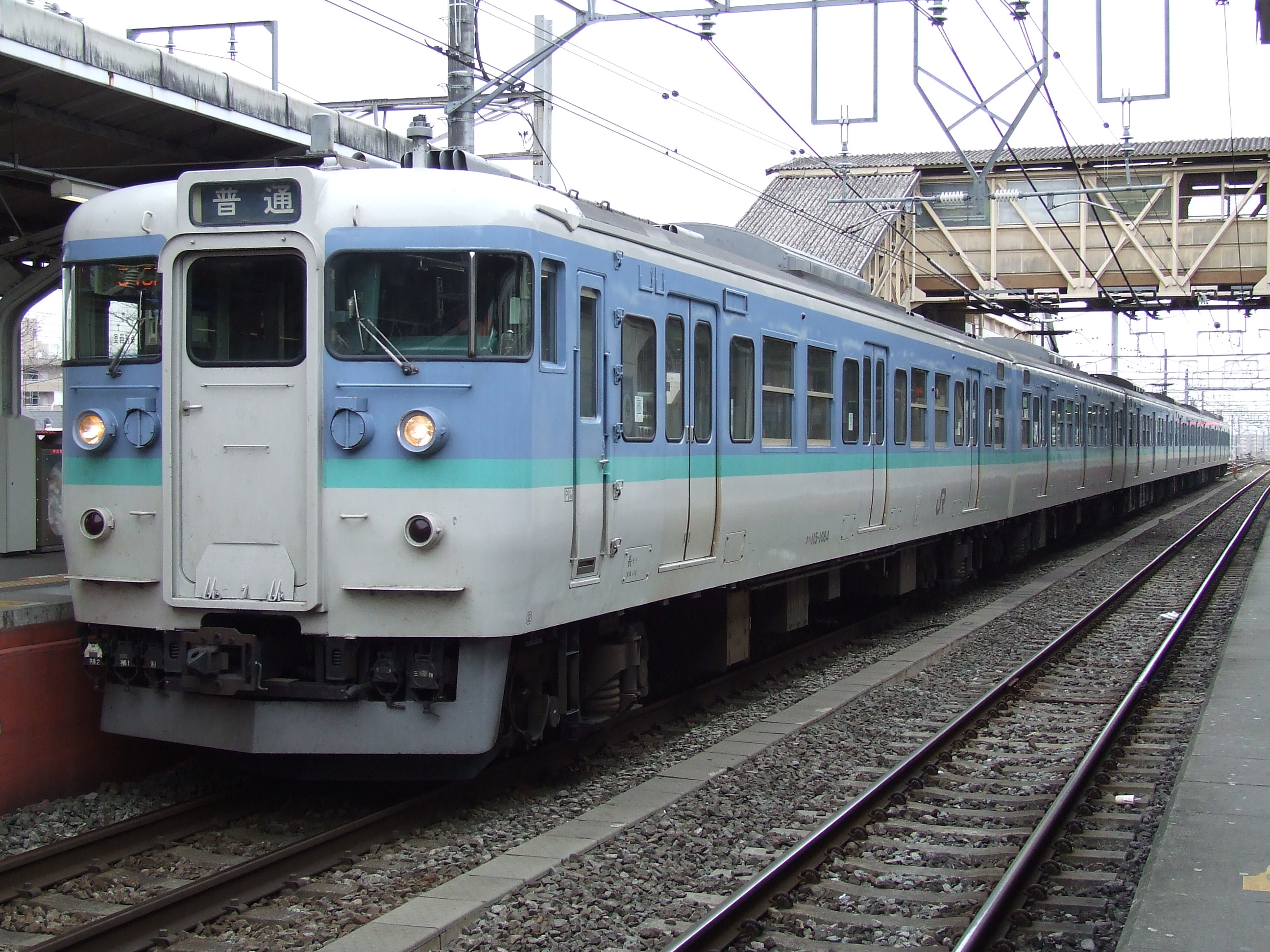
115系 （長野総合車両センター所属車）
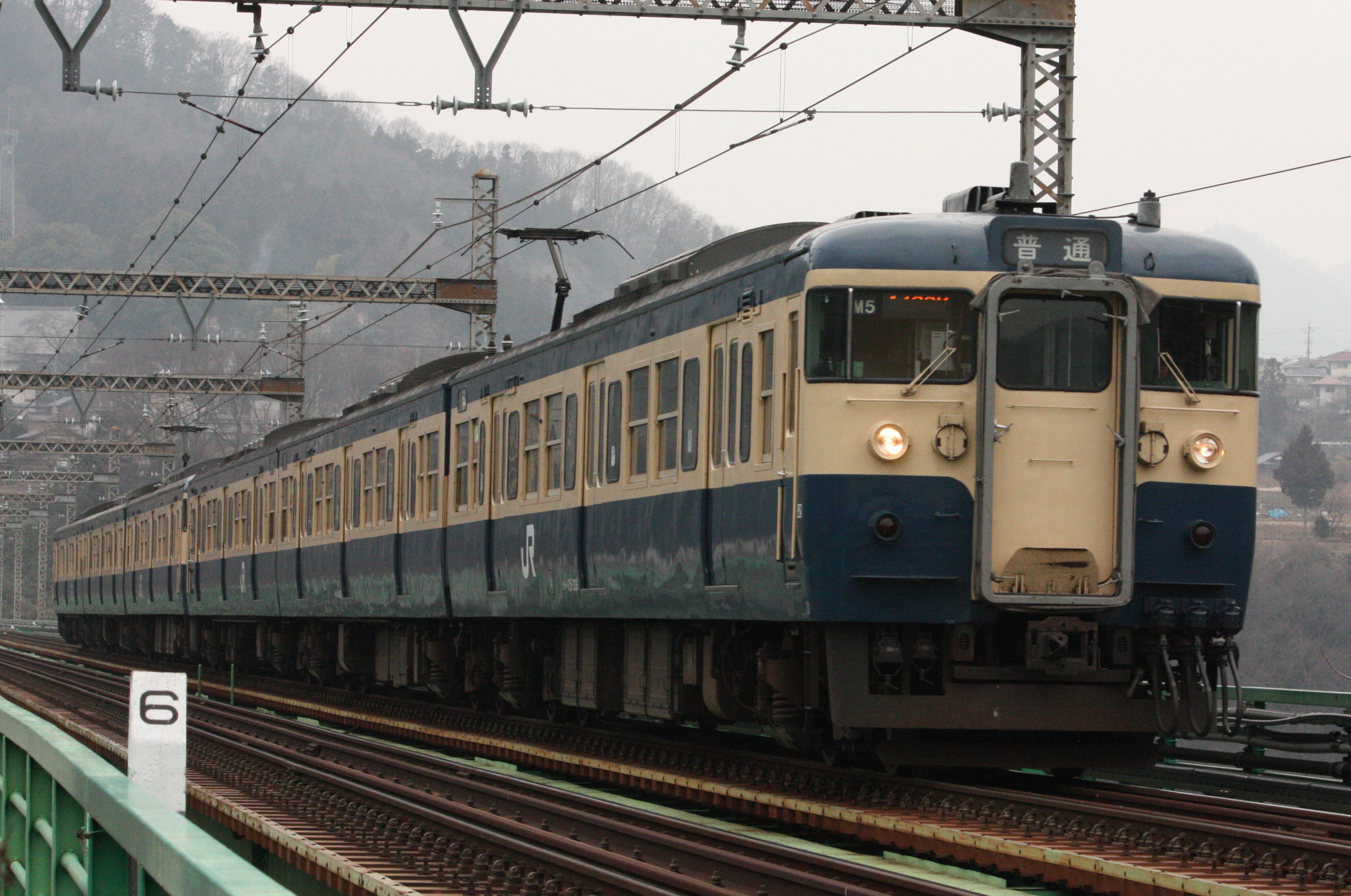
115系 （豊田車両センター所属車）
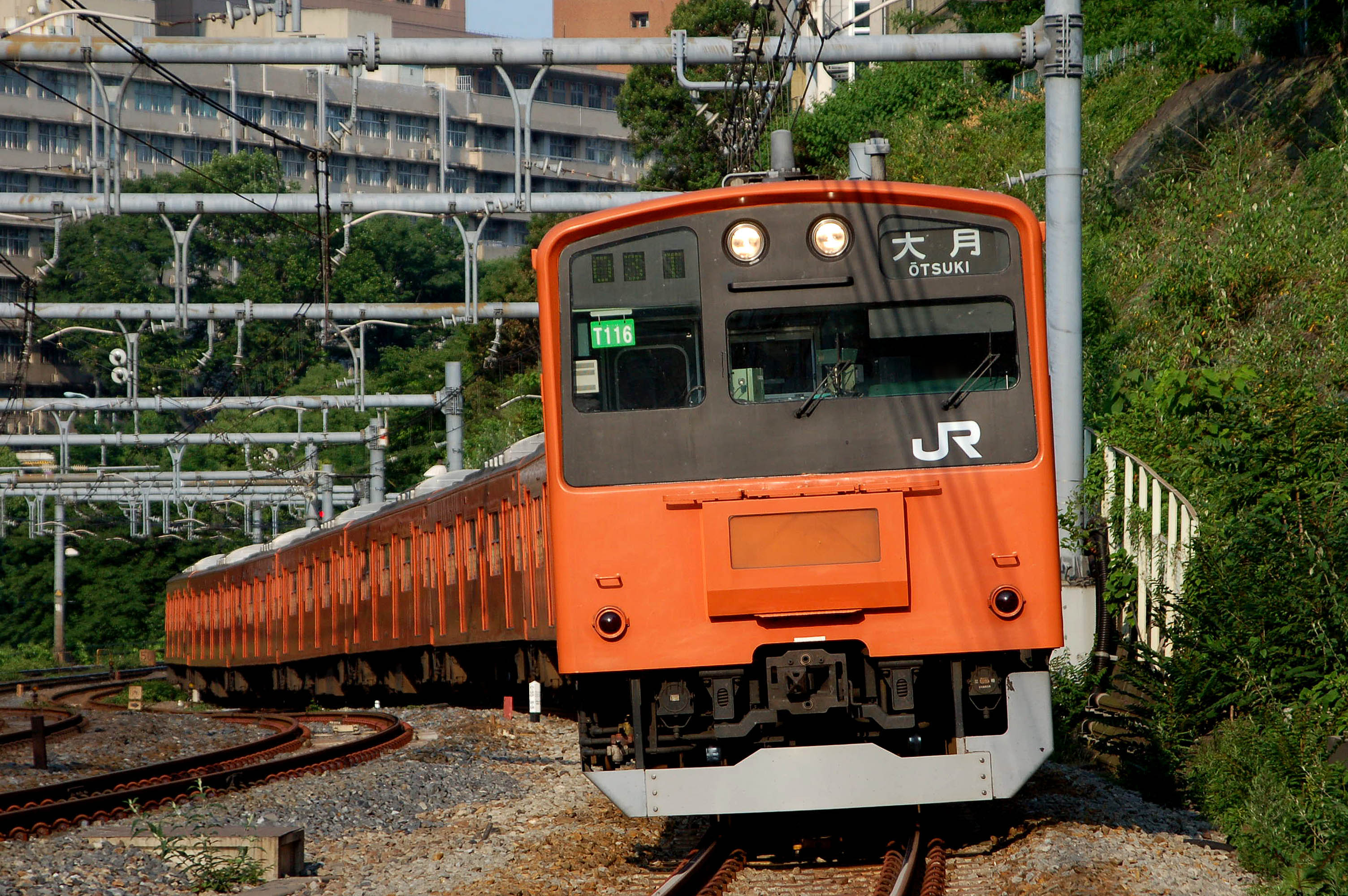
201系
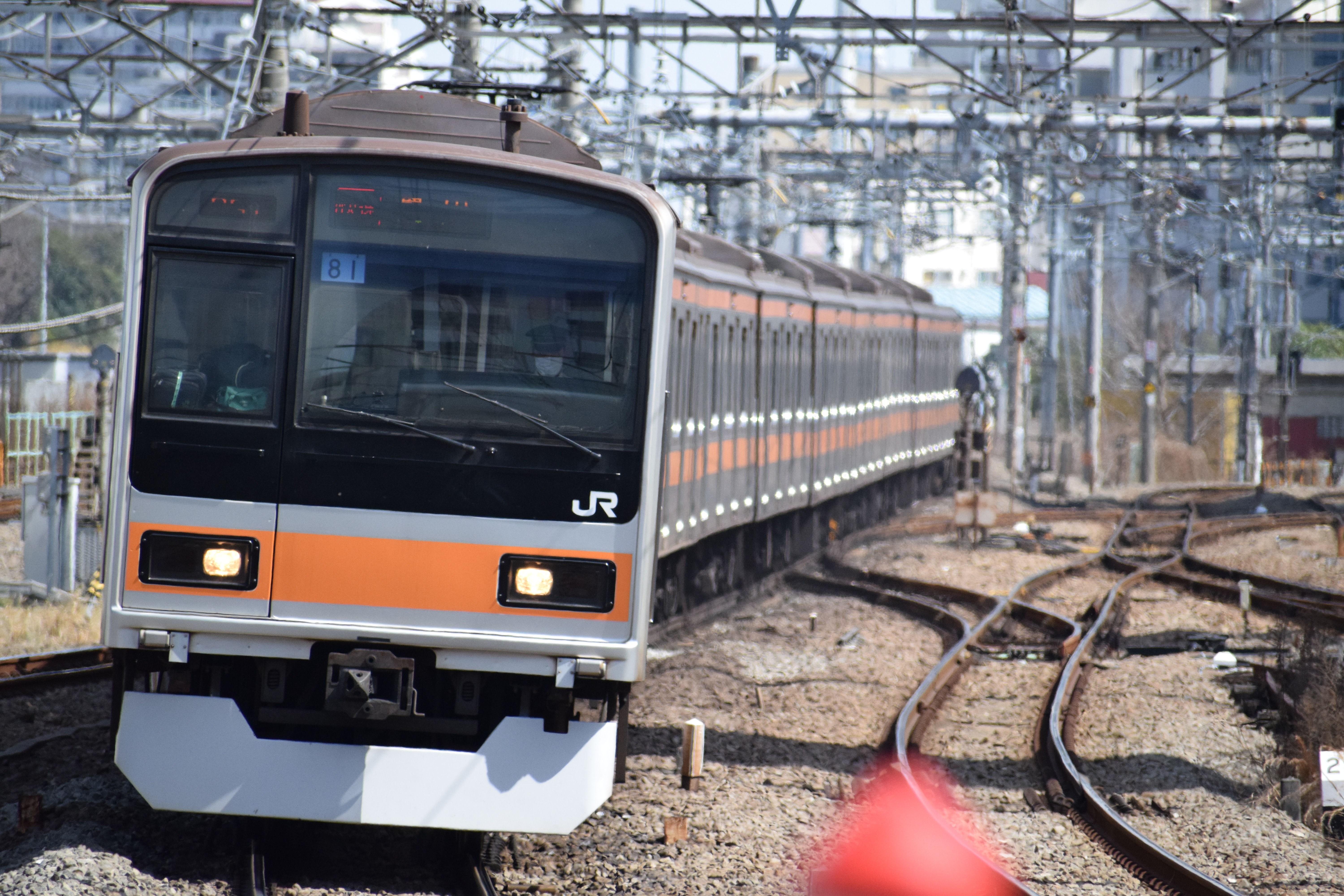
209系1000番台
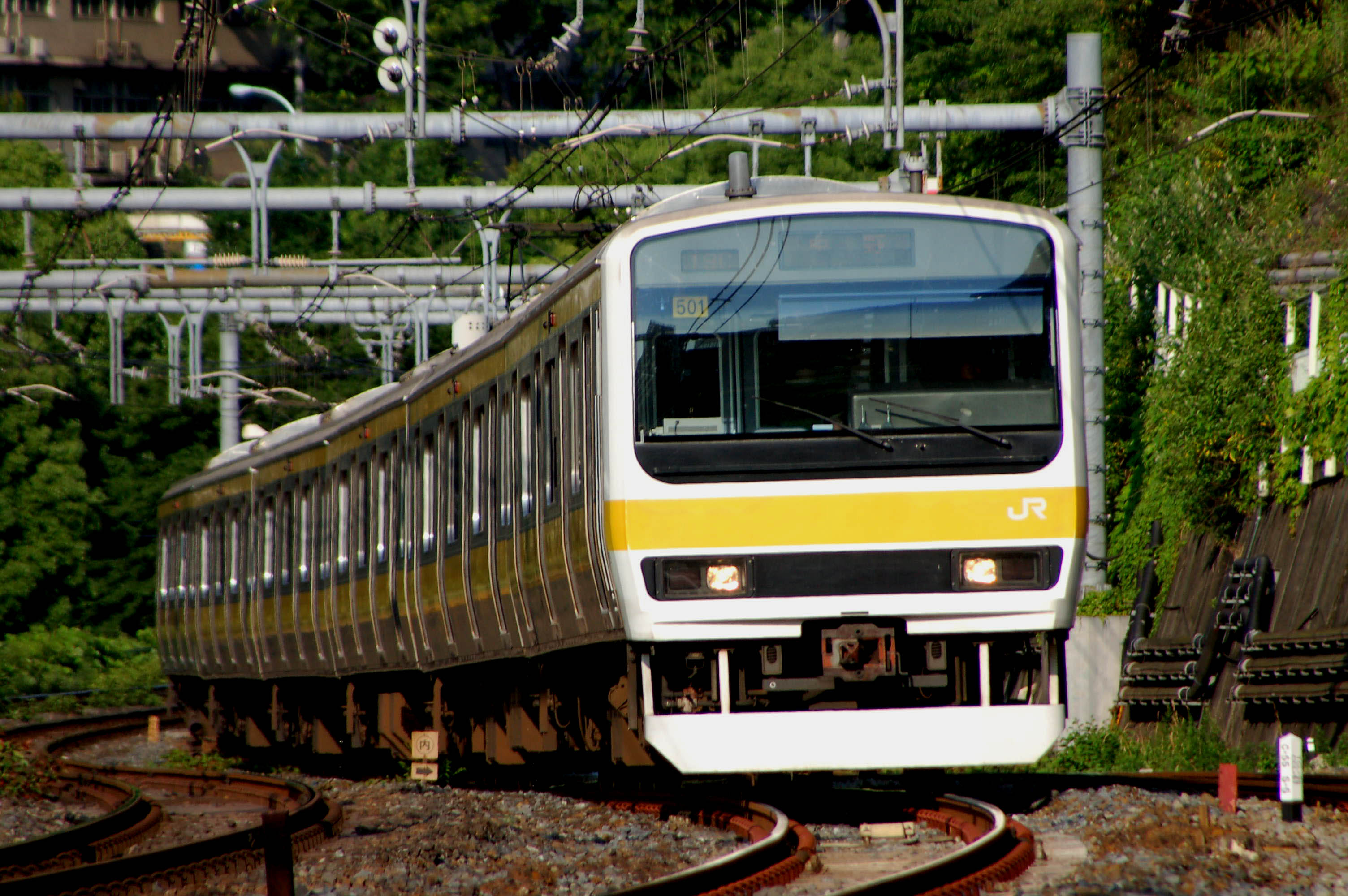
209系500番台
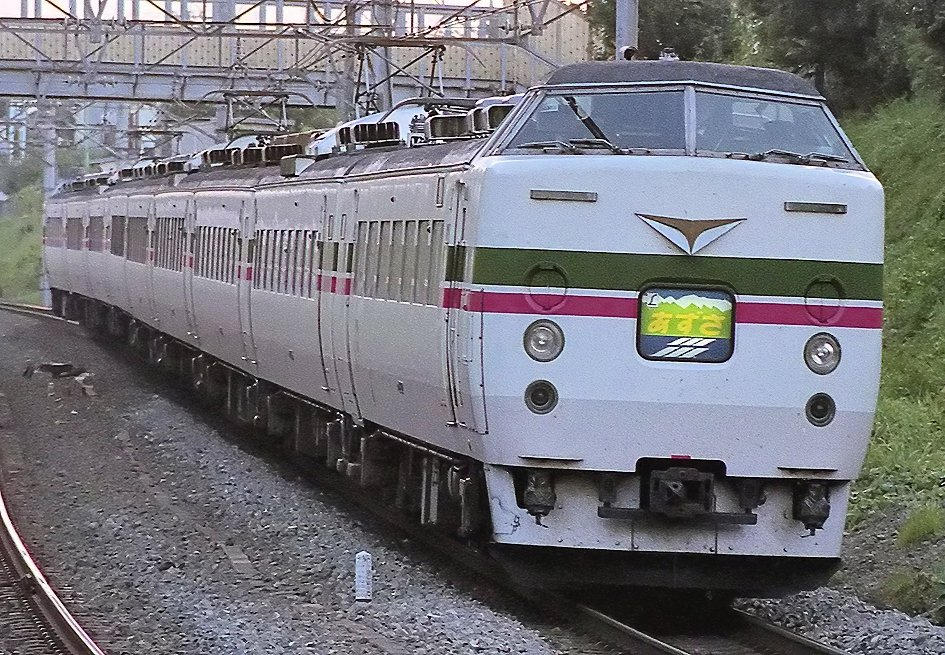
183系 （グレードアップあずさ色）
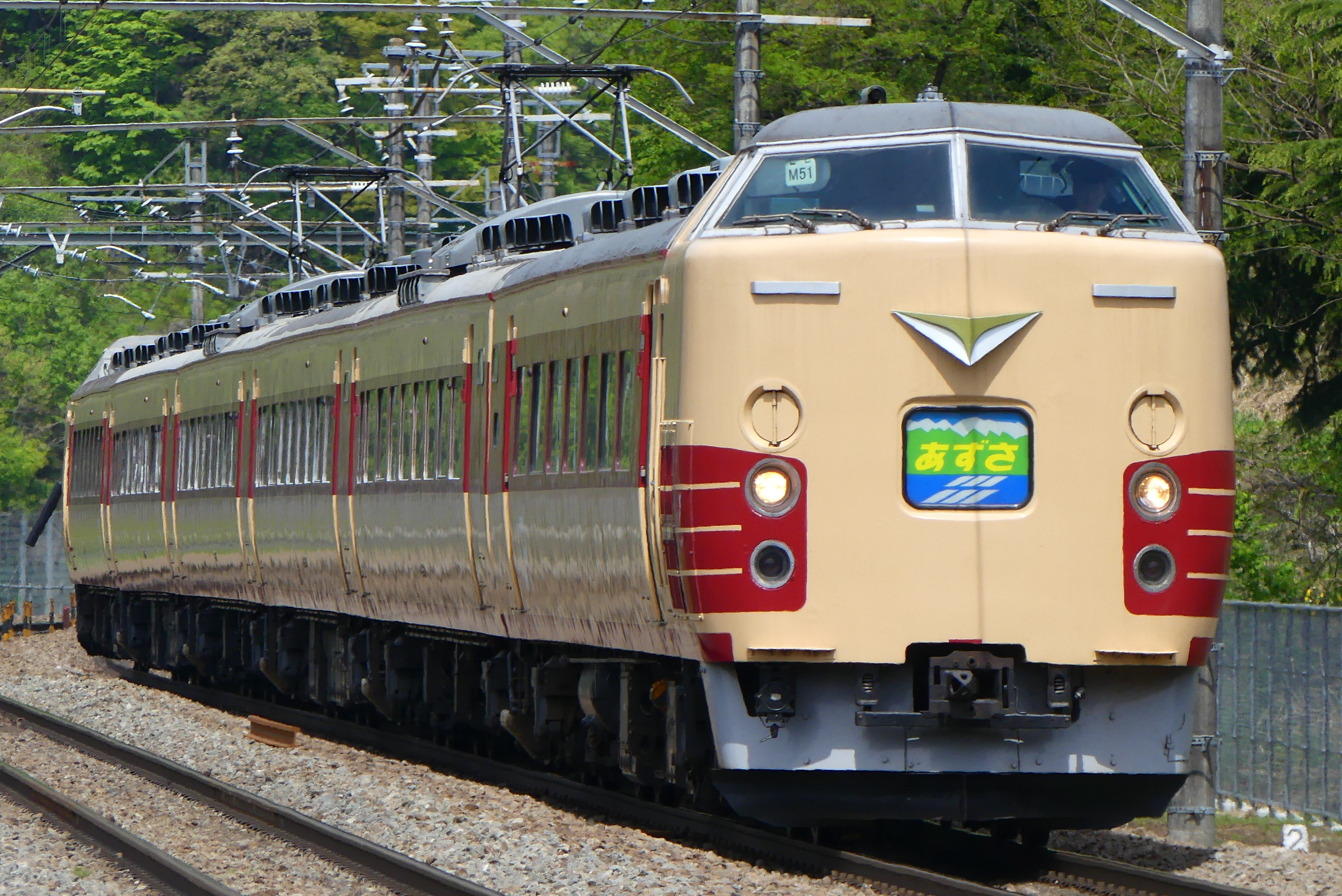
189系 （国鉄特急色）
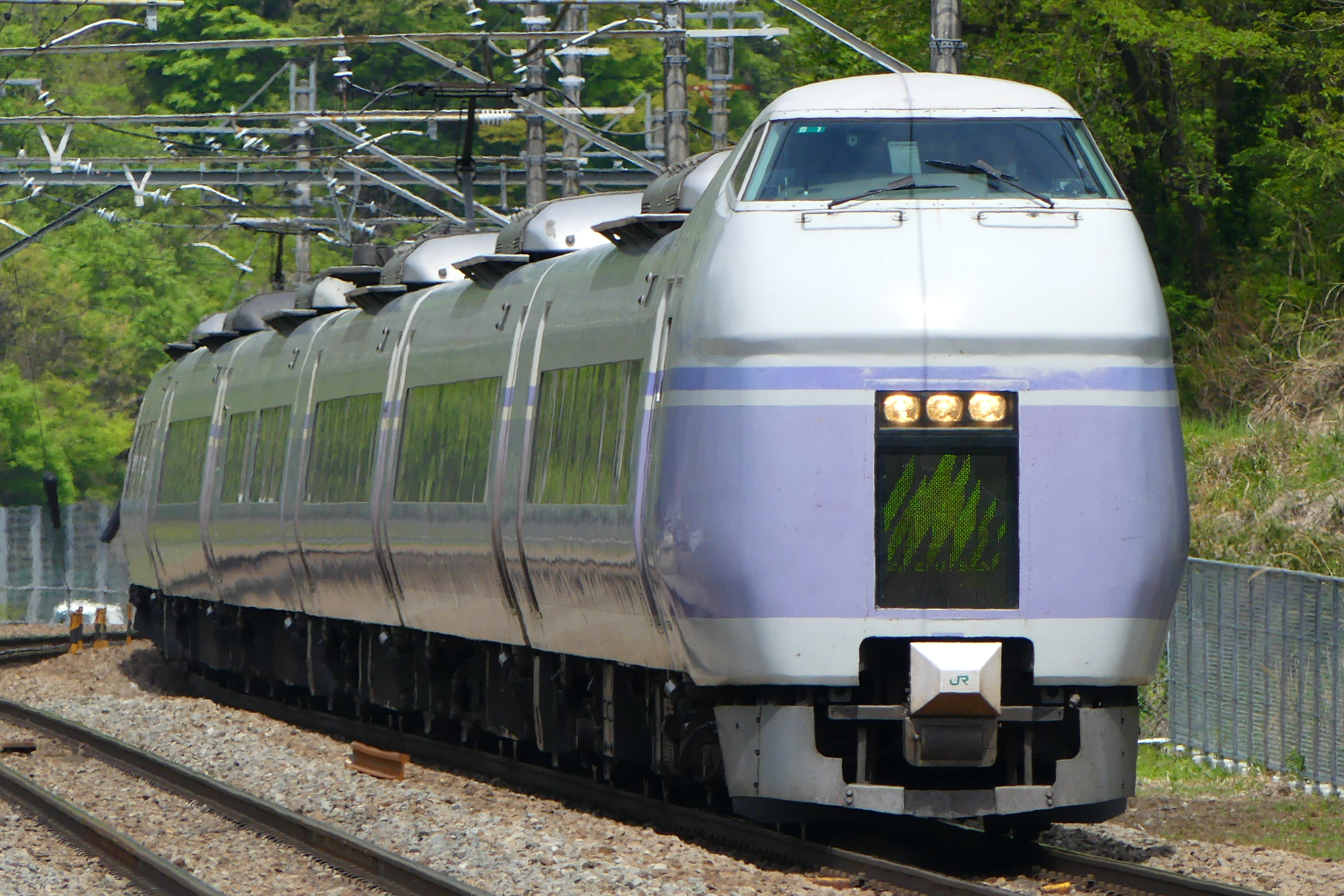
E351系
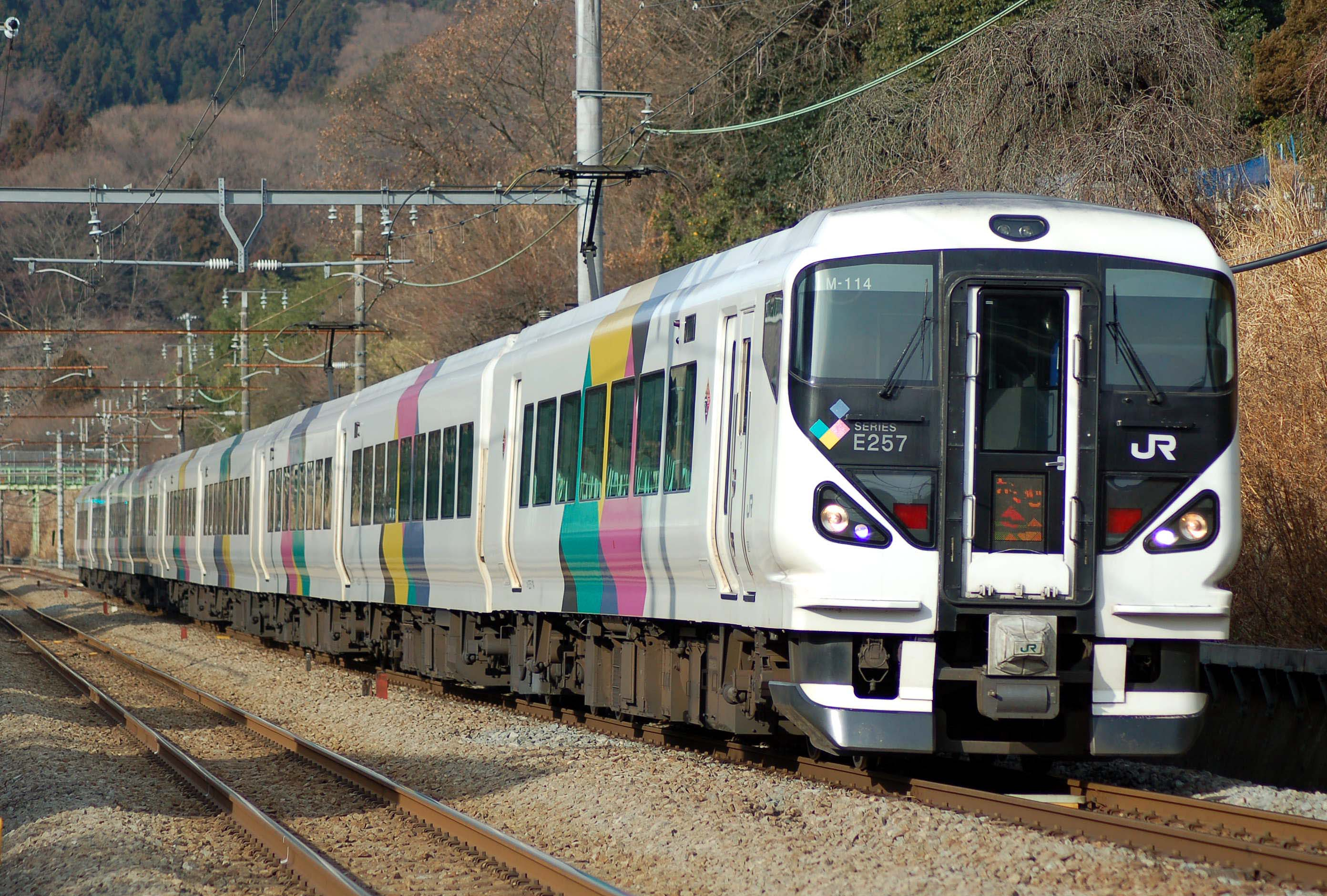
E257系
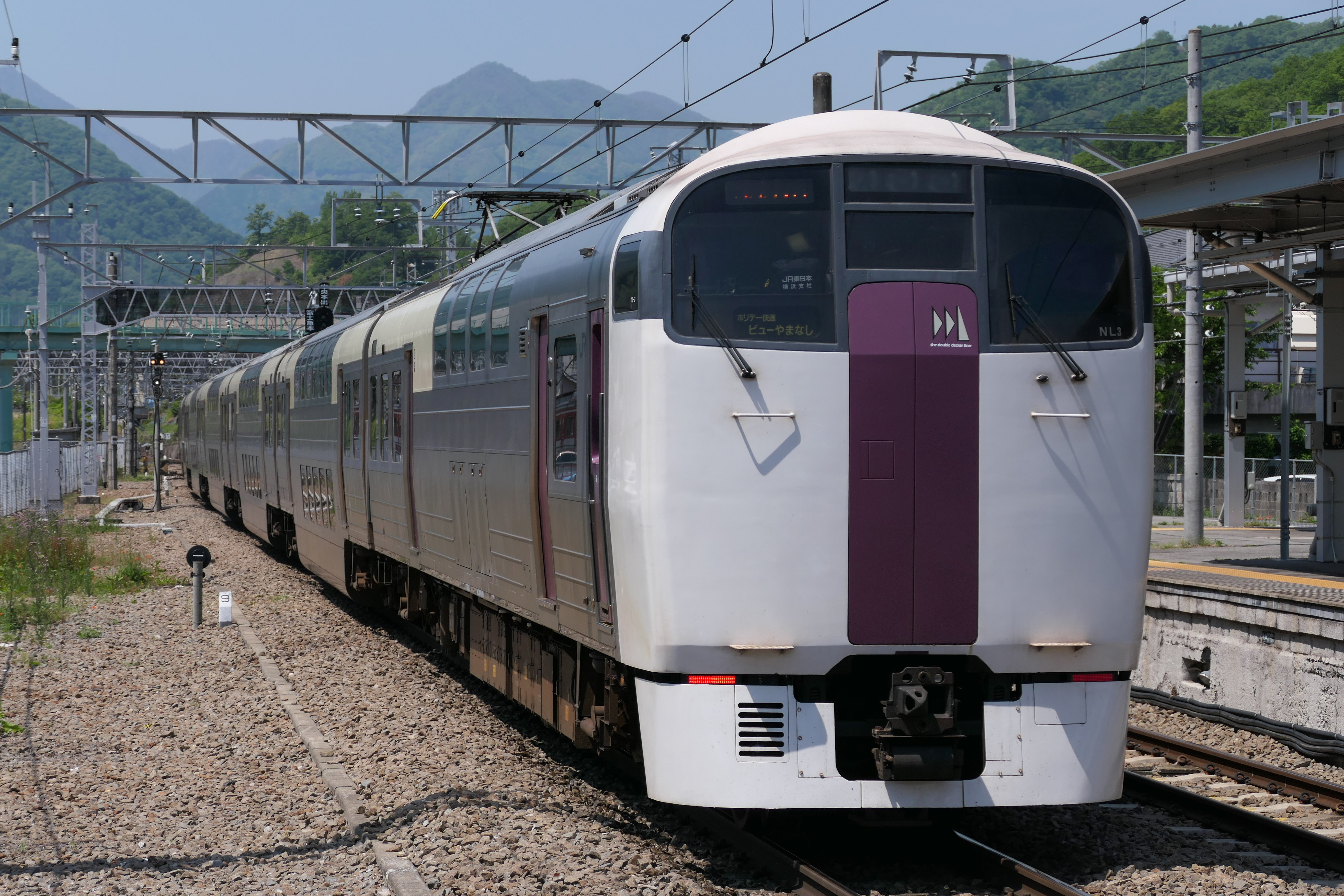
215系
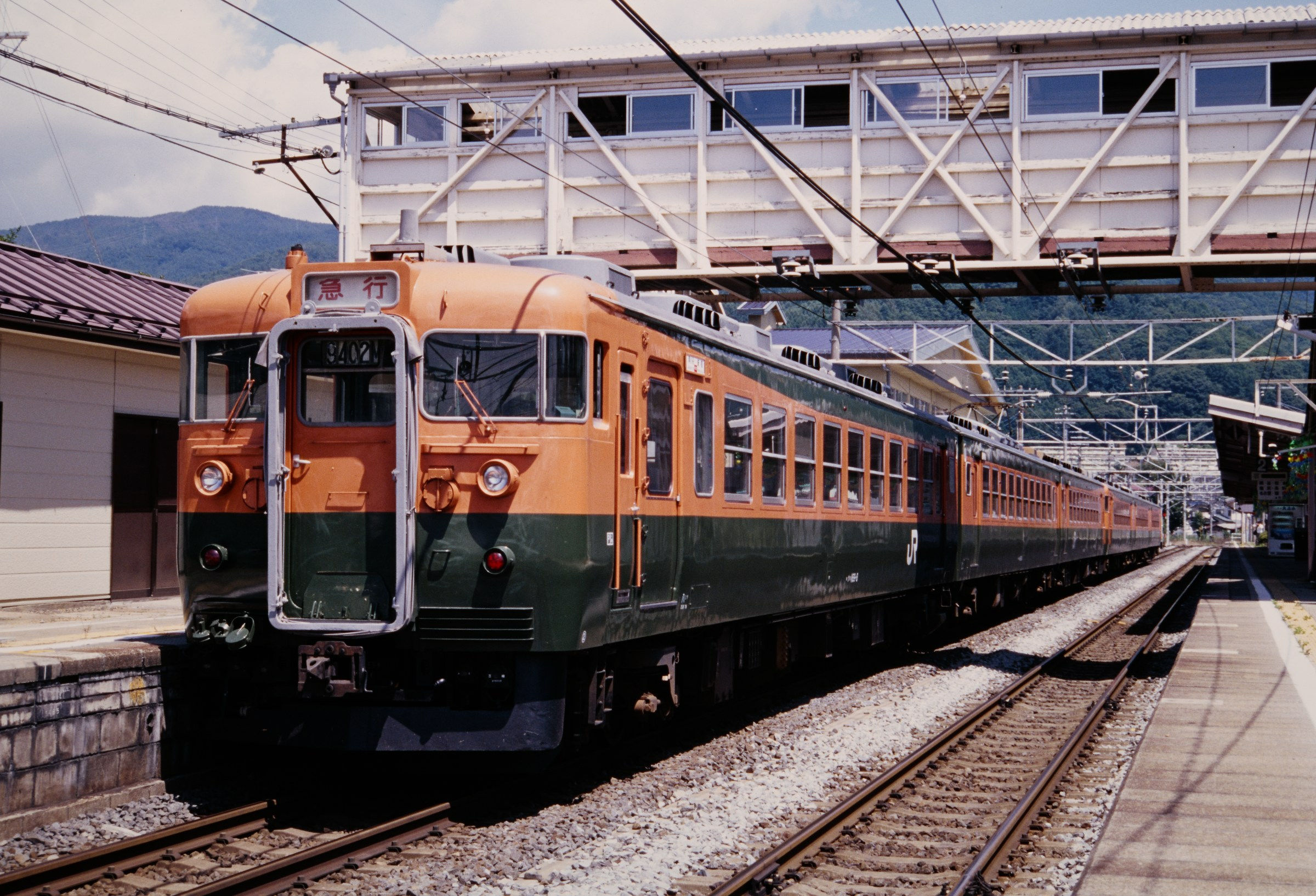
165系（169系）
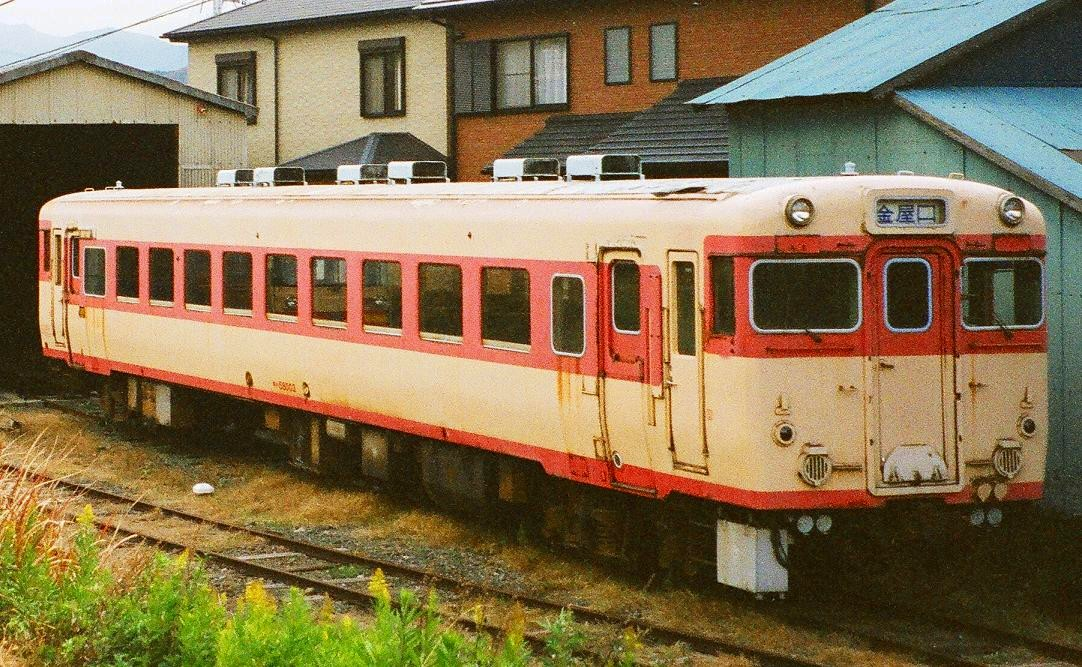
富士急行キハ58003 （画像は有田鉄道移籍後）

### 中央西線

#### 現在の車両
- 木曽地区普通列車
  - 313系1300番台B500編成：神領車両区所属
  - 211系：JR東日本長野総合車両センター所属
- 名古屋地区普通列車・快速列車
  - 315系：神領車両区所属
- 特急しなの、ホームライナー瑞浪
  - 383系：神領車両区所属
- 臨時列車
  - 373系：静岡車両区所属（臨時急行「中山道トレイン」）

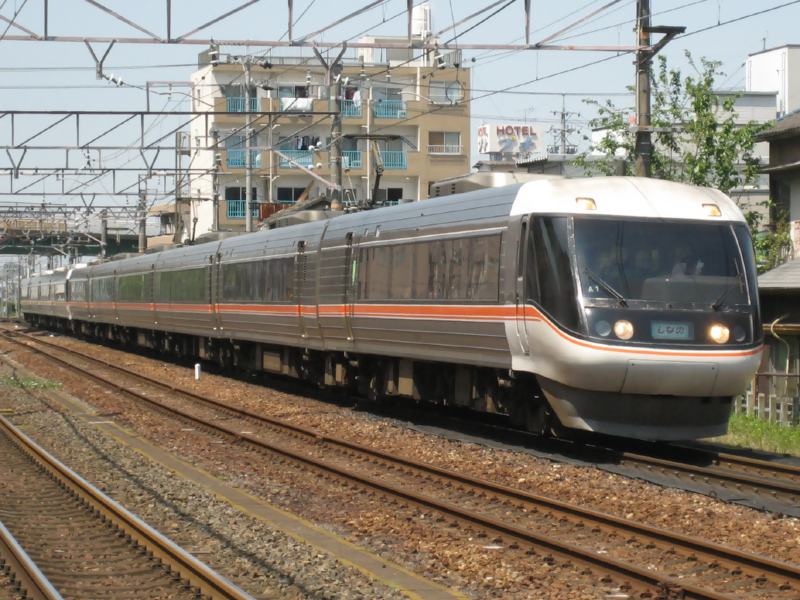
383系
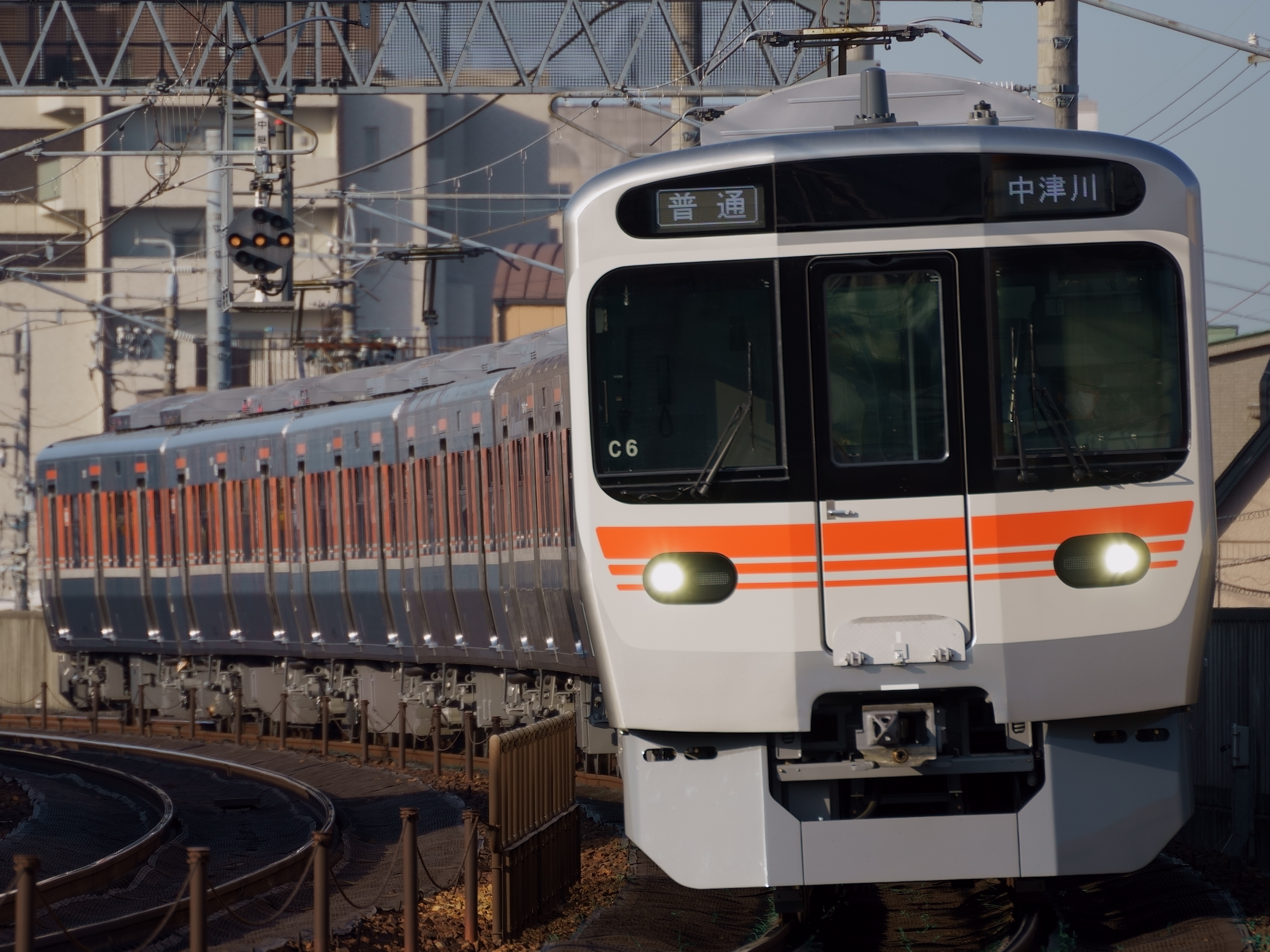
315系
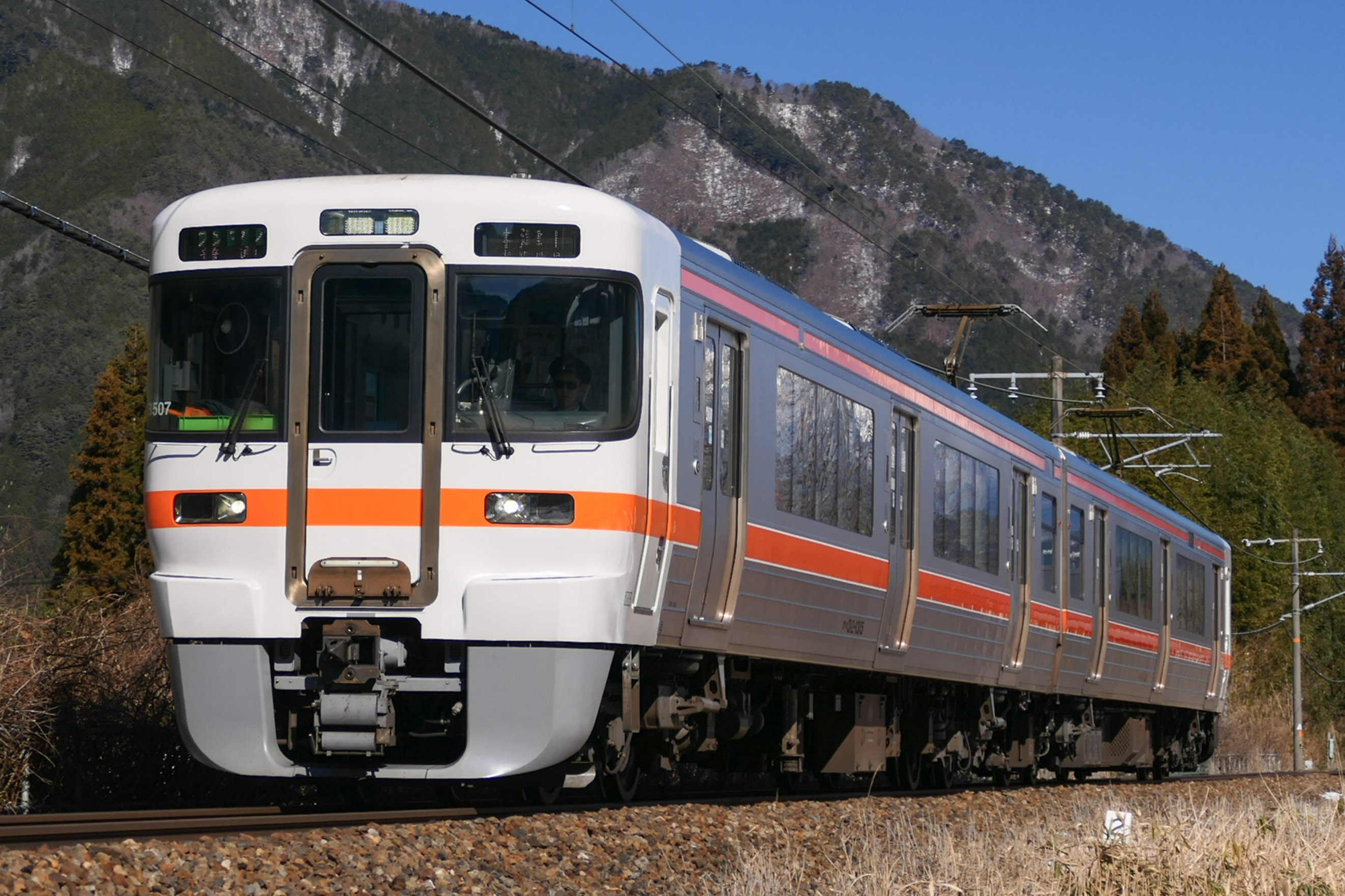
313系1300番台

#### 過去の車両
- 木曽地区普通列車
  - 80系
  - 165系
  - 115系
- 名古屋地区普通列車・快速列車
  - 70系
  - 72系
  - 103系
  - 113系
  - 117系
  - 165系
  - 211系
  - 213系
  - 311系
  - 313系0番台・8000番台
  - 475系：南福岡電車区所属。1969年10月から1972年3月15日国鉄ダイヤ改正の前日まで急行「玄海」の間合い運用で使用されていた[89]。
- 急行列車（各列車の詳細はしなの・ちくまを参照）
  - キハ58系：しなの・信州[注釈 14]・あずみ・ちくま・きそこま・きそ・つがいけ・赤倉
  - キハ91系：しなの・きそ
  - 12系客車：ちくま・きそ
  - 165系（中間車に153系を含む）：ちくま・くろよん・きそ・つがいけ・赤倉
  - 381系：ちくま・くろよん
  - 383系：ちくま
  - 371系：静岡車両区所属（臨時急行「中山道トレイン371」）
- 特急「しなの」、「ホームライナー中津川」「ホームライナー多治見」「ホームライナー瑞浪」
  - 381系：神領車両区所属
- 特急「しなの」
  - キハ181系
- 「ホームライナー太多」
  - キハ85系：名古屋車両区所属

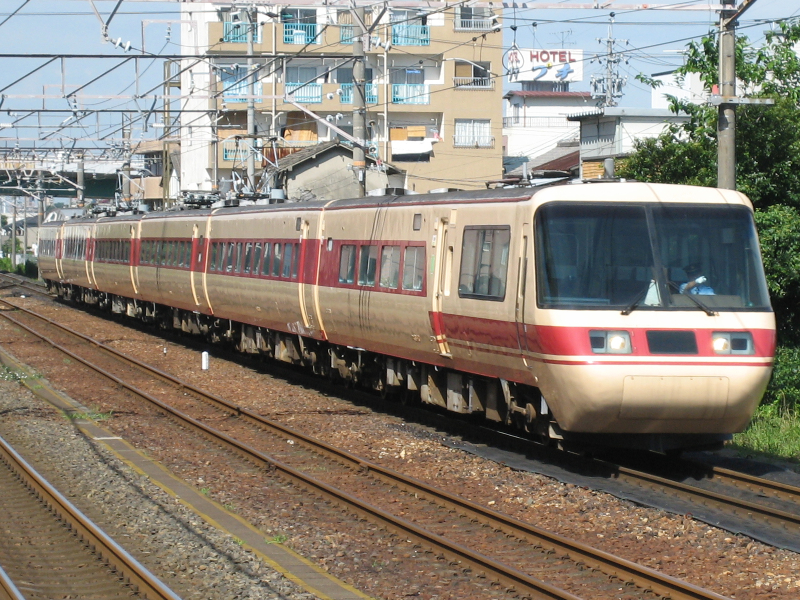
381系（パノラマ車）
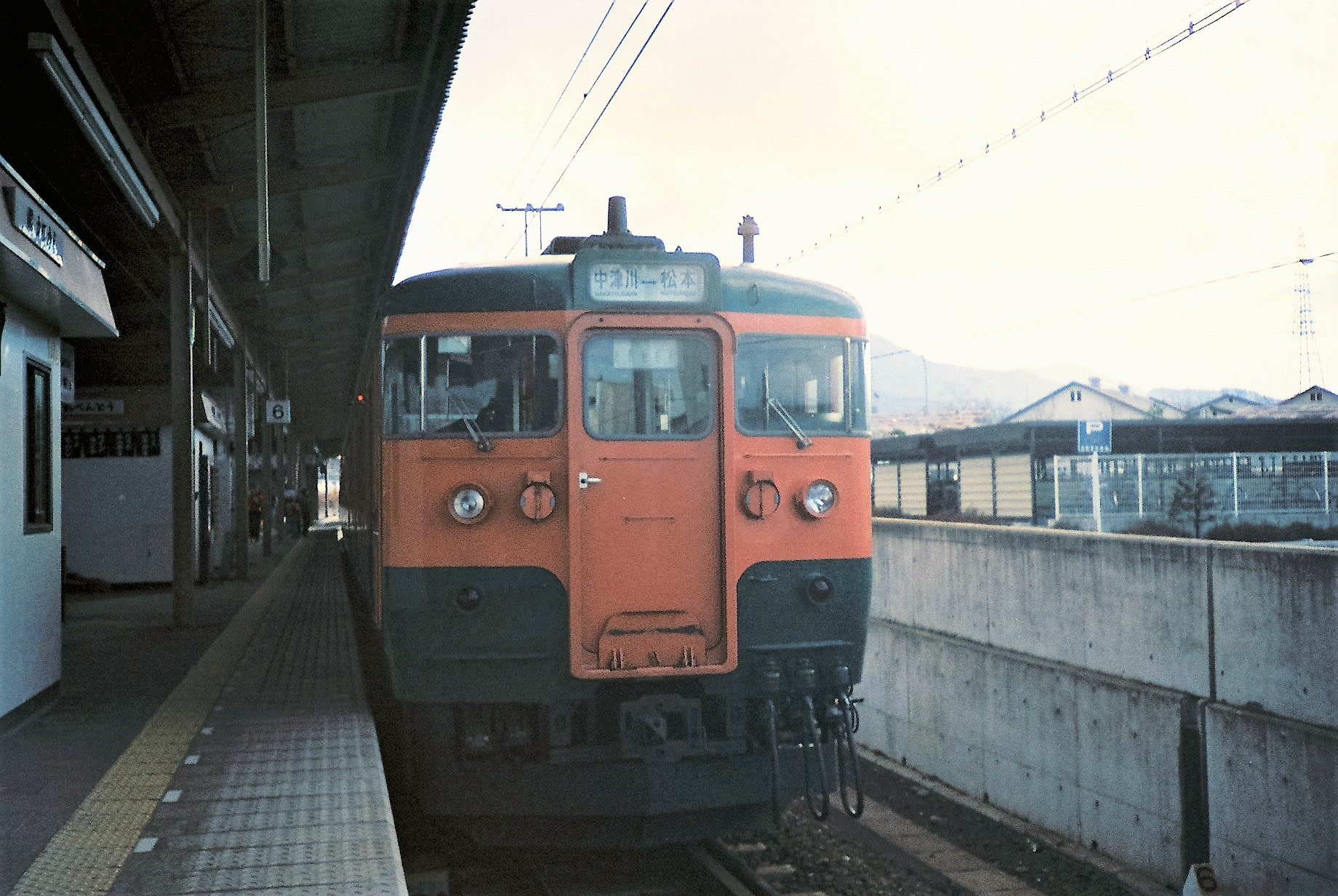
115系
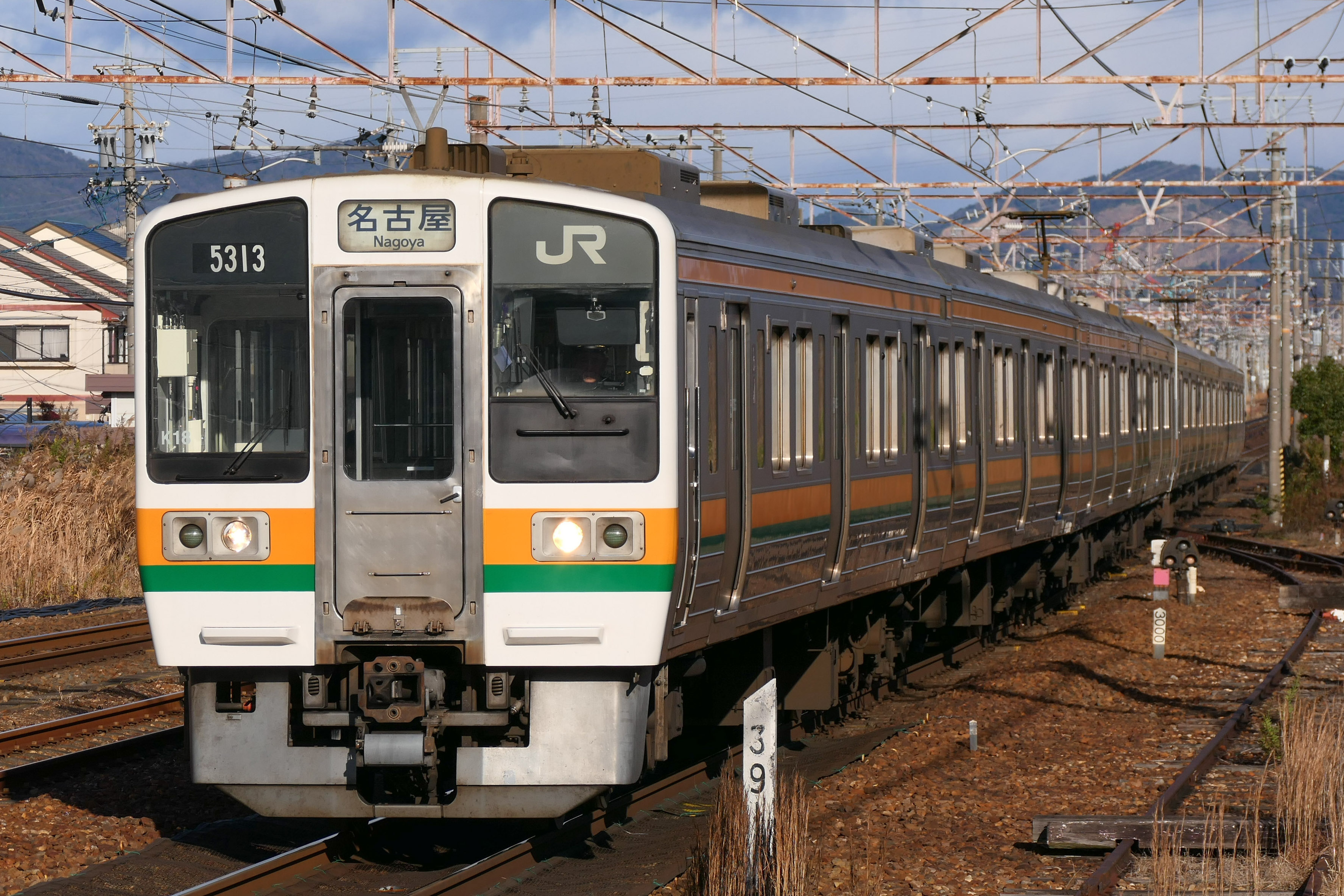
211系5000番台

### 貨物列車

#### 現在の車両
東線の高尾駅から西線の中津川駅までにかけては勾配のきつい山岳路線となるため、牽引定数や抑速ブレーキの関係上、乗り入れ可能な機関車が次のように限定されている。
- EF64形1000番台
  - 2012年3月改正で東線から撤退。西線では重連総括運転が基本となっている。
  - 2025年3月改正で西線で残った最後の重連総括運用（8081レ・8084レ）がEH200によって置き換えられた。同改正以降の中央本線での運用は81レ・80レの1往復のみ。
- EH200形

ただし、東線の国立駅 - 八王子駅間と西線の名古屋駅 - 多治見駅間は山岳区間に入る手前の平坦線区のため、南武線や武蔵野線、および東海道本線から乗り入れる次の平坦線区向け機関車も入線することができる。
- EF65形（国立駅 - 八王子駅間）
- EF210形（国立駅 - 八王子駅間・多治見駅 - 名古屋駅間）

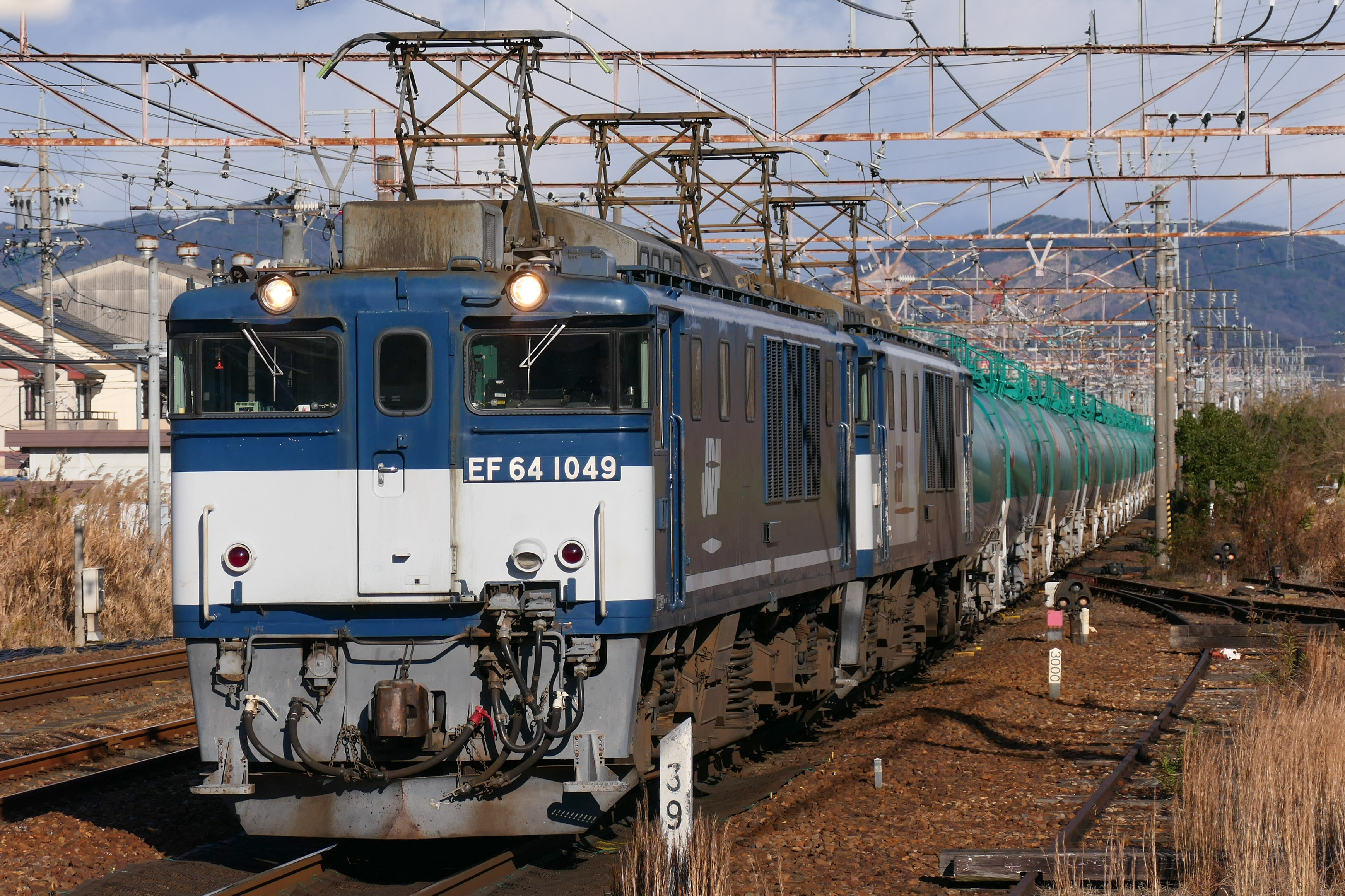
EF64形1000番台
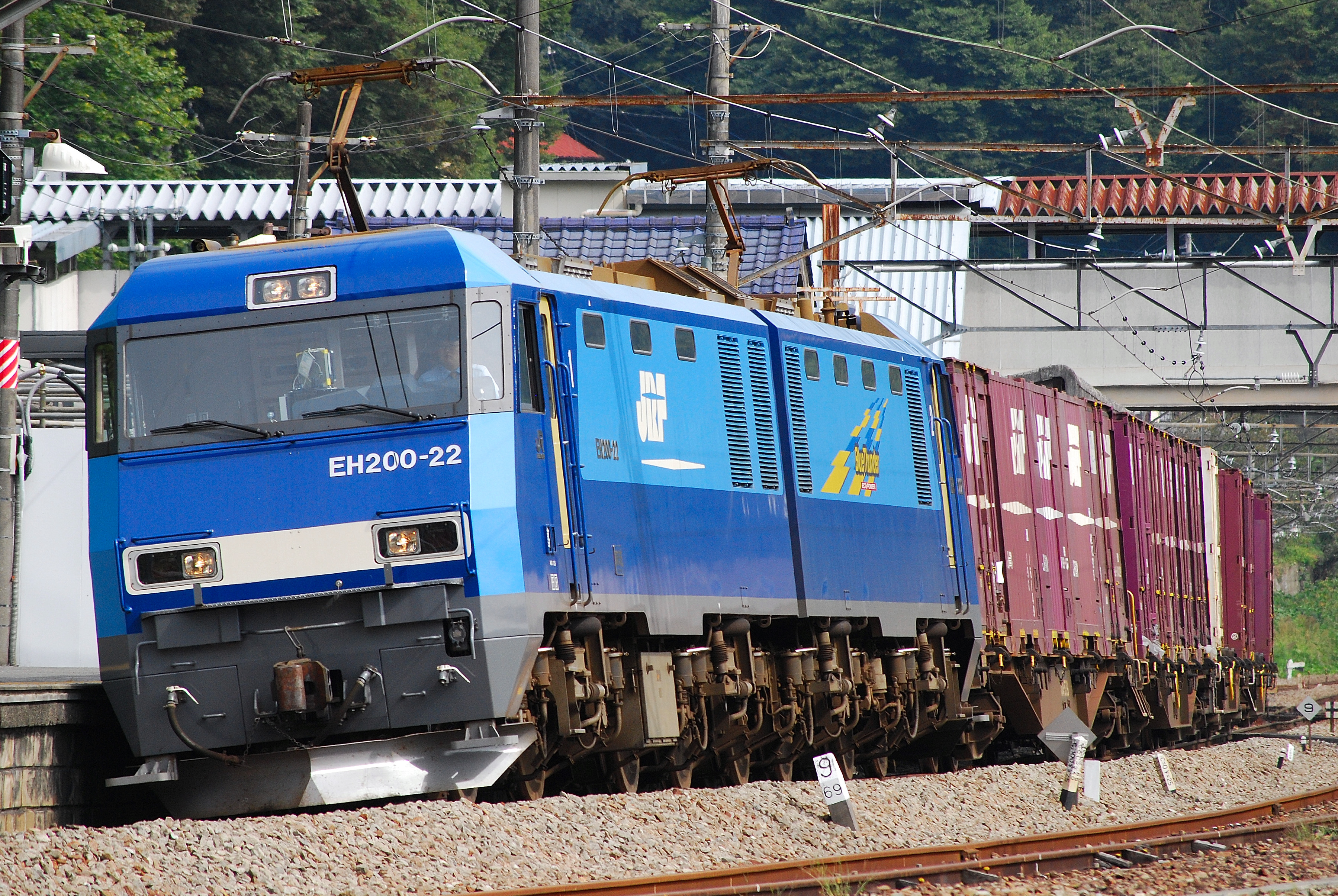
EH200形

#### 過去の車両
- ED16形（八王子駅 - 甲府駅間）
- ED61形（八王子駅 - 甲府駅間）
- EF13形（新宿駅 - 塩尻駅間）
- EF64形基本番台（立川駅 - 名古屋駅間）
- EF510形（多治見駅 - 名古屋駅間）
- 9600形（甲府駅－名古屋駅間）
- D50形（甲府駅－名古屋駅間）
- D51形（甲府駅－名古屋駅間）
- DD51形（塩尻－名古屋駅間）

### 山岳区間の対応車両
高尾駅 - 南木曽駅間には、非電化時代に断面が小さく作られたトンネルを路盤の掘り下げや改修をせずに特殊な架線（π架線）を使用して電化した区間が多数存在するため、電車においては高尾駅以東から直通する車両を含め、パンタグラフの取り付け部分または車両全体が低屋根化された車両や、パンタグラフを折りたたみ高さの小さい特殊なもの（PS23、PS24、シングルアーム）に取り換えるなどの対策がされた車両しか入線できない。そのため、車両製造会社の工場において落成した新車・改造車や私鉄などの譲渡車を回送する甲種輸送のルートからも中央本線は基本的に外されており、運転されるものは長野・山梨地区の事業者向けに限られている。ただし、構造上もともと一般型より車高が低い直流電気機関車や特急形車両（交直流電車や屋根上にヘッドライトを持つ車両などの例外を除く）はその限りではない。
該当区間を通過する車両は、東線ではE233系・183・189系（2003年以降各種臨時列車のみ）・E353系（2017年以降のあずさ・かいじ）・E257系（2003年 - 2019年のあずさ・かいじ。500番台も臨時列車で充当）の各電車のほか、臨時列車で185系（はまかいじ）・215系（ビューやまなし）・253系（むさしのかいじ）・E259系（成田エクスプレス）・E655系、クルーズトレインとしてE001形（TRAIN SUITE 四季島）がある。このうち、交直流電車のE655系とE001形は低屋根化することで入線が可能となっている。JR東日本所属の一般直流電車については、E231系以降、高尾駅以西に入る可能性のほぼない山手線や京浜東北線用などの車両を含め、狭小トンネル対策の設計がなされている。
名古屋方面からは383系および211系低屋根構造車（5600番台など）、311系・313系の各電車などが乗り入れている。JR東海所属の車両は小限界トンネル寸法に準拠したシングルアーム式パンタグラフの開発によって1995年に登場した373系より通常規格の設計が可能となり、中央線以上に限界制約がある身延線用の車両を含めて従来行われていたパンタグラフ取付部の低屋根化が不要となった。電気機関車 (EH200・EF64) は通過可能である。なお、通過できる車両には車体に表記される車号の前に◆マークが付けられている。

## 沿線概況
本路線は東京駅から神田、御茶ノ水、飯田橋、市ヶ谷、信濃町、代々木などをS字を描くように西へ進んで山手線の内側を横断し、新宿へと結ぶ。
新宿からは甲州街道の北方を一直線状に西へ走行して多摩地域（武蔵野）へ進み、中野、高円寺、吉祥寺、三鷹、小金井、国分寺などを貫いて立川へと伸びる。立川からは南西へ折れ、八王子へ進む。
八王子から西側ではおおむね甲州街道に沿って山梨県へ入り、上野原、大月、山梨市などを通って甲府へ至る。甲府からは北西方向へ転じ、韮崎や北杜を通って長野県の南信地域へ入る。
長野県の茅野を抜けて諏訪湖の東岸から北岸を周り、下諏訪から西側ではほぼ中山道に沿って走る。中信地域の塩尻が中央東線と中央西線の分岐点であり（「概要」の節も参照）、塩尻からは南西方向へ転じる。木曽山脈の谷間を縦断し、岐阜県の東濃地域へ入る。
岐阜県の中津川や恵那を経由し、釜戸駅から西側ではほぼ下街道（善光寺道）に沿って走行する。多治見や春日井を通って愛知県へ入り、名古屋まで至る。

### 東京駅 - 高尾駅間
起点の東京駅を北に出発し、神田駅で山手線などと分かれて一路西へと向かい、武蔵野台地の東端の谷にある御茶ノ水駅で総武本線支線と合流。ここから複々線に入る。新宿駅までは山手線の内側を横断する形でS字型に路線が敷かれており、神田川や江戸城旧外堀などに沿って都心を走る。四ツ谷駅付近で地下鉄丸ノ内線をくぐり、トンネルを抜ける。代々木駅付近まで首都高速4号新宿線と並行する。特急のほとんどが発着する新宿駅でまた北向きになり、山手線をくぐって西に曲がって、東中野駅付近から立川駅付近まで線路はほぼ東西に直線となる。このあたりまでは、「ヨドバシカメラの歌」にも織り込まれている。沿線は中野区・杉並区など東京のベッドタウンである。複々線の用地は直線だがホームに付帯する曲線がある。三鷹駅で複々線は終わり、多摩地域に入ると高い建物が減り、各駅の前後を除いてほぼ完全な直線区間となる。2010年11月7日に立川駅まで上下線の高架化が完了した。立川駅で南西に曲がって多摩川を渡り、日野駅から登り勾配にかかって多摩川と浅川の間の日野台地を切通しで越えると八王子盆地に入る。八王子駅の西側からは上り急勾配が始まる。

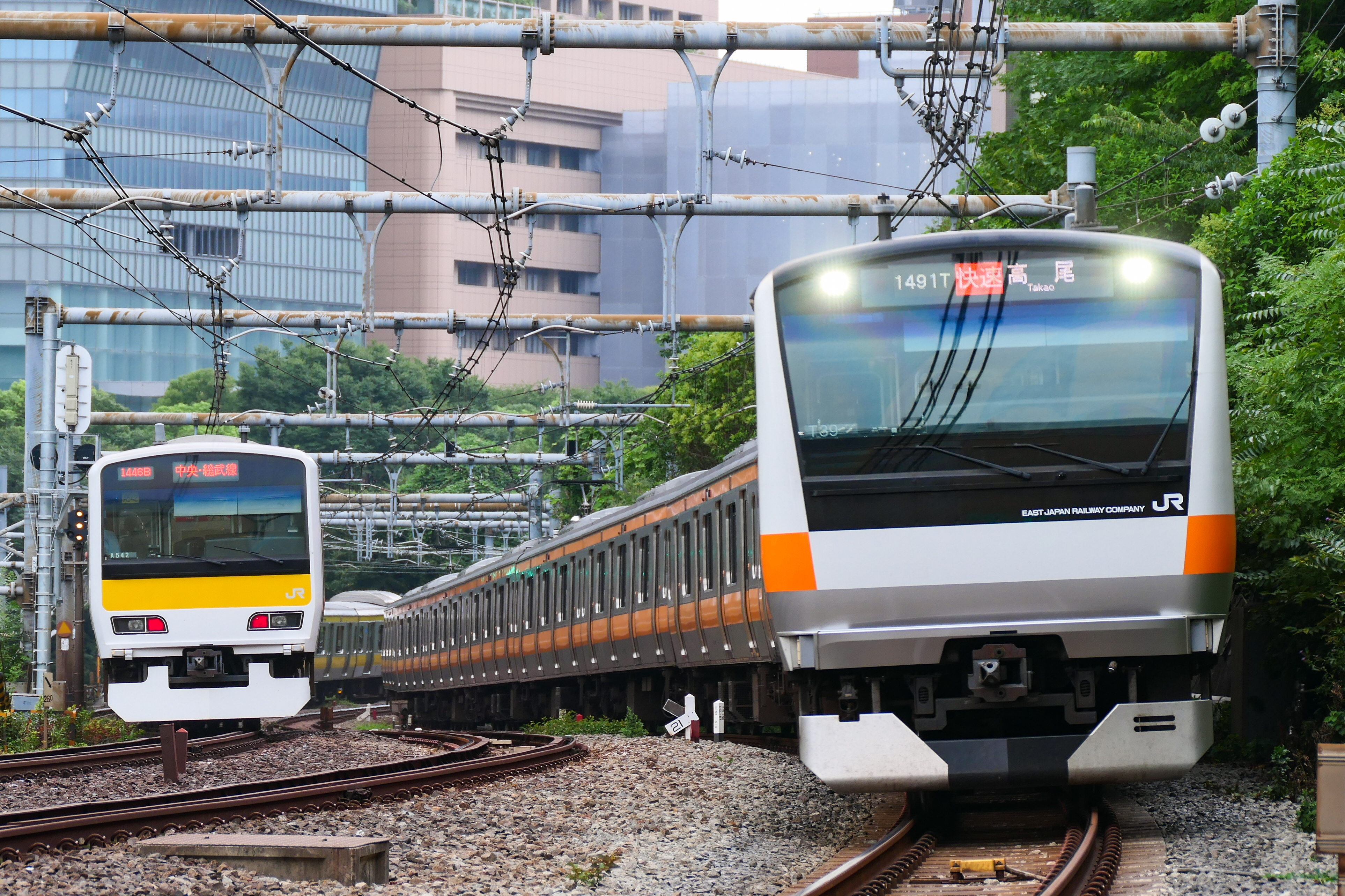
御茶ノ水駅 - 水道橋駅間

### 高尾駅 - 大月駅間
東京都市圏輸送と郊外輸送の分界点となっている高尾駅を過ぎると、沿線は急に山岳地帯となる。遥か先の濃尾平野にある愛知県の高蔵寺駅に入るまで平野部は途絶え、沿線の盆地には中小都市や街が並ぶ。山梨県上野原市・大月市などは、昭和末期頃より東京への通勤圏となり、四方津駅・猿橋駅周辺などは宅地開発が進み、朝夕などは東京方面への列車が頻繁に運行されているなど長距離通勤客も多い。
中央東線は、東京から甲信地方へ向かう路線としてビジネスや観光に利用されているが、並行する中央自動車道経由高速バス（中央高速バス）との競争が激化しており、その対策として格安の回数券や「トクトクきっぷ」などが設定されている。
中央自動車道を北に見ながら小仏トンネル（小仏峠）を通過すると、関東平野から出て、神奈川県相模原市に入るが高層ビルなどは全く無く、相模湖などを望みながら山梨県に入る。通勤形車両のE233系で、東京駅から大月駅や、さらに富士山麓電気鉄道富士急行線の河口湖駅まで直通する列車もある。しかし、高尾駅 - 大月駅間は大雨による運転規制がかかりやすく、防災上の問題点を抱えており、これを解消するための防災工事も継続して行われている。この区間は相模川・桂川の河岸段丘上に路線が敷かれており、短いトンネルが断続してカーブも多い。

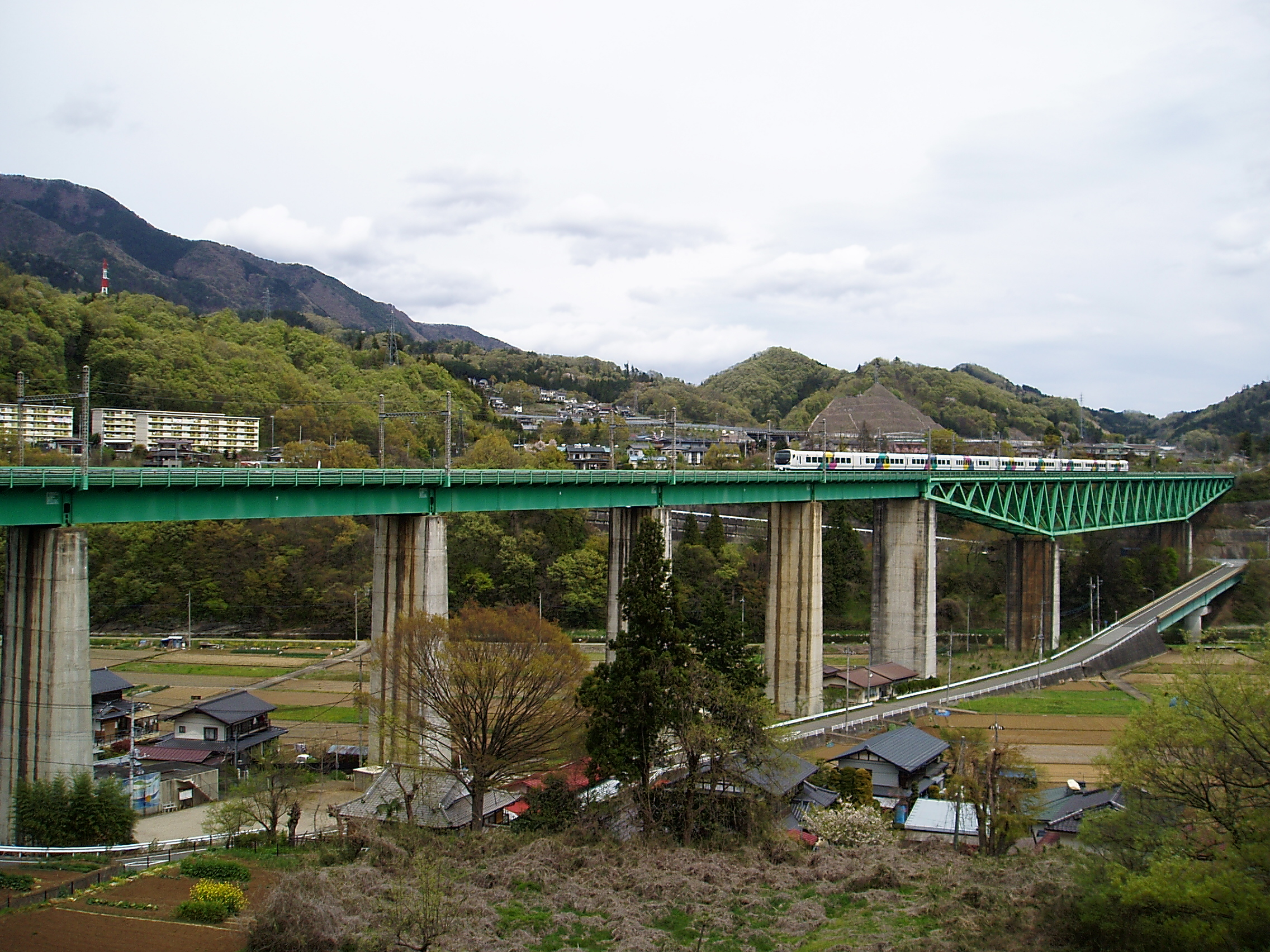
鳥沢駅 - 猿橋駅間（新桂川橋梁）

### 大月駅 - 甲府駅間
大月から先は元スイッチバック駅が多数存在し、現在の各駅はホームが急勾配上に設けられている。なお旅客用ではないが初狩駅では道床に敷くバラストを運ぶ工事用臨時列車用のスイッチバックが今も現役である。
笹子峠を笹子トンネルで越えて甲斐大和駅を過ぎ、新大日影トンネルを抜けるとようやく山が開け、甲府盆地を見晴らして下り勾配で滑り込む。この勾配を緩和するため、路線は塩山駅へと大きく迂回している。甲斐大和駅 - 勝沼ぶどう郷駅間の下り線は1997年（平成9年）2月に新しいトンネルを経由する新線へ切り替えられた。
沿線は山が多く、車窓からは甲斐駒ヶ岳や八ヶ岳などが見え、甲斐大和駅付近からは南アルプスも見える。甲府盆地は桃の栽培が盛んで、春には線路の両側がピンク色の花に包まれ、文字どおり「桃源郷」の雰囲気を味わえる。またブドウの栽培も盛んで、線路沿いにブドウ棚を見ることもでき、富士山も海側に見える。
酒折駅の先、身延線の善光寺駅の甲府駅寄りから同線が当線と並走する。中央本線の列車・善光寺駅ともに他方を望める。身延線の金手駅の横を通り、甲府駅に到着。特急「かいじ」は一部を除いてここが終着である。

### 甲府駅 - 塩尻駅間
甲府駅を過ぎると路線は竜王駅付近までは比較的平坦だが、その後は次第に急勾配で北上し、韮崎駅からは八ヶ岳の尾根筋（七里岩）を上り、八ヶ岳の麓の高原地帯である小淵沢駅を過ぎると長野県に入る。この周辺区間では白樺林が絶景であり、標高も900mを越えて夏でも比較的涼しい高原地帯である。
富士見駅からは下りに入り、飯田線からの直通列車が折り返す東限の茅野駅から特急停車駅が並ぶ。単線区間に入って諏訪湖沿いを走りつつ、諏訪市や岡谷市を抜ける。甲州街道はここ諏訪地方までで、ここから西は、北の高原を佐久から回り込んできた中山道と合流する。
岡谷駅を過ぎると、塩嶺トンネルで標高1012mの塩尻峠を抜ける。一方旧線は、天竜川に沿いながら走る。この区間は天竜川が差し迫ってくる区間であり、川岸駅の駅名の由来となっている。辰野駅を過ぎると、今度は横川川に並行して走る。善知鳥トンネルを抜け、東塩尻信号場の遺構を通過すると新線と合流する。
松本盆地に入り、旧駅跡と名古屋方へつながる電留線を左手に、塩尻駅で「東線」と「西線」が背向する。東京方面から東線を走ってきた定期列車はここから篠ノ井線を松本方面に向かい、逆に西線を木曽福島・中津川・名古屋方面に向かう定期列車が松本方面から直通してくる。なお塩尻駅の乗り場案内は、ラインカラー青が中央東線に、橙が中央西線に当てられている。

### 塩尻駅 - 中津川駅間
塩尻駅を出ると国道19号沿いに路線は南下し、奈良井駅 - 藪原駅間で分水嶺の鳥居峠を越える と深い木曽谷に入り、木曽川の渓谷に沿って渓谷美が楽しめる。中央本線では最も山深い区間の一つであるが、単線も一部残り、旧線のままで制限速度が厳しい場所もある。森林鉄道のあった上松駅を過ぎると、日本五大名峡の一つ、名勝「寝覚の床」があり、線路はその上を通過する。ダイヤに余裕がある時は、「しなの」も速度を落とし、観光徐行を行うことがある。有名な妻籠宿・馬籠宿を通る旧中山道の山道とは南木曽駅の先で分かれてしまうため、鉄道で同地域に向かう場合には南木曽駅もしくは中津川駅でバスの乗り継ぎを必要とする。田立駅 - 坂下駅間で岐阜県に入り、険しい山々が開けて中津川駅に着く。さらに、中津川駅から先は中央自動車道とも並行して走る。

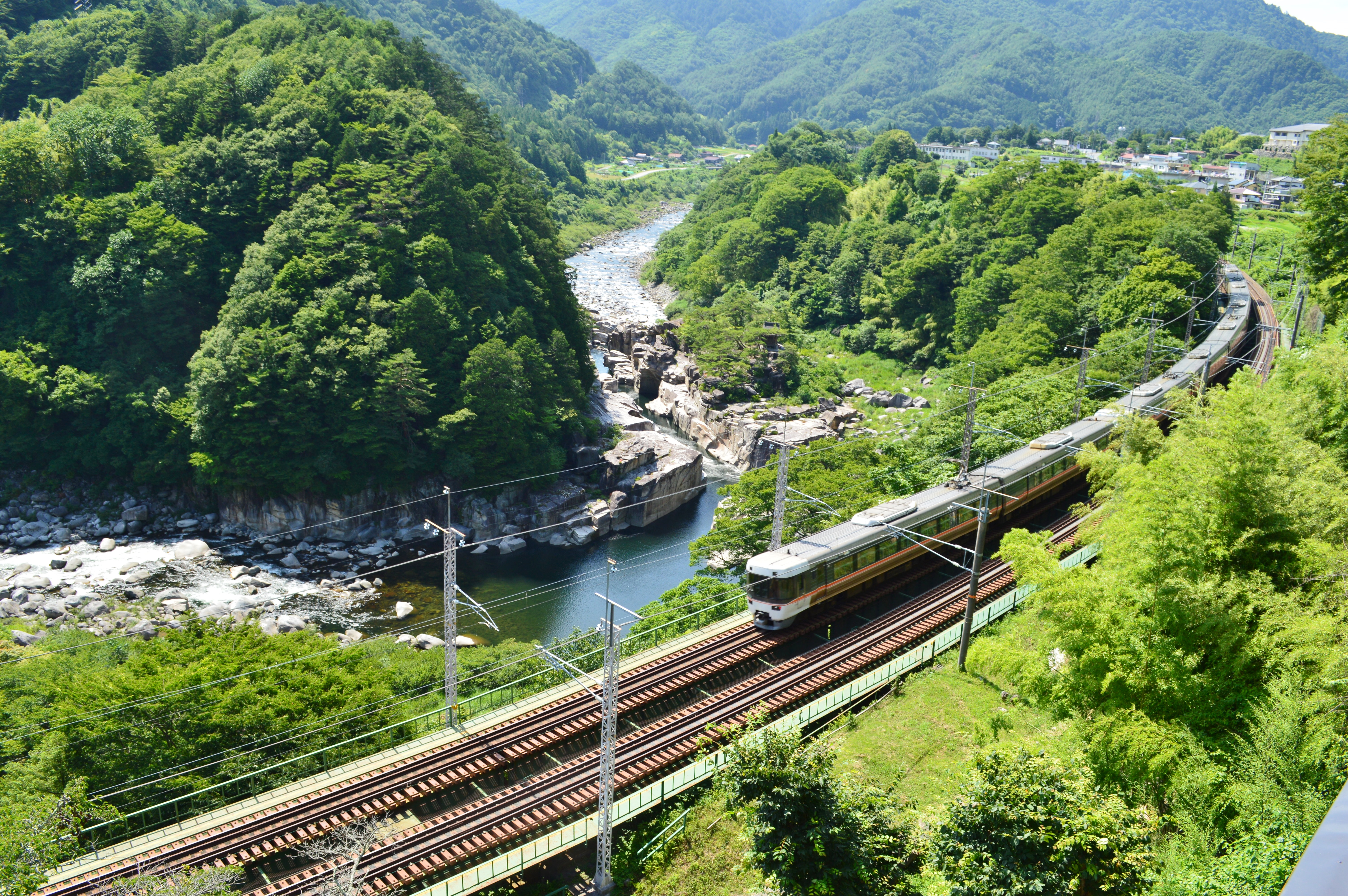
上松駅 - 倉本駅間（寝覚の床）

### 中津川駅 - 名古屋駅間
岐阜県に入り木曽川と分かれると、線形が良くなり、徐々に沿線も宅地化が進んでくる。盆地や台地を頻繁に上り下りし、庄内川の上流、土岐川が並行するようになる。多治見駅を過ぎ、玉野渓谷に入り、愛岐トンネルを抜けると愛知県に入り、愛知環状鉄道と接続する高蔵寺駅を過ぎると完全に濃尾平野内の名古屋都市圏に差し掛かる。次の神領駅には車両基地（神領車両区）があり、春日井駅を過ぎたあたりから、次第に都会の喧噪に引き戻される。なお高蔵寺駅 - 勝川駅間は、瀬戸市と稲沢市を結ぶ瀬戸線（一部は現在の愛知環状鉄道線とJR東海交通事業城北線として開業）が並走する計画であったため、線路の脇に線増できるよう土地が確保してあったが、現在は大半が民間に払い下げられ住宅が建ち並んでいる。庄内川と矢田川を越え、日本唯一のガイドウェイバスの起点がある大曽根駅を過ぎる。なお当駅を経由しナゴヤドームへ向かう人も多いため、ここから名古屋駅までの区間は野球の試合などのイベントにかかる時間帯は非常に混雑する。また大曽根駅 - 名古屋駅間の各駅で名古屋市営地下鉄の各線と接続するため相互間の利用も終日にわたって多い。そのため、快速以下は全て各駅に停車する。金山駅で東海道本線と合流、そのまま名鉄名古屋本線を挟んで並走しながら程なくして両者の下をくぐり、南西から来る関西本線と合流すると、当線の終点である名古屋駅に到着する。

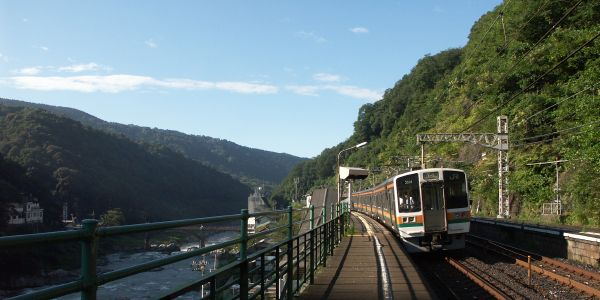
定光寺駅
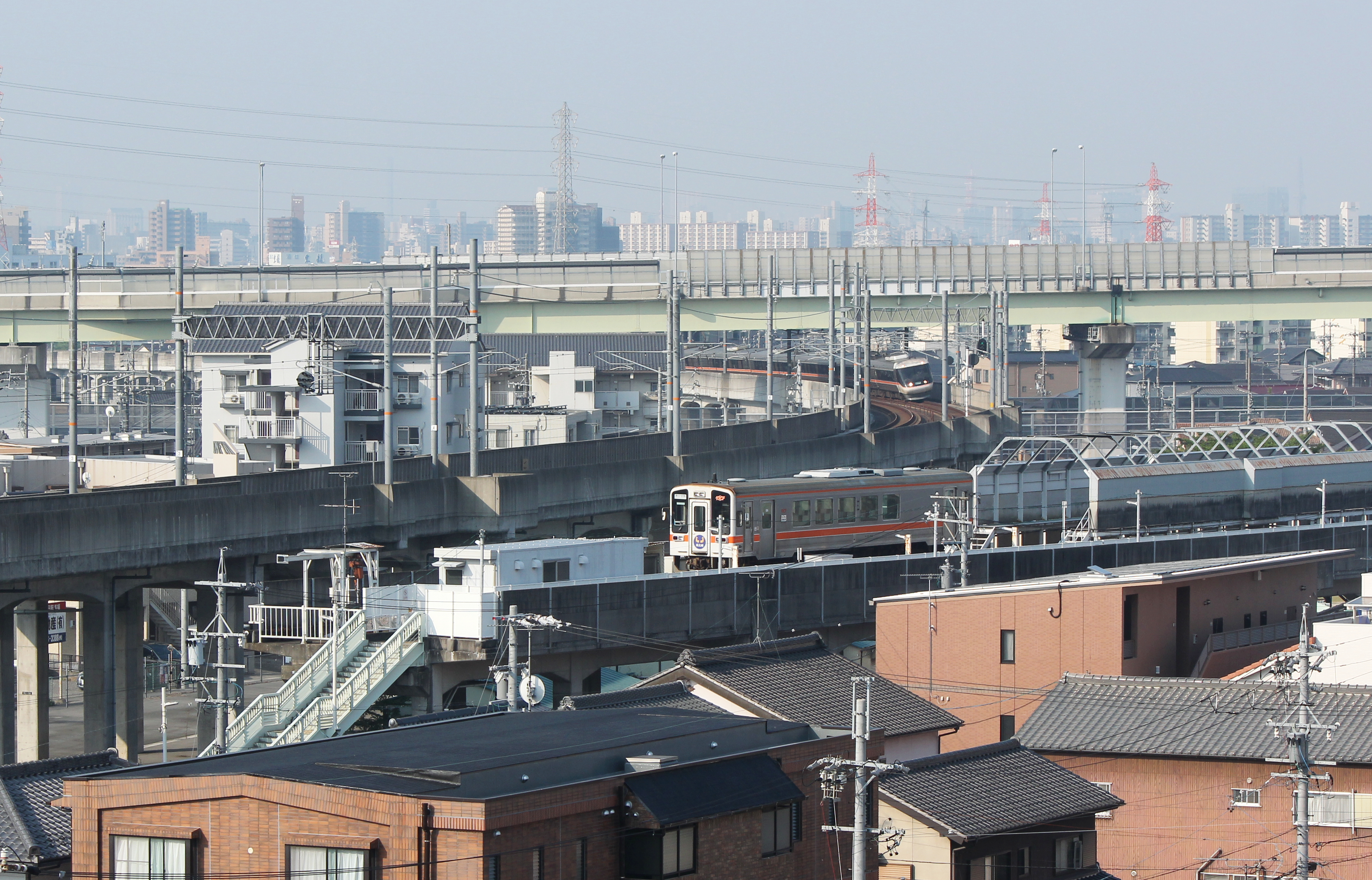
勝川駅から名古屋駅方面（画像手前の駅はJR東海交通事業城北線の勝川駅であり、中央本線の勝川駅は左側の画像外に位置している。）

## データ

### 管轄
東京駅 - 塩尻駅間（支線含む）は旅客営業規則の定める大都市近郊区間の「東京近郊区間」であり、そのうち東京都内である東京駅 - 高尾駅間が電車特定区間、加えて東京駅 - 新宿駅間が東京山手線内に含まれており、それぞれ区間外よりも割安な近距離運賃が適用される。御茶ノ水駅 - 三鷹駅間は、快速電車や特急列車が走行する急行線と各駅停車が走行する緩行線に分離された線路別複々線となっている。また、東京駅 - 塩尻駅（辰野支線を除く）はIC乗車カード「Suica」の首都圏エリア、中津川駅 - 名古屋駅間は同「TOICA」のエリアとなっている。
旅客鉄道会社の支社ごとの管轄は以下の通り。
- 東京駅 - 西荻窪駅間：JR東日本首都圏本部
- 吉祥寺駅 - 小淵沢駅間：JR東日本八王子支社
- 信濃境駅 - 塩尻駅間（支線含む）：JR東日本長野支社
- 塩尻駅 - 名古屋駅間：JR東海東海鉄道事業本部（直轄）

JR東日本の管轄区間である東京駅 - 塩尻駅間のラインカラーおよび駅ナンバリングの路線記号は、基本的に
- 総武本線から御茶ノ水駅 - 三鷹駅間に乗り入れる各駅停車が黄色（■）、
- 東京駅 - 大月駅間の快速がオレンジ（■）、
- 新宿駅と立川駅 - 塩尻駅間の中距離列車が青（■）、（初狩 - 塩尻間のみ）

となっている。
上記の区間のうち、高尾駅 - 大月駅間では駅ナンバリングの導入に合わせて「オレンジ」と「青」の両方を表記した駅名標に概ね統一されているものの、立川駅 - 高尾駅間では青を使用した駅名標はないが、新宿駅の特急発車ホーム（9・10番線）のみ青を使用している。また、オレンジ帯のE233系が定期列車で乗り入れることのない大月以西の笹子駅、甲斐大和駅ではオレンジのみを用いた駅名標が用いられており、統一性がない状態であったが、2020年の初狩駅 - 小淵沢駅間の駅ナンバリング導入に伴い青を用いたものに交換が行われた。

### 路線データ
*印は鉄道要覧上のデータ。全長には括弧内の第二種鉄道事業のキロ程は含まない。
- 管轄・路線距離（営業キロ）
  - 東京駅 - 名古屋駅間：全長396.9km（支線を除く）
  - 神田駅 - 代々木駅・新宿駅 - 名古屋駅間：全長394.9km（支線を除く） *[注釈 19]
  - 東日本旅客鉄道（第一種鉄道事業者）
    - 東京駅 - 塩尻駅間：222.1km
      - 神田駅 - 代々木駅間：8.3km *
      - 新宿駅 - 塩尻駅間：211.8km *

    - 岡谷駅 - 辰野駅 - 塩尻駅間：27.7km

  - 東海旅客鉄道（第一種鉄道事業者）
    - 塩尻駅 - 名古屋駅間：174.8km （金山駅 - 名古屋駅間3.3kmは東海道本線と並行）

  - 日本貨物鉄道（第二種鉄道事業者）
    - 新宿駅 - 塩尻駅間： (211.8km)
    - 岡谷駅 - 辰野駅 - 塩尻駅間： (27.7km)
    - 塩尻駅 - 名古屋駅間： (174.8km)
- 駅数：112（起終点駅含む）
  - JR東日本：73（東京駅含む）
  - JR東海：39（塩尻駅を除く）
    - 中央本線所属駅に限定する場合、上記駅数から東海道本線所属の東京駅・名古屋駅、山手線所属の新宿駅の3駅が除外され[91]、109駅（JR東日本：71駅、JR東海：38駅）となる。なお、神田駅・代々木駅・金山駅は中央本線所属駅と扱われている[91]。
- 線路数：
  - 複々線以上：
    - 御茶ノ水駅 - 三鷹駅間

  - 複線：
    - 東京駅 - 御茶ノ水駅間
    - 三鷹駅 - 普門寺信号場間
    - 岡谷駅 - みどり湖駅 - 塩尻駅間
    - 塩尻駅 - 贄川駅間
    - 奈良井駅 - 宮ノ越駅間
    - 原野駅 - 倉本駅間
    - 十二兼駅 - 名古屋駅間

  - 単線：
    - 普門寺信号場 - 岡谷駅間
    - 岡谷駅 - 辰野駅 - 塩尻駅間
    - 贄川駅 - 奈良井駅間
    - 宮ノ越駅 - 原野駅間
    - 倉本駅 - 十二兼駅間
- 電化区間：全線（直流1500V）
- 閉塞方式：（複線および単線）自動閉塞式
- 保安装置：
  - 東京駅 - 塩尻駅間 ATS-P[92]
  - 塩尻駅 - 名古屋駅間 ATS-PT
  - 御茶ノ水駅 - 三鷹駅間（緩行線） ATS-P
  - 岡谷駅 - 辰野駅 - 塩尻駅間（支線） ATS-SN[92]
- 最高速度：
  - 優等列車
    - 東京駅 - 八王子駅間： 95km/h
    - 八王子駅 - 塩尻駅間：130km/h
    - 塩尻駅 - 中津川駅間：120km/h
    - 中津川駅 - 名古屋駅間：130km/h

  - 普通列車
    - 東京駅 - 塩尻駅間：100km/h（東京駅 - 八王子駅間はE233系0番台もしくは209系1000番台で組成された列車のみ100km/h）
    - 塩尻駅 - 中津川駅間：95km/h
    - 中津川駅 - 名古屋駅間：130km/h
    - 御茶ノ水駅 - 三鷹駅間（緩行線）：95km/h
    - 岡谷駅 - 辰野駅 - 塩尻駅間（支線）：95km/h
- 運転指令所：
  - 東京駅 - 小淵沢駅間：東京総合指令室
  - 小淵沢駅 - 塩尻駅間：長野総合指令室 (CTC)
  - 塩尻駅 - 名古屋駅間：東海総合指令所 (CTC)[78]
  - 岡谷駅 - 辰野駅 - 塩尻駅間（支線）：長野総合指令室 (CTC)
- 列車運行管理システム：
  - 東京駅 - 甲府駅間：東京圏輸送管理システム (ATOS)
  - 中津川駅 - 名古屋駅間：名古屋圏運行管理システム (NOA)

## 駅一覧
- 駅名 … ◆・◇・■：貨物取扱駅（◇は定期貨物列車の発着なし、■はオフレールステーション）
- 線路 … ||：複線区間、◇：単線区間（列車交換可能）、｜：単線区間（列車交換不可能）、∨：ここより下は単線、∧：ここより下は複線

### 東日本旅客鉄道

#### 神田駅 - 代々木駅、新宿駅 - 高尾間
神田駅 - 御茶ノ水駅 - 水道橋駅 - 飯田橋駅 - 市ケ谷駅 - 四ツ谷駅 - 信濃町駅 - 千駄ケ谷駅 - 代々木駅
新宿駅 - 大久保駅 - 東中野駅 - 中野駅 - 高円寺駅 - 阿佐ケ谷駅 - 荻窪駅 - 西荻窪駅 - 吉祥寺駅 - 三鷹駅 - 武蔵境駅 - 東小金井駅 - 武蔵小金井駅 - 国分寺駅 - 西国分寺駅 - 国立駅 - 立川駅 - 日野駅 - 豊田駅 - 八王子駅 - 西八王子駅 - 高尾駅

#### 高尾駅 - 塩尻駅間
- 停車駅
  - 普通…すべての旅客駅に停車
    - 東京方面から大月駅や富士急行線河口湖駅まで乗り入れる中央線電車（通勤特快・中央特快・通勤快速・快速・各駅停車）も高尾駅 - 大月駅間では全駅に停車する。
    - 篠ノ井線から上諏訪駅まで直通する快速や「みすず」も中央本線内では全駅に停車する。

  - 特急…「あずさ」「かいじ」「富士回遊」の各記事を参照

| 駅番号 | 駅名           | 駅間 営業 キロ | 東京 からの 営業 キロ | 接続路線 | 線路 | 所在地                 | 所在地                 |
| ------ | -------------- | -------------- | --------------------- | --- | ---- | ---------------------- | ---------------------- |
| JC 24  | 高尾駅         | -              | 53.1                  | 東日本旅客鉄道： 中央線（東京方面） 京王電鉄： 高尾線 (KO52)                                                                                          | \|\| | 東京都 八王子市        | 東京都 八王子市        |
| JC 25  | 相模湖駅       | 9.5            | 62.6                  | | \|\| | 神奈川県 相模原市 緑区 | 神奈川県 相模原市 緑区 |
| JC 26  | 藤野駅         | 3.7            | 66.3                  | | \|\| | 神奈川県 相模原市 緑区 | 神奈川県 相模原市 緑区 |
| JC 27  | 上野原駅       | 3.5            | 69.8                  | | \|\| | 山梨県                 | 上野原市               |
| JC 28  | 四方津駅       | 4.2            | 74.0                  | | \|\| | 山梨県                 | 上野原市               |
| JC 29  | 梁川駅         | 3.6            | 77.6                  | | \|\| | 山梨県                 | 大月市                 |
| JC 30  | 鳥沢駅         | 3.6            | 81.2                  | | \|\| | 山梨県                 | 大月市                 |
| JC 31  | 猿橋駅         | 4.1            | 85.3                  | | \|\| | 山梨県                 | 大月市                 |
| JC 32  | 大月駅         | 2.5            | 87.8                  | 富士山麓電気鉄道：富士急行線 (FJ01) （高尾方面から河口湖駅まで直通運転）                                                                              | \|\| | 山梨県                 | 大月市                 |
| CO 33  | 初狩駅◇        | 6.1            | 93.9                  | | \|\| | 山梨県                 | 大月市                 |
| CO 34  | 笹子駅         | 6.5            | 100.4                 | | \|\| | 山梨県                 | 大月市                 |
| CO 35  | 甲斐大和駅     | 6.1            | 106.5                 | | \|\| | 山梨県                 | 甲州市                 |
| CO 36  | 勝沼ぶどう郷駅 | 6.0            | 112.5                 | | \|\| | 山梨県                 | 甲州市                 |
| CO 37  | 塩山駅         | 4.4            | 116.9                 | | \|\| | 山梨県                 | 甲州市                 |
| CO 38  | 東山梨駅       | 3.2            | 120.1                 | | \|\| | 山梨県                 | 山梨市                 |
| CO 39  | 山梨市駅       | 2.1            | 122.2                 | | \|\| | 山梨県                 | 山梨市                 |
| CO 40  | 春日居町駅     | 2.8            | 125.0                 | | \|\| | 山梨県                 | 笛吹市                 |
| CO 41  | 石和温泉駅◇    | 2.8            | 127.8                 | | \|\| | 山梨県                 | 笛吹市                 |
| CO 42  | 酒折駅         | 3.4            | 131.2                 | | \|\| | 山梨県                 | 甲府市                 |
| CO 43  | 甲府駅         | 2.9            | 134.1                 | 東海旅客鉄道： 身延線 | \|\| | 山梨県                 | 甲府市                 |
| CO 44  | 竜王駅◆        | 4.5            | 138.6                 | | \|\| | 山梨県                 | 甲斐市                 |
| CO 45  | 塩崎駅         | 4.1            | 142.7                 | | \|\| | 山梨県                 | 甲斐市                 |
| CO 46  | 韮崎駅         | 4.3            | 147.0                 | | \|\| | 山梨県                 | 韮崎市                 |
| CO 47  | 新府駅         | 4.2            | 151.2                 | | \|\| | 山梨県                 | 韮崎市                 |
| CO 48  | 穴山駅         | 3.5            | 154.7                 | | \|\| | 山梨県                 | 韮崎市                 |
| CO 49  | 日野春駅       | 5.4            | 160.1                 | | \|\| | 山梨県                 | 北杜市                 |
| CO 50  | 長坂駅         | 6.2            | 166.3                 | | \|\| | 山梨県                 | 北杜市                 |
| CO 51  | 小淵沢駅       | 7.4            | 173.7                 | 東日本旅客鉄道：■小海線 | \|\| | 山梨県                 | 北杜市                 |
| CO 52  | 信濃境駅       | 4.5            | 178.2                 | | \|\| | 長野県                 | 諏訪郡 富士見町        |
| CO 53  | 富士見駅       | 4.7            | 182.9                 | | \|\| | 長野県                 | 諏訪郡 富士見町        |
| CO 54  | すずらんの里駅 | 3.2            | 186.1                 | | \|\| | 長野県                 | 諏訪郡 富士見町        |
| CO 55  | 青柳駅         | 1.9            | 188.0                 | | \|\| | 長野県                 | 茅野市                 |
| CO 56  | 茅野駅         | 7.2            | 195.2                 | | \|\| | 長野県                 | 茅野市                 |
| -      | 普門寺信号場   | -              | 198.9                 | | ∨    | 長野県                 | 諏訪市                 |
| CO 57  | 上諏訪駅       | 6.7            | 201.9                 | | ◇    | 長野県                 | 諏訪市                 |
| CO 58  | 下諏訪駅       | 4.4            | 206.3                 | | ◇    | 長野県                 | 諏訪郡 下諏訪町        |
| CO 59  | 岡谷駅■        | 4.1            | 210.4                 | 東日本旅客鉄道：中央本線（辰野方面・飯田線直通含む）                                                                                                  | ∧    | 長野県                 | 岡谷市                 |
| CO 60  | みどり湖駅     | 7.8            | 218.2                 | | \|\| | 長野県                 | 塩尻市                 |
| CO 61  | 塩尻駅◇        | 3.9            | 222.1                 | 東日本旅客鉄道： 篠ノ井線 (SN 01)（ 信越本線長野駅及び■大糸線南小谷駅まで直通運転）・中央本線支線（辰野方面） 東海旅客鉄道： 中央本線（木曽福島方面） | \|\| | 長野県                 | 塩尻市                 |

2022年度の時点で、JR東日本自社による乗車人員集計 の除外対象となる駅（完全な無人駅）は、梁川駅・鳥沢駅・初狩駅・笹子駅・甲斐大和駅・東山梨駅・春日居町駅・新府駅・穴山駅・長坂駅・信濃境駅・すずらんの里駅・青柳駅・みどり湖駅である。

##### 過去の接続路線
- 甲府駅：山梨交通電車線（甲府駅前駅） - 1962年7月1日廃止

#### 辰野支線
- 全列車、全駅に停車する。
- 全駅長野県内に所在。
- 辰野支線内ではナンバリングは付番されていない（岡谷駅・塩尻駅以外の各駅）

| 駅名       | 駅間 営業 キロ | 累計営業キロ | 累計営業キロ | 接続路線 | 線路 | 所在地          |
| 駅名       | 駅間 営業 キロ | 岡谷 から    | 東京 から    | 接続路線 | 線路 | 所在地          |
| ---------- | -------------- | ------------ | ------------ | --- | ---- | --------------- |
| 岡谷駅     | -              | 0.0          | 210.4        | 東日本旅客鉄道：中央本線（本線）                                                                                    | ◇    | 岡谷市          |
| 川岸駅     | 3.5            | 3.5          | 213.9        | | ◇    | 岡谷市          |
| 辰野駅◇    | 6.0            | 9.5          | 219.9        | 東海旅客鉄道： 飯田線（岡谷方面と直通運転）                                                                         | ◇    | 上伊那郡 辰野町 |
| 信濃川島駅 | 4.3            | 13.8         | 224.2        | | ｜   | 上伊那郡 辰野町 |
| 小野駅     | 4.0            | 17.8         | 228.2        | | ◇    | 上伊那郡 辰野町 |
| 塩尻駅◇    | 9.9            | 7.7          | 238.1        | 東日本旅客鉄道：中央本線（みどり湖方面）・■篠ノ井線 (SN 01)（一部直通運転） 東海旅客鉄道： 中央本線（木曽福島方面） | ∧    | 塩尻市          |

2022年度の時点で、JR東日本自社による乗車人員集計 の除外対象となる駅（完全な無人駅）は、川岸駅と信濃川島駅である。
1. ↑  飯田線の一部列車は岡谷駅・上諏訪駅・茅野駅・松本駅・長野駅まで乗り入れ

### 東海旅客鉄道

#### 塩尻駅 - 中津川駅間
- 停車駅
  - 普通…すべての駅に停車
  - 特急…「しなの (列車)」参照
- 駅番号は2018年3月より導入[JR海 5]。

| 駅番号 | 駅名       | 駅間 営業 キロ | 累計営業キロ | 累計営業キロ | 接続路線 | 線路 | 所在地          | 所在地          | 所在地          |
| 駅番号 | 駅名       | 駅間 営業 キロ | 名古屋 から  | 東京 から    | 接続路線 | 線路 | 所在地          | 所在地          | 所在地          |
| ------ | ---------- | -------------- | ------------ | ------------ | --- | ---- | --------------- | --------------- | --------------- |
| -      | 塩尻駅◇    | -              | 174.8        | 222.1        | 東日本旅客鉄道：■篠ノ井線 (SN 01)（一部を除き松本駅まで直通）・中央本線（岡谷方面）(CO61)・中央本線支線（辰野方面） | \|\| | 長野県          | 塩尻市          | 塩尻市          |
| -      | 洗馬駅     | 4.2            | 170.6        | 226.3        | | \|\| | 長野県          | 塩尻市          | 塩尻市          |
| -      | 日出塩駅   | 4.7            | 165.9        | 231.0        | | \|\| | 長野県          | 塩尻市          | 塩尻市          |
| -      | 贄川駅     | 5.2            | 160.7        | 236.2        | | ∨    | 長野県          | 塩尻市          | 塩尻市          |
| -      | 木曽平沢駅 | 5.2            | 155.5        | 241.4        | | ◇    | 長野県          | 塩尻市          | 塩尻市          |
| -      | 奈良井駅   | 1.8            | 153.7        | 243.2        | | ∧    | 長野県          | 塩尻市          | 塩尻市          |
| -      | 藪原駅     | 6.6            | 147.1        | 249.8        | | \|\| | 長野県          | 木曽郡          | 木祖村          |
| -      | 宮ノ越駅   | 5.7            | 141.4        | 255.5        | | ∨    | 長野県          | 木曽郡          | 木曽町          |
| -      | 原野駅     | 2.8            | 138.6        | 258.3        | | ∧    | 長野県          | 木曽郡          | 木曽町          |
| CF30   | 木曽福島駅 | 5.5            | 133.1        | 263.8        | | \|\| | 長野県          | 木曽郡          | 木曽町          |
| CF29   | 上松駅     | 7.3            | 125.8        | 271.1        | | \|\| | 長野県          | 木曽郡          | 上松町          |
| -      | 倉本駅     | 6.6            | 119.2        | 277.7        | | ∨    | 長野県          | 木曽郡          | 上松町          |
| -      | 須原駅     | 4.8            | 114.4        | 282.5        | | ◇    | 長野県          | 木曽郡          | 大桑村          |
| -      | 大桑駅     | 3.3            | 111.1        | 285.8        | | ◇    | 長野県          | 木曽郡          | 大桑村          |
| -      | 野尻駅     | 3.0            | 108.1        | 288.8        | | ◇    | 長野県          | 木曽郡          | 大桑村          |
| -      | 十二兼駅   | 3.7            | 104.4        | 292.5        | | ∧    | 長野県          | 木曽郡          | 南木曽町        |
| CF23   | 南木曽駅   | 5.5            | 98.9         | 298.0        | | \|\| | 長野県          | 木曽郡          | 南木曽町        |
| -      | 田立駅     | 6.3            | 92.6         | 304.3        | | \|\| | 長野県          | 木曽郡          | 南木曽町        |
| -      | 坂下駅     | 2.8            | 89.8         | 307.1        | | \|\| | 岐阜県 中津川市 | 岐阜県 中津川市 | 岐阜県 中津川市 |
| -      | 落合川駅   | 6.1            | 83.7         | 313.2        | | \|\| | 岐阜県 中津川市 | 岐阜県 中津川市 | 岐阜県 中津川市 |
| CF19   | 中津川駅   | 3.8            | 79.9         | 317.0        | 東海旅客鉄道：CF 中央本線（名古屋方面）                                                                             | \|\| | 岐阜県 中津川市 | 岐阜県 中津川市 | 岐阜県 中津川市 |

##### 過去の接続路線
- 坂下駅：坂川鉄道線（新坂下駅） - 1944年12月1日廃止
- 中津川駅：北恵那鉄道線（中津町駅） - 1978年9月19日廃止

#### 中津川駅 - 名古屋駅間
中津川駅 - 美乃坂本駅 - 恵那駅 - 武並駅 - 釜戸駅 - 瑞浪駅 - 土岐市駅 - 多治見駅 - 古虎渓駅 - 定光寺駅 - 高蔵寺駅 - 神領駅 - 春日井駅 - 勝川駅 - 新守山駅 - 大曽根駅 - 千種駅 - 鶴舞駅 - 金山駅 - 名古屋駅

### 廃止区間
( )内は起点からの営業キロ。「下河原線」も参照。
支線（1959年廃止）
三鷹駅 (0.0) - 武蔵野競技場前駅 (3.2)

貨物支線（1946年休止）
立川駅 (0.0) - 多摩川信号場 (1.7) - 多摩川原駅 (3.7)

#### 新線付け替え区間
- 鳥沢駅 - 猿橋駅間
- 初狩駅 - 笹子駅間
- 甲斐大和駅 - 勝沼ぶどう郷駅間
- 穴山駅 - 日野春駅間
- 小淵沢駅 - 富士見駅間
- 日出塩駅 - 木曽平沢駅間
- 藪原駅 - 奈良井駅間
- 木曽福島駅 - 倉本駅間
- 南木曽駅 - 坂下駅間
- 釜戸駅 - 瑞浪駅間
- 多治見駅 - 高蔵寺駅間

### 廃駅
#廃止区間にある駅を除く。( )内は東京駅起点の営業キロ。
- 万世橋駅：神田駅 - 御茶ノ水駅間 (1.9)
- 昌平橋駅：神田駅 - 御茶ノ水駅間（約2.1）
- 飯田町駅：水道橋駅 - 飯田橋駅間 (3.9)
- 牛込駅：飯田橋駅 - 市ヶ谷駅間（約4.7）
- 東浅川仮停車場：西八王子駅 - 高尾駅間 (52.0)
- 甲斐善光寺仮停車場：酒折駅 - 甲府駅間（約131.8）
- 鶴舞公園仮停車場：鶴舞駅付近（約391.2）

### 廃止信号場
- 本線 …( )内は東京駅起点の営業キロ
  - 境仮信号場：武蔵境駅 - 東小金井駅間 (27.0)
  - 多摩川信号場：立川駅 - 日野駅間 (39.2)
  - 小仏信号場：高尾駅 - 相模湖駅間 (57.2)
  - 広河原仮信号所：大月駅 - 笹子駅間（約98.9）
  - 滝ノ前信号場：長坂駅 - 小淵沢駅間 (172.0)
  - 木船信号場：青柳駅 - 茅野駅間 (192.1)
  - 山吹山信号場：藪原駅 - 宮ノ越駅間 (253.1)
  - 中平信号場：木曽福島駅 - 上松駅間（木曽福島駅から7.3、上松駅まで4.8[注釈 20]）
  - 小野ノ滝信号場：上松駅 - 倉本駅間 (274.9)
  - 読書仮信号場：南木曽駅 - 田立駅間（約300.4）
  - 与ヶ根信号場：中津川駅 - 美乃坂本駅間 (321.7)
  - 二軒屋信号場：美乃坂本駅 - 恵那駅間 (325.4)
  - 大羽根信号場：武並駅 - 釜戸駅間 (336.4)
  - 下畑信号場：釜戸駅 - 瑞浪駅間 (343.6)
  - 高座仮信号場：定光寺駅 - 高蔵寺駅間 (371.6)
  - 守山信号場：勝川駅 - 新守山駅間 (384.2)
  - 古渡信号場：鶴舞駅 - 金山駅間 (392.8)
  - 山王信号場：金山駅 - 名古屋駅間（395.1）
- 辰野支線 …( )内は岡谷駅起点の営業キロ
  - 平出信号場：川岸駅 - 辰野駅間 (6.5)
  - 東塩尻信号場：小野駅 - 塩尻駅間 (22.7)

## 利用状況

### 平均通過人員
各年度の平均通過人員（人/日）は以下のとおりである。
| 年度                   | 平均通過人員（人/日） | 平均通過人員（人/日） | 平均通過人員（人/日） | 平均通過人員（人/日） | 平均通過人員（人/日）          | 平均通過人員（人/日） | 平均通過人員（人/日） | 平均通過人員（人/日） | 出典            |
| 年度                   | 神田 - 塩尻           | 神田 - 塩尻           | 神田 - 塩尻           | 神田 - 塩尻           | 神田 - 塩尻                    | 神田 - 塩尻           | 神田 - 塩尻           | 塩尻 - 名古屋         | 出典            |
| 年度                   | 神田 - 高尾           | 高尾 - 大月           | 大月 - 甲府           | 甲府 - 小淵沢         | 小淵沢 - 塩尻 （みどり湖経由） | 岡谷 - 辰野           | 辰野 - 塩尻           | 塩尻 - 名古屋         | 出典            |
| ---------------------- | --------------------- | --------------------- | --------------------- | --------------------- | ------------------------------ | --------------------- | --------------------- | --------------------- | --------------- |
| 2011年度（平成23年度） | 148,595               | 148,595               | 148,595               | 148,595               | 148,595                        | 148,595               | 148,595               |                       | [ 94 ]          |
| 2011年度（平成23年度） | 642,026               | 43,338                | 27,206                | 14,718                | 13,030                         | 2,751                 | 618                   |                       | [ 94 ]          |
| 2012年度（平成24年度） | 151,454               | 151,454               | 151,454               | 151,454               | 151,454                        | 151,454               | 151,454               | 28,832                | [ 94 ] [ 95 ]   |
| 2012年度（平成24年度） | 651,700               | 45,077                | 29,079                | 15,552                | 13,715                         | 2,839                 | 626                   | 28,832                | [ 94 ] [ 95 ]   |
| 2013年度（平成25年度） | 155,059               | 155,059               | 155,059               | 155,059               | 155,059                        | 155,059               | 155,059               | 29,419                | [ 94 ] [ 96 ]   |
| 2013年度（平成25年度） | 667,820               | 45,834                | 29,504                | 15,886                | 13,904                         | 3,001                 | 606                   | 29,419                | [ 94 ] [ 96 ]   |
| 2014年度（平成26年度） | 153,788               | 153,788               | 153,788               | 153,788               | 153,788                        | 153,788               | 153,788               | 28,648                | [ 94 ] [ 97 ]   |
| 2014年度（平成26年度） | 662,327               | 45,519                | 29,375                | 15,799                | 13,654                         | 2,818                 | 599                   | 28,648                | [ 94 ] [ 97 ]   |
| 2015年度（平成27年度） | 157,094               | 157,094               | 157,094               | 157,094               | 157,094                        | 157,094               | 157,094               | 29,698                | [ 94 ] [ 98 ]   |
| 2015年度（平成27年度） | 675,696               | 46,644                | 30,275                | 16,417                | 14,260                         | 2,916                 | 633                   | 29,698                | [ 94 ] [ 98 ]   |
| 2016年度（平成28年度） | 157,888               | 157,888               | 157,888               | 157,888               | 157,888                        | 157,888               | 157,888               | 29,958                | [ 99 ] [ 100 ]  |
| 2016年度（平成28年度） | 679,307               | 46,358                | 30,363                | 16,546                | 14,463                         | 2,973                 | 617                   | 29,958                | [ 99 ] [ 100 ]  |
| 2017年度（平成29年度） | 159,548               | 159,548               | 159,548               | 159,548               | 159,548                        | 159,548               | 159,548               | 30,275                | [ 99 ] [ 101 ]  |
| 2017年度（平成29年度） | 686,317               | 46,469                | 30,984                | 16,881                | 14,687                         | 2,952                 | 592                   | 30,275                | [ 99 ] [ 101 ]  |
| 2018年度（平成30年度） | 160,328               | 160,328               | 160,328               | 160,328               | 160,328                        | 160,328               | 160,328               | 30,301                | [ 99 ] [ 102 ]  |
| 2018年度（平成30年度） | 690,337               | 46,132                | 30,822                | 17,020                | 14,703                         | 3,048                 | 583                   | 30,301                | [ 99 ] [ 102 ]  |
| 2019年度（令和元年度） | 156,460               | 156,460               | 156,460               | 156,460               | 156,460                        | 156,460               | 156,460               | 29,788                | [ 99 ] [ 103 ]  |
| 2019年度（令和元年度） | 678,404               | 42,677                | 28,031                | 15,791                | 13,670                         | 3,021                 | 547                   | 29,788                | [ 99 ] [ 103 ]  |
| 2020年度（令和02年度） | 100,367               | 100,367               | 100,367               | 100,367               | 100,367                        | 100,367               | 100,367               | 19,321                | [ 99 ] [ 104 ]  |
| 2020年度（令和02年度） | 448,960               | 20,402                | 11,967                | 7,232                 | 7,239                          | 2,499                 | 362                   | 19,321                | [ 99 ] [ 104 ]  |
| 2021年度（令和03年度） | 108,433               | 108,433               | 108,433               | 108,433               | 108,433                        | 108,433               | 108,433               | 20,840                | [ 105 ] [ 106 ] |
| 2021年度（令和03年度） | 478,876               | 25,621                | 15,570                | 9,076                 | 8,282                          | 2,375                 | 350                   | 20,840                | [ 105 ] [ 106 ] |
| 2022年度（令和04年度） | 124,981               | 124,981               | 124,981               | 124,981               | 124,981                        | 124,981               | 124,981               |                       | [ 105 ]         |
| 2022年度（令和04年度） | 542,056               | 33,926                | 22,063                | 12,812                | 11,021                         | 2,512                 | 433                   |                       | [ 105 ]         |
| 2023年度（令和05年度） | 136,389               | 136,389               | 136,389               | 136,389               | 136,389                        | 136,389               | 136,389               |                       | [ 107 ]         |
| 2023年度（令和05年度） | 584,641               | 40,683                | 26,707                | 15,347                | 13,043                         | 2,722                 | 490                   |                       | [ 107 ]         |

### 収支・営業系数
2019年度（令和元年度）の平均通過人員が2,000人/日未満の線区（辰野駅 - 塩尻駅間）における各年度の収支（運輸収入、営業費用）、営業係数、収支率は以下のとおりである。▲はマイナスを意味する。
| 年度                   | 収支（百万円） | 収支（百万円） | 収支（百万円） | 営業 係数 （円） | 収支率 | 出典        |
| 年度                   | 運輸 収入      | 営業 費用      | 計             | 営業 係数 （円） | 収支率 | 出典        |
| ---------------------- | -------------- | -------------- | -------------- | ---------------- | ------ | ----------- |
| 2019年度（令和元年度） | 31             | 565            | ▲534           | 1,775            | 5.6%   | [ JR東 20 ] |
| 2020年度（令和02年度） | 17             | 591            | ▲574           | 3,457            | 2.9%   | [ JR東 20 ] |
| 2021年度（令和03年度） | 17             | 820            | ▲803           | 4,760            | 2.1%   | [ JR東 21 ] |
| 2022年度（令和04年度） | 23             | 570            | ▲546           | 2,426            | 4.1%   | [ JR東 22 ] |